# Erwin Rommel
Johannes Erwin Eugen Rommel (Heidenheim an der Brenz, 15 de novembre de 1891 - Herrlingen, 14 d'octubre de 1944) va ser un general alemany i una icona de propaganda durant la Segona Guerra Mundial. Conegut popularment com la Guineu del Desert, va servir com a  mariscal de camp a la Wehrmacht (forces armades) de l'Alemanya nazi, a més de servir al Reichswehr de la República de Weimar i a l'exèrcit de l'Alemanya Imperial.
Rommel va ser un oficial molt condecorat a la Primera Guerra Mundial, arribant a rebre la Pour le Mérite per les seves accions al front italià. El 1937, va publicar el seu llibre clàssic sobre tàctiques militars, La infanteria ataca, basant-se en les seves experiències en aquella guerra. A la Segona Guerra Mundial, va comandar la 7a Divisió Panzer durant la invasió de França de 1940. El seu lideratge de les forces alemanyes i italianes a la campanya del nord d'Àfrica va establir la seva reputació com un dels comandants de tancs més hàbils de la guerra, i li va valer el sobrenom der Wüstenfuchs, "la guineu del desert". Entre els seus adversaris britànics tenia una reputació de cavalleria, i la seva frase "guerra sense odi" s'ha utilitzat de manera acrítica per descriure la campanya nord-africana. Des d'aleshores, diversos historiadors han rebutjat la frase com a mite i han descobert nombrosos exemples de crims de guerra i abusos contra soldats enemics i poblacions natives a Àfrica durant el conflicte. Altres historiadors assenyalen que no hi ha cap evidència clara que Rommel hi estigués implicat o que tingués coneixement d'aquests crims, i alguns assenyalen que la guerra al desert, tal com la van lluitar Rommel i els seus oponents, encara es va acostar a una lluita neta com no hi va haver a la Segona Guerra Mundial. Més tard va comandar les forces alemanyes que s'oposaven als aliats en la invasió de Normandia el juny de 1944.
Amb els nazis guanyant el poder a Alemanya, Rommel va anar acceptant el nou règim, i els historiadors van donar diferents relats sobre el període concret i les seves motivacions. Va ser partidari d'Adolf Hitler, almenys fins a prop del final de la guerra, si no necessàriament simpatitzant amb el partit i les forces paramilitars associades a aquest. El 1944, Rommel va ser implicat en el complot del 20 de juliol per assassinar Hitler. A causa de l'estatus de Rommel com a heroi nacional, Hitler desitjava eliminar-lo en silenci en lloc d'executar-lo immediatament, com molts altres conspiradors. A Rommel se li va donar l'opció de suïcidar-se, a canvi d'assegurances que la seva reputació romandria intacta i que la seva família no seria perseguida després de la seva mort, o davant d'un judici que resultarà en la seva desgràcia i execució; va triar el primer i es va suïcidar amb una pastilla de cianur. Rommel va rebre un funeral d'estat, i es va anunciar que havia sucumbit a les seves ferides per l'ametrallament del seu cotxe personal a Normandia.
Rommel s'ha convertit en una de les figures més importants tant en la propaganda aliada com en la nazi, i en la cultura popular de postguerra, amb nombrosos autors que el consideren un comandant apolític, brillant i una víctima de l'Alemanya nazi, encara que aquesta valoració és impugnada per altres obres com El mite de Rommel. La reputació de Rommel per dur a terme una guerra neta es va utilitzar en interès del rearmament d'Alemanya Occidental i la reconciliació entre els antics enemics: el Regne Unit i els Estats Units d'una banda i la nova República Federal d'Alemanya de l'altra. Diversos dels antics subordinats de Rommel, sobretot el seu cap d'estat major Hans Speidel, va tenir un paper clau en el rearmament alemany i la integració a l'OTAN a l'època de la postguerra. La base militar més gran de l'exèrcit alemany, la caserna del mariscal de camp Rommel, Augustdorf, rep el seu nom en el seu honor. L'alcalde de Stuttgart, Manfred Rommel, era el seu fill.

## Primers anys de vida i carrera

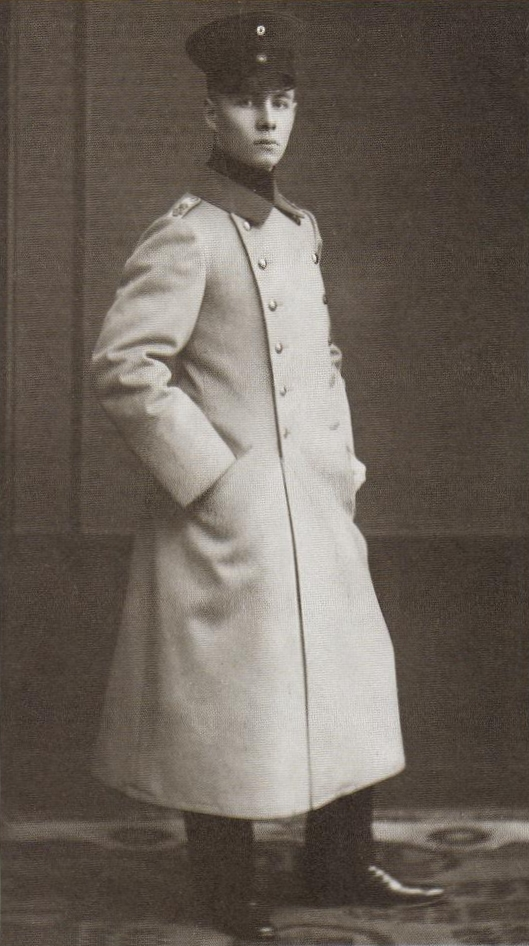
El cadet Rommel

Rommel va néixer el 15 de novembre de 1891 a Heidenheim, a 45 quilòmetres d'Ulm, al Regne de Württemberg, al sud d'Alemanya, llavors part de l'Imperi Alemany. Va ser el tercer dels cinc fills d'Erwin Rommel (1860–1913) i de la seva dona Helene von Lutz, el pare de la qual, Karl von Luz, va dirigir el consell del govern local. De jove, el pare de Rommel havia estat tinent d'artilleria. Rommel tenia una germana gran que era professora d'art i el seu germà preferit, un germà gran anomenat Manfred que va morir en la infància i dos germans petits, dels quals un es va convertir en un dentista d'èxit i l'altre en un cantant d'òpera.
Amb 18 anys Rommel es va unir al Regiment d'Infanteria núm. 124 de Württemberg a Weingarten com a Fähnrich, el 1910, estudiant a l'Escola d'Oficials Cadets de Danzig. Es va graduar el novembre de 1911 i va rebre despatx com a tinent de segona el gener de 1912 i va ser assignat al 124è d'Infanteria a Weingarten. Va ser destinat a Ulm el març de 1914 al 46è Regiment d'Artilleria de Camp, XIII Cos (Reial Württemberg), com a comandant de bateria. Va tornar al 124 quan es va declarar la guerra. Mentre estava a l'escola de cadets, Rommel va conèixer la seva futura esposa, Lucia (Lucie) Maria Mollin (1894–1971), de 17 anys, d'ascendència polonesa i italiana.

## Primera Guerra Mundial

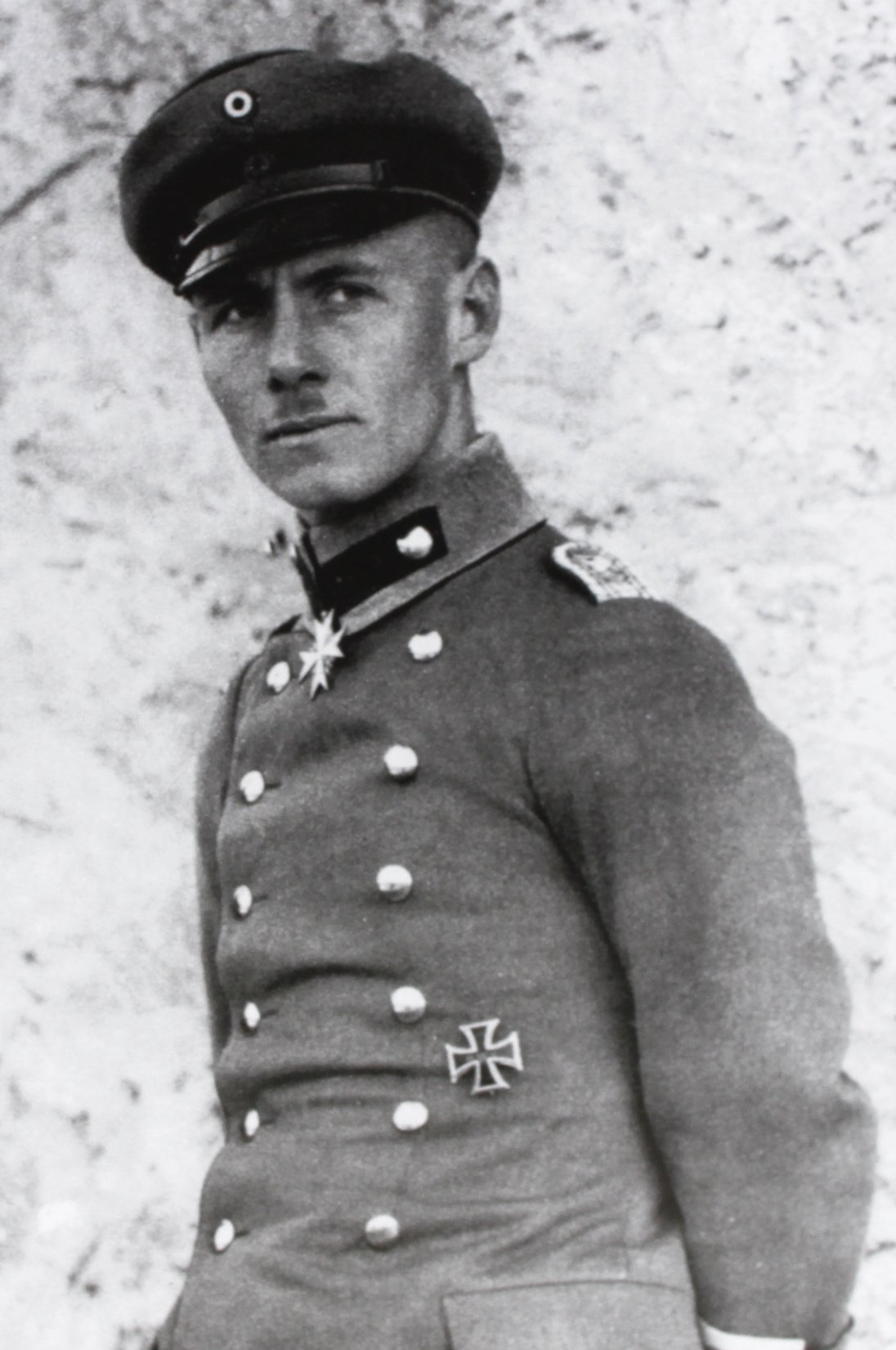
El tinent Rommel a Itàlia, 1917

Durant la Primera Guerra Mundial, Rommel va lluitar a França, així com a les campanyes romaneses (sobretot a la Segona Batalla de la Vall de Jiu) i italiana. Va utilitzar amb èxit la tàctica de penetrar les línies enemigues amb un fort foc de cobertura juntament amb avenços ràpids, així com avançar ràpidament a una posició de flanqueig per arribar a la part posterior de les posicions hostils, per aconseguir la sorpresa tàctica. La seva primera experiència de combat va ser el 22 d'agost de 1914 com a comandant d'esquadró prop de Verdun, quan, atrapant una guarnició francesa sense estar preparat, Rommel i tres homes van obrir foc contra ells sense ordenar que la resta de la seva patrulla avancés. Els exèrcits van continuar enfrontant-se en enfrontaments oberts durant tot el setembre, ja que la guerra de trinxeres estàtica típica de la Primera Guerra Mundial encara era en el futur. Per les seves accions el setembre de 1914 i el gener de 1915, Rommel va rebre la Creu de Ferro de Segona Classe. Rommel va ser ascendit a Oberleutnant i transferit al Batalló Reial de Muntanya de Württemberg de l'Alpenkorps el setembre de 1915, com a comandant de la companyia. El novembre de 1916 a Danzig, Rommel i Lucia es van casar.
L'agost de 1917, la seva unitat es va veure implicada en la batalla pel mont Cosna, un objectiu fortament fortificat a la frontera entre Hongria i Romania, que van prendre després de dues setmanes de difícils combats costa amunt. A continuació, el Batalló de Muntanya va ser assignat al front d'Isonzo, en una zona muntanyosa d'Itàlia. L'ofensiva, coneguda com la batalla de Caporetto, va començar el 24 d'octubre de 1917. El batalló de Rommel, format per tres companyies de fusellers i una unitat de metralladores, va formar part d'un intent de prendre posicions enemigues a tres muntanyes: Kolovrat, Mataiur i Stol. En dos dies i mig, del 25 al 27 d'octubre, Rommel i els seus 150 homes van capturar 81 canons i 9.000 homes (inclosos 150 oficials), amb la pèrdua de sis morts i 30 ferits. Rommel va aconseguir aquest notable èxit aprofitant el terreny per flanquejar les forces italianes, atacant des de direccions inesperades o darrere de les línies enemigues, i prenent la iniciativa d'atacar quan tenia ordres al contrari. En un cas, les forces italianes, preses per sorpresa i creient que les seves línies s'havien col·lapsat, es van rendir després d'un breu tiroteig. En aquesta batalla, Rommel va ajudar a ser pioner en tàctiques d'infiltració, una nova forma de guerra de maniobres que acabaven d'adoptar els exèrcits alemanys, i més tard els exèrcits estrangers, i descrit per alguns com Blitzkrieg sense tancs. Tanmateix, no va jugar cap paper en l'adopció primerenca de guerra llampec a la Segona Guerra Mundial. Actuant com a avançada en la captura de Longarone el 9 de novembre, Rommel va decidir novament atacar amb una força molt més petita. Convençuda que estaven envoltats per una divisió alemanya sencera, la 1a Divisió d'Infanteria Italiana -10.000 homes- es va rendir a Rommel. Per això i les seves accions a Matajur, va rebre l'ordre de Pour le Mérite.
El gener de 1918, Rommel va ser ascendit a Hauptmann i assignat a un lloc d'estat major al 64è Cos d'Exèrcit, on va servir durant la resta de la guerra.

## Període d'entreguerres
Rommel va romandre amb el 124è Regiment fins a l'octubre de 1920. El regiment va estar involucrat en sufocar els disturbis i disturbis civils que estaven ocorrent a tot Alemanya en aquest moment. Sempre que va ser possible, Rommel va evitar l'ús de la força en aquests enfrontaments. El 1919 va ser enviat breument a Friedrichshafen al llac de Constança, on va restablir l'ordre per "la força de la personalitat" a la 32a Companyia de Seguretat Interna, que estava formada per mariners rebels i procomunistes. Va decidir no assaltar la propera ciutat de Lindau, que havia estat presa pels comunistes revolucionaris. En canvi, Rommel va negociar amb l'ajuntament i va aconseguir retornar-lo al govern legítim per mitjans diplomàtics. Això va ser seguit per la seva defensa de Schwäbisch Gmünd, de nou sense sang. Aleshores va ser enviat al Ruhr, on un exèrcit vermell era l'encarregat de fomentar els disturbis. L'historiador Raffael Scheck lloa Rommel com una ment freda i moderada, excepcional enmig de les nombroses ocupacions de ciutats revolucionàries per part d'unitats regulars i irregulars i la violència massiva associada.
Segons Reuth, aquest període va donar a Rommel la impressió indeleble que "tots en aquesta República es lluitaven entre ells", juntament amb l'experiència directa de persones que van intentar convertir Alemanya en una república socialista en les línies soviètiques. Hi ha similituds amb les experiències de Hitler: com Rommel, Hitler havia conegut la solidaritat de la guerra de trinxeres i després havia participat en la supressió per part del Reichswehr de la Primera i Segona República Soviètica de Baviera. La necessitat d'unitat nacional esdevingué així un llegat decisiu de la Primera Guerra Mundial. Brighton assenyala que tot i que tots dos creien en la llegenda de la punyalada per l'esquena, Rommel va poder tenir èxit utilitzant mètodes pacífics perquè va veure el problema en l'estómac buit més que en el judeobolxevisme, que els soldats de dretes com Hitler els van culpar del caos a Alemanya.

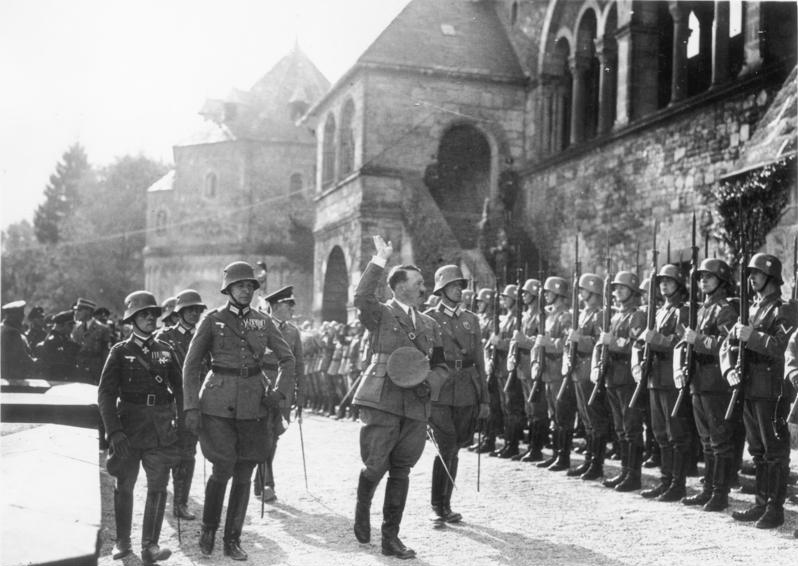
Rommel i Adolf Hitler a Goslar, 1934

L'1 d'octubre de 1920 Rommel va ser nomenat comandant d'una companyia amb el 13è Regiment d'Infanteria a Stuttgart, càrrec que va ocupar durant els nou anys següents. Després va ser assignat com a instructor a l'Escola d'Infanteria de Dresden de 1929 a 1933, i durant aquest temps va ser ascendit a major, l'abril de 1932. Mentre estava a Dresden, va escriure un manual sobre entrenament d'infanteria, publicat a 1934. L'octubre de 1933 va ser ascendit a Oberstleutnant  i va rebre el seu següent comandament, el 3r Batalló Jäger, 17è Regiment d'Infanteria, estacionat a Goslar. Aquí va conèixer per primera vegada Hitler, que va inspeccionar les seves tropes el 30 de setembre de 1934. El setembre de 1935 Rommel va ser traslladat a l'Acadèmia de Guerra de Potsdam com a instructor durant els tres anys següents. El seu llibre Infanterie greift an, una descripció de les seves experiències bèl·liques juntament amb la seva anàlisi, es va publicar el 1937. Es va convertir en un best-seller, que, segons Scheck, més tard "influirà enormement" en molts exèrcits del món; Adolf Hitler era una de les moltes persones que posseïa un exemplar.
Assabentat de la reputació de Rommel com a instructor militar destacat, el febrer de 1937 Hitler el va assignar com a oficial d'enllaç del Ministeri de la Guerra a les Joventuts Hitlerianes a càrrec de l'entrenament militar. Aquí es va enfrontar amb Baldur von Schirach, el líder de les Joventuts Hitlerianes, per la formació que haurien de rebre els nois. Tractant de complir una missió que li havia assignat el Ministeri de la Guerra, Rommel havia proposat dues vegades un pla que hauria subordinat efectivament les Joventuts Hitlerianes a l'exèrcit, retirant-lo del control del NSDAP. Això anava en contra de la voluntat expressa de Schirach. Schirach va apel·lar directament a Hitler; en conseqüència, Rommel va ser retirat silenciosament del projecte el 1938. Havia estat ascendit a Oberst, l'1 d'agost de 1937, i el 1938 va ser nomenat comandant de l'Acadèmia Militar Teresiana a Wiener Neustadt.
L'octubre de 1938, Hitler va demanar especialment que Rommel fos secundat per comandar el batalló Führerbegleit (el seu batalló d'escorta). Aquesta unitat acompanyava a Hitler sempre que viatjava fora d'Alemanya. Durant aquest període Rommel va satisfer el seu interès per l'enginyeria i la mecànica aprenent sobre el funcionament intern i el manteniment dels motors de combustió interna i les metralladores pesades. Va memoritzar les taules de logaritmes en el seu temps lliure i va gaudir de l'esquí i altres esports a l'aire lliure. Ian F. Beckett escriu que l'any 1938 Rommel va derivar cap a una acceptació acrítica del règim nazi citant la carta de Rommel a la seva dona en la qual afirmava "La Wehrmacht alemanya és l'espasa de la nova visió del món alemanya" com a reacció al discurs de Hitler.
Durant la seva visita a Suïssa el 1938, va informar que els soldats suïssos que va conèixer mostraven "una comprensió notable del nostre problema jueu" Butler comenta que sí que compartia l'opinió (popular a Alemanya i molts països europeus durant aquella època) que, com a poble, els jueus eren lleials a ells mateixos més que a les nacions on vivien. Malgrat aquest fet, altres peces de les proves mostren que considerava escombraries les ideologies racials nazis. Searle comenta que Rommel coneixia la postura oficial del règim, però en aquest cas, la frase era ambigua i no hi ha proves després o abans d'aquest esdeveniment que mai simpatitzava amb l'antisemitisme del moviment nazi. El seu fill, Manfred Rommel, va afirmar al documental The Real Rommel, publicat l'any 2001 per Channel 4 que el seu pare "miraria cap a un altre costat" quan s'enfrontés a la violència antijueva als carrers. Segons el documental Rommel també va sol·licitar proves d'"ascendència ària" al xicot italià de la seva filla il·legítima Gertrud. Segons Remy, durant el temps que Rommel va ser enviat a Goslar, es va enfrontar repetidament amb les SA, els membres de les quals van terroritzar els jueus i els ciutadans dissidents de Goslar. Després de la purga de Röhm, va creure erròniament que el pitjor ja havia passat, tot i que encara s'estaven imposant restriccions als negocis jueus i l'agitació contra la seva comunitat continuava produint-se. Segons Remy, Manfred Rommel explica que el seu pare coneixia i no estava d'acord en privat amb l'antisemitisme del govern, però en aquell moment, no havia fet campanya activament en favor dels jueus. Tanmateix, Uri Avnery assenyala que fins i tot quan era un oficial de baix rang, protegia els jueus que vivien al seu districte. Manfred Rommel explica als Stuttgarter Nachrichten que la seva família vivia en terres militars aïllades, però que sabia de la discriminació contra els jueus que s'estava produint a l'exterior. No podien preveure l'enormitat de les atrocitats imminents, de les quals només van saber molt més tard.
En aquest moment, Rommel va donar suport a Hitler i la seva retòrica nacionalista fent les següents declaracions sobre Hitler: "va ser cridat per Déu" i "[parla] com un profeta"

## Segona Guerra Mundial

### Polònia 1939

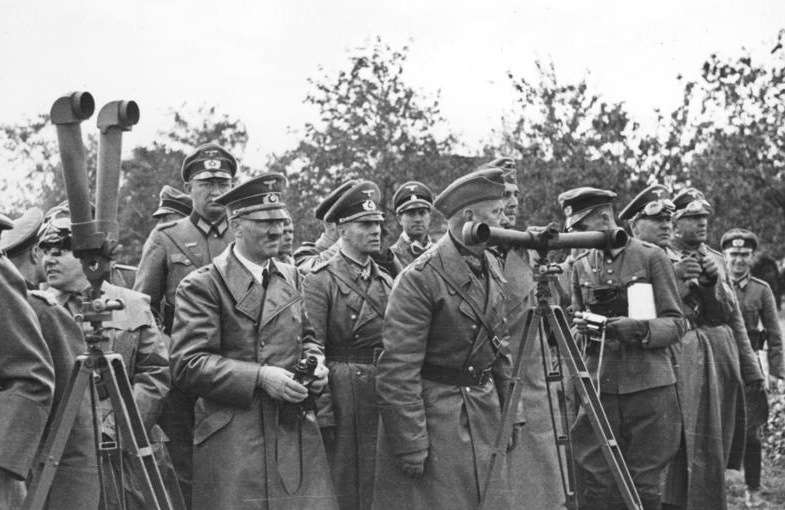
Hitler a Polònia (setembre de 1939). Rommel és a la seva esquerra i Martin Bormann a la seva dreta.

Rommel va ser ascendit a Generalmajor el 23 d'agost 1939 i assignat com a comandant de la Führerbegleitbatallion, encarregat de la protecció de Hitler i els seus estats majors de campanya durant la invasió de Polònia, que va començar l'1 de setembre. Segons Remy, les cartes privades de Rommel en aquest moment mostren que no entenia la veritable naturalesa i les intencions de Hitler, ja que ràpidament va passar de predir una solució pacífica ràpida de les tensions a aprovar la reacció de Hitler ("les bombes seran represaliades amb bombes") a l'incident de Gleiwitz (una operació de bandera falsa organitzada per Hitler i utilitzada com a pretext per a la invasió). Hitler es va interessar personalment per la campanya, sovint apropant-se al front al Führersonderzug (tren d'estat major). Rommel assistia a les sessions informatives diàries de guerra de Hitler i l'acompanyava a tot arreu, aprofitant l'oportunitat d'observar de primera mà l'ús de tancs i altres unitats motoritzades. El 26 de setembre Rommel va tornar a Berlín per establir una nova seu per a la seva unitat a la Cancelleria del Reich. Rommel va tornar breument a Varsòvia ocupada el 5 d'octubre per preparar-se per a la desfilada de la victòria alemanya. En una carta a la seva dona va afirmar que l'ocupació de l'Alemanya nazi va ser "probablement acollida amb alleujament" pels habitants de la ciutat en ruïnes alemanyes i que van ser "rescatats".

### França 1940

#### Promoció a comandant de la divisió blindada

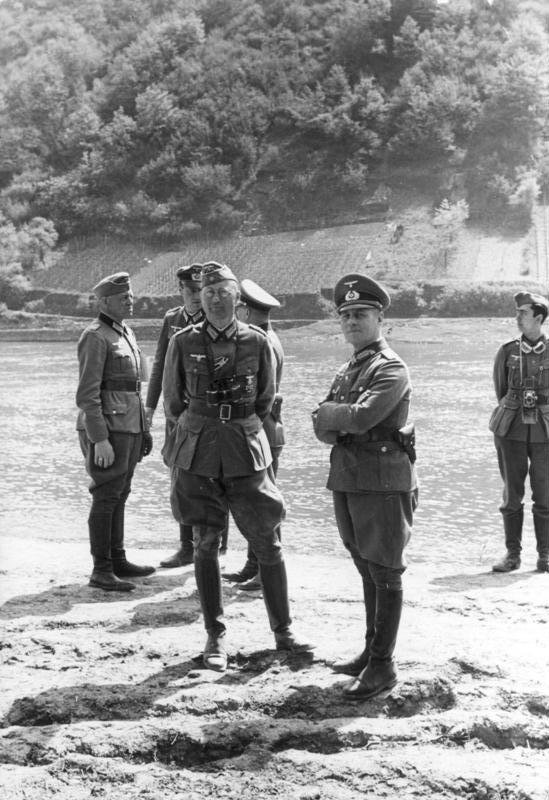
El general Erwin Rommel i el seu estat major observen les tropes de la 7a Divisió Panzer practicant un pas del riu al riu Mosel·la a França el 1940.

Després de la invasió de Polònia, Rommel va començar a pressionar pel comandament d'una de les divisions panzer d'Alemanya, de les quals llavors només n'hi havia deu. Els èxits de Rommel a la Primera Guerra Mundial es van basar en la sorpresa i la maniobra, dos elements per als quals les noves unitats panzer eren ideals. Rommel va rebre una promoció al generalat de mans de Hitler, per davant d'oficials de més rang. Rommel va obtenir el comandament al qual aspirava, tot i que abans havia estat rebutjat per l'oficina de personal de l'exèrcit, que li havia ofert el comandament d'una divisió de muntanya. Segons Caddick-Adams, va ser recolzat per Hitler, l'influent comandant del 14. Armee Wilhelm List (un "foraster militar" de classe mitjana també originari de Württemberger) i probablement també Guderian.
Anant en contra del protocol militar, aquesta promoció va augmentar la creixent reputació de Rommel com un dels comandants favorits de Hitler, encara que el seu posterior lideratge destacat a França va sufocar les queixes sobre la seva autopromoció i maquinació política. La 7a Divisió Panzer s'havia convertit recentment en una divisió blindada formada per 218 tancs en tres batallons (per tant, un regiment de tancs, en lloc dels dos assignats a una divisió panzer estàndard), amb dos regiments de fusellers, un batalló de motocicletes, un batalló d'enginyers i un batalló antitanc. En prendre el comandament el 10 de febrer de 1940, Rommel va posar ràpidament la seva unitat a practicar les maniobres que necessitarien en la propera campanya.

#### Invasió dels Països Baixos, Bèlgica i França
La invasió va començar el 10 de maig de 1940. Al tercer dia Rommel i els elements avançats de la seva divisió, juntament amb un destacament de la 5a Divisió Panzer, havien arribat al Mosa, on van trobar que els ponts ja havien estat destruïts (Heinz Guderian i Georg-Hans Reinhardt van arribar al riu el mateix dia). Rommel va estar actiu a les zones d'avantguarda, dirigint els esforços per fer una travessia, que inicialment no van tenir èxit a causa del foc supressiu dels francesos a l'altra banda del riu. Rommel va portar tancs i unitats antiaèries per proporcionar contrafoc i van incendiar cases properes per crear una cortina de fum. Va enviar infanteria en bots de goma, es va apropiar de l'aparell de pont de la 5a Divisió Panzer, va agafar personalment una metralladora lleugera per lluitar contra un contraatac francès recolzat per tancs i va entrar ell mateix a l'aigua, animant els sapadors i ajudant a lligar els pontons. El 16 de maig Rommel va arribar a Avesnes i, contravinent les ordres, va continuar cap a Cateau. Aquella nit, el II Cos d'Exèrcit francès va ser destrossat i el 17 de maig, les forces de Rommel van prendre 10.000 presoners, perdent 36 homes en el procés. Es va sorprendre en descobrir que només la seva avantguarda havia seguit el seu tempestuós augment. L'Alt Comandament i Hitler havien estat extremadament nerviosos per la seva desaparició, tot i que li van concedir la Creu de Cavaller. Els èxits de Rommel (i de Guderian) i les noves possibilitats que oferia el nou braç de tanc van ser benvinguts per un petit nombre de generals, però van preocupar i paralitzar la resta.
El 20 de maig, Rommel va arribar a Arras. El general Hermann Hoth va rebre ordres que la ciutat s'havia de passar per alt i deixar aïllada la seva guarnició britànica aïllada. Va ordenar que la 5a Divisió Panzer es traslladés a l'oest i la 7a Divisió Panzer a l'est, flanquejada per la Divisió SS Totenkopf. L'endemà, els britànics van llançar un contraatac, però va fracassar i els britànics es van retirar.
El 24 de maig, els Generalobersts Gerd von Rundstedt i Günther von Kluge van emetre una ordre d'aturada, que Hitler va aprovar. El motiu d'aquesta decisió encara és un tema de debat. L'ordre d'aturada es va aixecar el 26 de maig. El 7è Panzer va continuar el seu avanç, arribant a Lilla el 27 de maig. El setge de Lille va continuar fins al 31 de maig, quan la guarnició francesa de 40.000 homes es va rendir. Rommel va ser convocat a Berlín per reunir-se amb Hitler. Va ser l'únic comandant de divisions present a la sessió de planificació de Fall Rot, la segona fase de la invasió de França. En aquest moment l'evacuació de Dunkerque estava completa; més de 338.000 soldats aliats havien estat evacuats a través del Canal, tot i que van haver de deixar enrere tot el seu equipament pesat i vehicles.

#### Avanç cap al Canal
Rommel, reprenent el seu avanç el 5 de juny, va conduir cap al riu Sena per assegurar els ponts prop de Rouen. Avançant 100 quilòmetres en dos dies, la divisió va arribar a Rouen per trobar-la defensada per tres tancs francesos; després que aconseguissin destruir una sèrie de tancs alemanys abans de ser expulsats; la força alemanya enfurismada per aquesta resistència va prohibir l'accés dels bombers al districte incendiat de l'antiga capital normanda, i com a resultat la major part del barri històric va quedar reduït a cendres. Segons David Fraser, Rommel va donar instruccions a l'artilleria alemanya per bombardejar la ciutat. com a "manifestació de foc" Segons un testimoni, el fum de l'incendi de Rouen va ser prou intens per a arribar a París. Daniel Allen Butler afirma que els ponts a la ciutat ja estaven destruïts. Els historiadors assenyalen que després de la caiguda de la ciutat, tant civils francesos d'ascendència africana negra com tropes colonials van ser executats el 9 de juny, sense esmentar la unitat dels perpetradors. El nombre de civils negres i presoners assassinats en massa s'estima en uns 100 Segons Butler i Showalter, Rouen va caure davant la 5a Divisió Panzer, mentre Rommel avançava des del Sena cap al Canal. El 10 de juny, Rommel va arribar a la costa prop de Dieppe, enviant a Hoth el missatge "Bin an der Küste " ("Estic a la costa") El 17 de juny, la 7a Panzer va rebre l'ordre d'avançar cap a Cherbourg, on estaven en marxa evacuacions britàniques addicionals. La divisió va avançar 240 km en 24 hores, i després de dos dies de bombardeig, la guarnició francesa es va rendir el 19 de juny. La velocitat i la sorpresa que va ser capaç d'aconseguir constantment, fins al punt que tant l'enemic com l'Oberkommando des Heeres (OKH; Alt Comandament Alemany) de vegades van perdre la pista del seu parador, van fer que la 7a Panzer rebés el sobrenom de Gespensterdivision ("divisió fantasma").
Després de la signatura de l'armistici amb els francesos el 22 de juny, la divisió es va posar en reserva, sent enviada primer al Somme i després a Bordeus per a reequipar-se i preparar-se per a Unternehmen Seelöwe (Operació Lleó Marí), la invasió planificada de Gran Bretanya. Aquesta invasió es va cancel·lar més tard, ja que Alemanya no va poder adquirir la superioritat aèria necessària per a un resultat exitós, mentre que la Kriegsmarine era massivament menys nombrosa que la Royal Navy.

### Nord d'Àfrica 1941–1943

Zona de batalla del desert occidental

El 6 de febrer de 1941, Rommel va ser nomenat comandant del nou Afrika Korps (Deutsches Afrika Korps; DAK), per la 5a Divisió Lleugera (més tard rebatejada 21a Divisió Panzer) i per la 15a Divisió Panzer. Va ser promogut a Generalleutnant tres dies després i va volar a Trípoli el 12 de febrer. El DAK havia estat enviat a Líbia en l'operació Sonnenblume per donar suport a les tropes italianes que havien estat derrotades per les forces de la Commonwealth britànica a l'operació Compass. Els seus esforços durant la Campanya del Desert Occidental li va valer a Rommel el sobrenom de "Guineu del desert" per part dels periodistes britànics. Les tropes aliades a Àfrica estaven comandades pel general Archibald Wavell, comandant en cap del comandament de l'Orient Mitjà.

#### Primera ofensiva de l'Eix
Rommel i les seves tropes estaven tècnicament subordinades al comandant en cap italià, el general Italo Gariboldi. En desacord amb les ordres de l'Oberkommando der Wehrmacht (OKW, alt comandament de les forces armades alemanyes) d'assumir una postura defensiva al llarg de la línia del front a Sirte, Rommel va recórrer al subterfugi i a la insubordinació per portar la guerra als britànics. Segons Remy, l'Estat Major va intentar frenar-lo, però Hitler el va animar a avançar, una expressió del conflicte que havia existit entre Hitler i la direcció de l'exèrcit des de la invasió de Polònia. Va decidir llançar una ofensiva limitada el 24 de març amb la 5a Divisió Lleugera, recolzada per dues divisions italianes. Aquesta empenta no va ser anticipada pels britànics, que d'acord l'informe d'intel·ligència Ultra que mostrava que Rommel tenia ordres de romandre a la defensiva fins al mes de maig, quan havia d'arribar la 15a Divisió Panzer.
Mentrestant, la força britànica del desert occidental s'havia vist afeblida pel trasllat a mitjans de febrer de tres divisions per a la batalla de Grècia. Van tornar a la Marsa El Brega i van començar a construir obres defensives. Després d'un dia de ferotge lluita el 31 de març, els alemanys van capturar Mersa El Brega. Dividint la seva força en tres grups, Rommel va reprendre l'avanç el 3 d'abril. Bengasi va caure aquella nit quan els britànics es retiraven de la ciutat. Gariboldi, que havia ordenat a Rommel que es quedés a Mersa El Brega, estava furiós. Rommel va ser igual de contundent en la seva resposta, i va dir a Gariboldi: "No es pot permetre que s'escapin oportunitats úniques per insignificants." Va arribar un missatge del general Franz Halder que recordava a Rommel que havia d'aturar-se a Mersa El Brega. Sabent que Gariboldi no parlava alemany, Rommel li va dir que el missatge li donava total llibertat d'acció. Gariboldi va fer marxa enrere. Durant tota la campanya, el subministrament de combustible va ser problemàtic, ja que no hi havia gasolina localment; s'havia de portar des d'Europa en petrolers i després portar-lo per carretera fins on calia. També escassejaven el menjar i l'aigua dolça, i era difícil moure els tancs i altres equips fora de la carretera per la sorra. Cirenaica va ser capturada el 8 d'abril, excepte la ciutat portuària de Tobruk, que va ser assetjada l'11 d'abril.

#### Setge de Tobruk

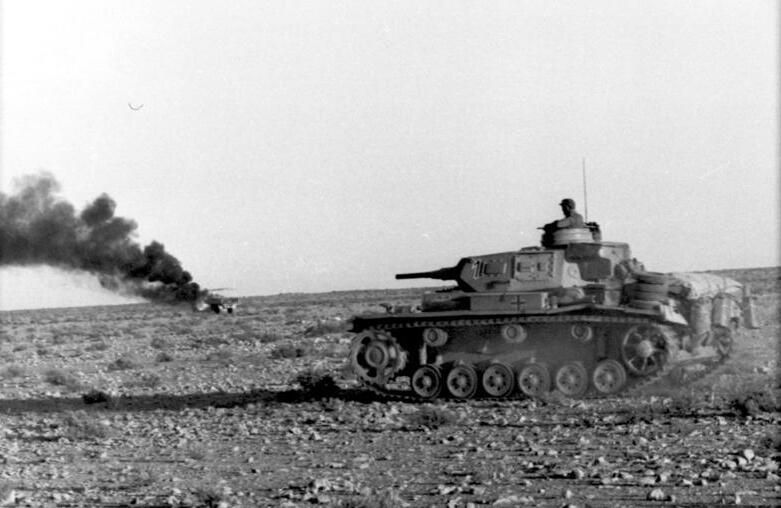
Un Panzer III de l'Afrika Korps avança per davant d'un vehicle cremant al desert, l'abril de 1941

El setge de Tobruk no va ser tècnicament un setge, ja que els defensors encara eren capaços de traslladar subministraments i reforços a la ciutat a través del port. Rommel sabia que capturant el port podria reduir en gran manera la longitud de les seves línies de subministrament i augmentar la seva capacitat total del port, que era insuficient fins i tot per a les operacions del dia a dia i només la meitat de la necessària per a les operacions ofensives. La ciutat, que havia estat fortament fortificada pels italians durant els seus 30 anys d'ocupació, estava guarnida per 36.000 militars de la Commonwealth, comandades pel tinent general australià Leslie Morshead. Amb l'esperança d'agafar els defensors desprevinguts, Rommel va llançar un atac fallit el 14 d'abril.

Mapa del Pas de Halfaya i els voltants

Rommel va sol·licitar reforços, però l'OKW, que completava llavors els preparatius per a l'Operació Barbarroja, es va negar. El general Friedrich Paulus, cap de la branca d'operacions de l'OKH, va arribar el 25 d'abril per revisar la situació. Va estar present per a un segon atac fallit a la ciutat el 30 d'abril. El 4 de maig, Paulus va ordenar que no es fessin més intents per prendre Tobruk mitjançant un assalt directe. Després d'un contraatac fallit a l'operació Brevity al maig, Wavell va llançar l'operació Battleaxe el 15 de juny; aquest atac també va ser derrotat. La derrota va provocar que Churchill substituís Wavell pel general Claude Auchinleck com a comandant del teatre.
A l'agost, Rommel va ser nomenat comandant del recentment creat Exèrcit Panzer d'Àfrica, amb Fritz Bayerlein com a cap d'estat major. L'Afrika Korps, que comprenia la 15a Divisió Panzer i la 5a Divisió Lleugera, ara reforçada i re denominada 21a Divisió Panzer, va ser posada sota el comandament del general Ludwig Crüwell. A més de l'Afrika Korps, el Grup Panzer de Rommel tenia la 90a Divisió Lleugera i quatre divisions italianes, tres divisions d'infanteria investint Tobruk i una amb Bardia. Les dues divisions blindades italianes, formades en el XX Cos motoritzat italià sota el comandament del general Gastone Gambara, estaven sota control italià. Dos mesos més tard, Hitler va decidir que havia de tenir els oficials alemanys en millor control del teatre mediterrani, i va nomenar el mariscal de camp Albert Kesselring com a comandant en cap del sud. Kesselring va rebre l'ordre d'aconseguir el control de l'aire i el mar entre Àfrica i Itàlia.

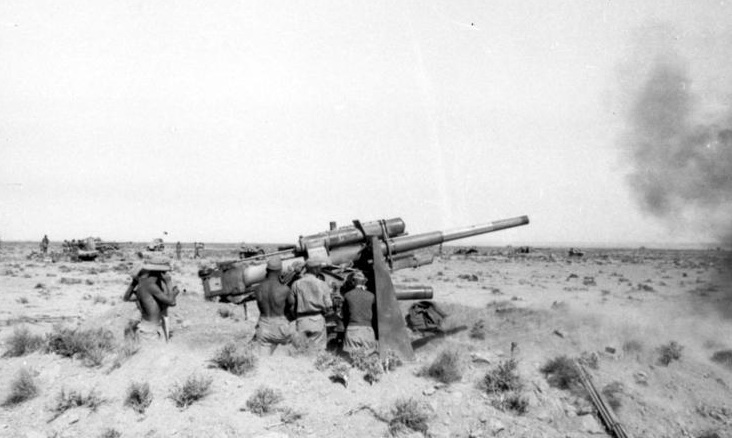
Els canons Flak 18 de 8,8cm disparen contra els blindats britànics

Després del seu èxit a Battleaxe, Rommel va tornar la seva atenció a la captura de Tobruk. Va fer els preparatius per a una nova ofensiva, que es llançaria entre el 15 i el 20 de novembre. Mentrestant, Auchinleck va reorganitzar les forces aliades i les va reforçar en dos cossos, el XXX i el XIII, que van formar el Vuitè Exèrcit britànic. Va ser posat sota el comandament d'Alan Cunningham. Auchinleck va llançar l'operació Crusader, una ofensiva important per alleujar Tobruk, el 18 de novembre de 1941. Rommel va decidir de mala gana el 20 de novembre suspendre el seu atac previst a Tobruk.

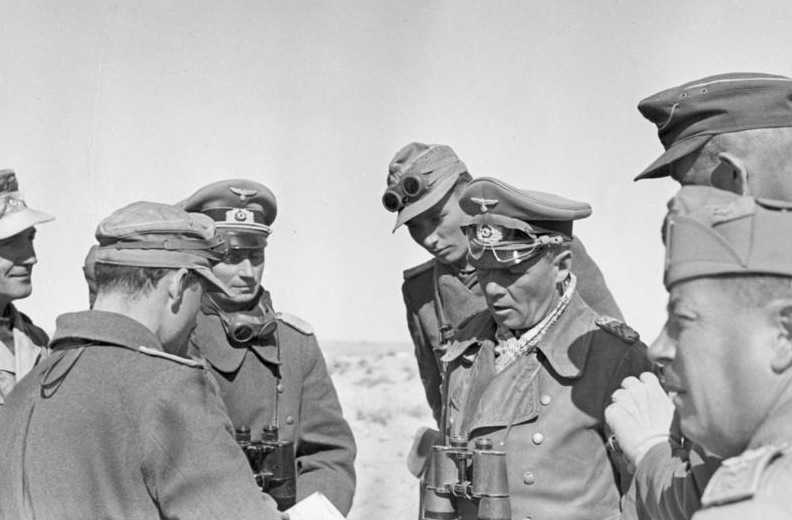
Rommel conversant amb el seu estat major pop de El Agheila, 12 de gener de 1942

En quatre dies de forts combats, el Vuitè Exèrcit va perdre 530 tancs i Rommel només 100. Volent explotar l'aturada britànica i la seva aparent desorganització, el 24 de novembre Rommel va contraatacar prop de la frontera egípcia en una operació que es va conèixer com " córrer cap al cable". Cunningham va demanar permís a Auchinleck per retirar-se a Egipte, però Auchinleck es va negar, i aviat va substituir Cunningham com a comandant del Vuitè Exèrcit pel major general Neil Ritchie. El contraatac alemany es va estancar a mesura que superava els seus subministraments i va trobar una resistència endurida, i va ser criticat per l'Alt Comandament alemany i alguns dels oficials d'estat major de Rommel.
Mentre Rommel penetrava a Egipte, les forces restants de la Commonwealth a l'est de Tobruk van amenaçar allà les dèbils línies de l'Eix. Incapaç d'arribar a Rommel durant diversos dies, el cap d'estat major de Rommel, Siegfried Westphal, va ordenar que la 21a Divisió Panzer es retirés per donar suport al setge de Tobruk. El 27 de novembre l'atac britànic a Tobruk es va enllaçar amb els defensors, i Rommel, després d'haver patit pèrdues que no podien ser fàcilment reemplaçades, es va haver de concentrar a reagrupar les divisions que havien atacat a Egipte. El 7 de desembre Rommel va retrocedir a una línia defensiva a Gazala, just a l'oest de Tobruk, tot el temps sota un fort atac de la Força Aèria del Desert. Els aliats van mantenir la pressió, i Rommel es va veure obligat a retirar-se fins a les posicions inicials que havia ocupat al març, arribant a El Agheila el desembre de 1941. Els britànics havien recuperat gairebé tota Cirenaica, però la retirada de Rommel de manera espectacular. va escurçar les seves línies de subministrament.

#### Batalla de Gazala i captura de Tobruk
El 5 de gener de 1942 l'Afrika Korps va rebre 55 tancs i nous subministraments i Rommel va començar a planificar un contraatac, que va llançar el 21 de gener. Sorpresos, els aliats van perdre més de 110 tancs i altres equips pesats. Les forces de l'Eix van recuperar Bengasi el 29 de gener i Timimi el 3 de febrer, amb els aliats retirant-se cap a una línia defensiva just abans de la zona de Tobruk al sud de la ciutat costanera de Gazala. Entre desembre de 1941 i juny de 1942, Rommel va tenir una excel·lent informació sobre la disposició i les intencions de les forces de la Commonwealth. Bonner Fellers, el diplomàtic nord-americà a Egipte, enviava informes detallats al Departament d'Estat mitjançant un codi compromès.
Després dels èxits de Kesselring en la creació de la superioritat aèria local al voltant de les bases navals i aèries britàniques a Malta l'abril de 1942, un major flux de subministraments va arribar a les forces de l'Eix a Àfrica. Amb les seves forces reforçades, Rommel va preveure una operació ofensiva important per a finals de maig. Sabia que els britànics també estaven planejant operacions ofensives, i esperava avançar-les. A primera hora de la tarda del 26 de maig de 1942, Rommel va atacar primer i va començar la batalla de Gazala. Sota la foscor, la major part de les forces motoritzades i blindades de Rommel es van dirigir cap al sud per vorejar el flanc esquerre dels britànics, arribant darrere d'ells i atacant cap al nord l'endemà al matí.
El 30 de maig Rommel va reprendre l'ofensiva, i l'1 de juny, Rommel va acceptar la rendició d'uns 3.000 soldats de la Commonwealth. El 6 de juny, les forces de Rommel van assaltar el punt fort francès lliure a la batalla de Bir Hakeim, però els defensors van continuar frustrant l'atac fins que finalment van evacuar el 10 de juny. Rommel va desplaçar llavors el seu atac cap al nord; amenaçats de ser totalment tallats, els britànics van començar una retirada cap a l'est cap a Egipte el 14 de juny, l'anomenat "Gazala Galop".

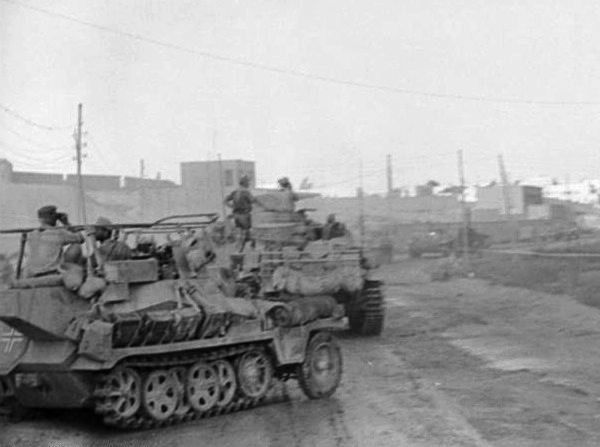
L'Afrika Korps entra a Tobruk.

L'assalt a Tobruk pròpiament dit va començar a la matinada del 20 de juny, i els britànics es van rendir a l'alba de l'endemà. Les forces de Rommel van capturar 32.000 tropes de la Commonwealth, el port i grans quantitats de subministraments. Només a la caiguda de Singapur, a principis d'aquell any, s'havien capturat més tropes de la Commonwealth britànica alhora. El 22 de juny, Hitler va ascendir a Rommel a Generalfeldmarschall per aquesta victòria. Després del seu èxit a Gazala i Tobruk, Rommel va voler aprofitar el moment i no permetre al 8è Exèrcit l'oportunitat de reagrupar-se. Va argumentar fermament que el Panzerarmee hauria d'avançar cap a Egipte i dirigir-se cap a Alexandria i el canal de Suez, ja que això posaria gairebé tota la costa mediterrània en mans de l'Eix i, segons Rommel, podria conduir a la captura des del sud dels jaciments de petroli al Caucas i l'Orient Mitjà.
L'èxit de Rommel a Tobruk va funcionar en contra d'ell, ja que Hitler ja no sentia necessari continuar amb l'operació Herkules, l'atac proposat a Malta. Auchinleck va rellevar a Ritchie del comandament del Vuitè Exèrcit el 25 de juny, i va prendre el comandament temporalment ell mateix. Rommel sabia que el retard només beneficiaria als britànics, que seguien rebent subministraments a un ritme més ràpid del que Rommel podia esperar aconseguir. Va impulsar un atac a la ciutat fortament fortificada de Mersa Matruh, que Auchinleck havia designat com a posició de recul, envoltant-la el 28 de juny. La fortalesa va caure en mans dels alemanys el 29 de juny. A més de les reserves de combustible i altres subministraments, els britànics van abandonar centenars de tancs i camions. Els que eren funcionals van ser posats en servei pel Panzerwaffe.

#### El Alamein

##### Primera batalla d'El Alamein

El Alamein i rodalia

Rommel va continuar la seva persecució del Vuitè Exèrcit, que havia retrocedit a posicions defensives molt preparades a El Alamein. Aquesta regió és un punt d'asfíxia natural, on la depressió de Qattara crea una línia relativament curta per defensar que no es va poder flanquejar cap al sud a causa de l'escarpa escarpada. Durant aquest temps, els alemanys van preparar nombroses postals i fulletons de propaganda per a la població egípcia i siriana instar-los a "perseguir els anglesos de les ciutats", advertint-los sobre el "perill jueu" i amb un fullet imprès en 296.000 còpies i dirigit a Síria que digués entre d'altres "Perquè el mariscal Rommel, al capdavant de les valentes tropes de l'Eix, ja trepitja les últimes portes del poder d'Anglaterra! àrabs! Ajuda als teus amics a aconseguir el seu objectiu: abolir la tirania anglesa-jueu-americana!" L'1 de juliol va començar la Primera Batalla d'El Alamein. Rommel tenia al voltant de 100 tancs disponibles. Els aliats van poder assolir la superioritat aèria local, amb bombarders pesats atacant la 15a i la 21a Panzers, que també s'havien vist retardats per una tempesta de sorra. La 90a Divisió Lleugera es va desviar de rumb i va ser atrapada pel foc d'artilleria sud-africana. Rommel va continuar intentant avançar durant dos dies més, però les repetides sortides de la Força Aèria del Desert van fer que no pogués avançar. El 3 de juliol, va escriure al seu diari que la seva força s'havia "esvaït". Els atacs del 21è Panzer els dies 13 i 14 de juliol van ser rebutjats, i un atac australià del 16 al 17 de juliol es va retenir amb dificultat. Durant la primera meitat de juliol, Auchinleck va concentrar els atacs contra la 60a Divisió d'Infanteria Sabratha italiana a Tel el Eisa. El pas va ser capturat per la 26a Brigada australiana el 16 de juliol. Tots dos bàndols van patir pèrdues similars al llarg del mes, però la situació de subministrament de l'Eix va romandre menys favorable. Rommel es va adonar que la marea estava canviant. Una interrupció en l'acció va tenir lloc a finals de juliol, ja que ambdós bàndols van descansar i es van reagrupar.
Preparant-se per a un impuls renovat, els britànics van substituir Auchinleck pel general Harold Alexander el 8 d'agost. Bernard Montgomery va ser nomenat nou comandant del Vuitè Exèrcit aquell mateix dia. El Vuitè Exèrcit havia estat inicialment assignat al general William Gott, però aquest va morir quan el seu avió va ser abatut el 7 d'agost. Rommel sabia que un comboi britànic que transportava més de 100.000 tones de subministraments havia d'arribar al setembre. Va decidir llançar un atac a finals d'agost amb la 15a i 21a Divisió Panzer, la 90a Divisió Lleugera i el XX Cos Motoritzat italià en un recorregut pel flanc sud de les línies El Alamein. Esperant un atac més aviat que tard, Montgomery va fortificar la cresta d'Alam el Halfa amb la 44a Divisió, i va posicionar la 7a Divisió Blindada a uns 25 quilòmetres al sud.

##### Batalla d'Alam El Halfa

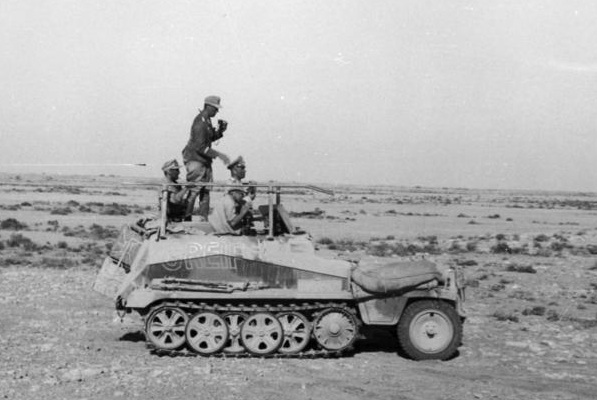
Rommel a un Sd.Kfz. 250/3

La batalla d'Alam el Halfa es va iniciar el 30 d'agost. El terreny no va deixar a Rommel més remei que seguir una tàctica similar a la que havia tingut en batalles anteriors: el gruix de les forces va intentar escombrar des del sud mentre es llançaven atacs secundaris a la resta del front. Va trigar molt més del previst a travessar els camps de mines del sector sud, i els tancs es van empantanar en pegats inesperats de sorra movedissa (Montgomery havia disposat que Rommel adquirís un mapa falsificat del terreny). Sota el foc intens de l'artilleria i els avions britànics, i davant les posicions ben preparades que Rommel no podia esperar flanquejar per falta de combustible, l'atac es va estancar. El 2 de setembre, Rommel es va adonar que la batalla era invencible i va decidir retirar-se.
La nit del 3 de setembre, la 2a Divisió de Nova Zelanda i la 7a Divisió Blindada ubicades al nord van participar en un assalt, però van ser repel·lides en una ferotge acció de rereguarda per la 90a Divisió Lleugera. Montgomery va cancel·lar més accions per preservar la seva força i permetre un major entrenament al desert de les seves forces. En l'atac Rommel havia patit 2.940 baixes i havia perdut 50 tancs, un nombre similar de canons i 400 camions, vitals per a subministraments i moviment. Les pèrdues britàniques, excepte les pèrdues de 68 tancs, van ser molt menors, afegint encara més la inferioritat numèrica del Panzerarmee Afrika. La Força Aèria del Desert va infligir les majors proporcions de danys a les forces de Rommel. Ara es va adonar que la guerra a l'Àfrica no es podia guanyar. Esgotat físicament i amb una infecció hepàtica i pressió arterial baixa, Rommel va volar a casa a Alemanya per recuperar la salut. El general Georg Stumme va quedar al comandament en absència de Rommel.

##### Segona batalla d'El Alamein

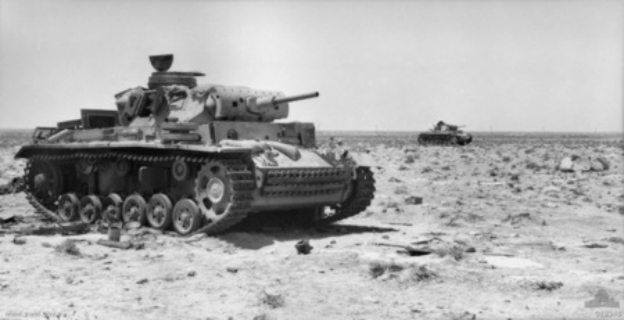
Panzer IIIs destruïts a Tel el Eisa, prop d'El Alamein (1942)

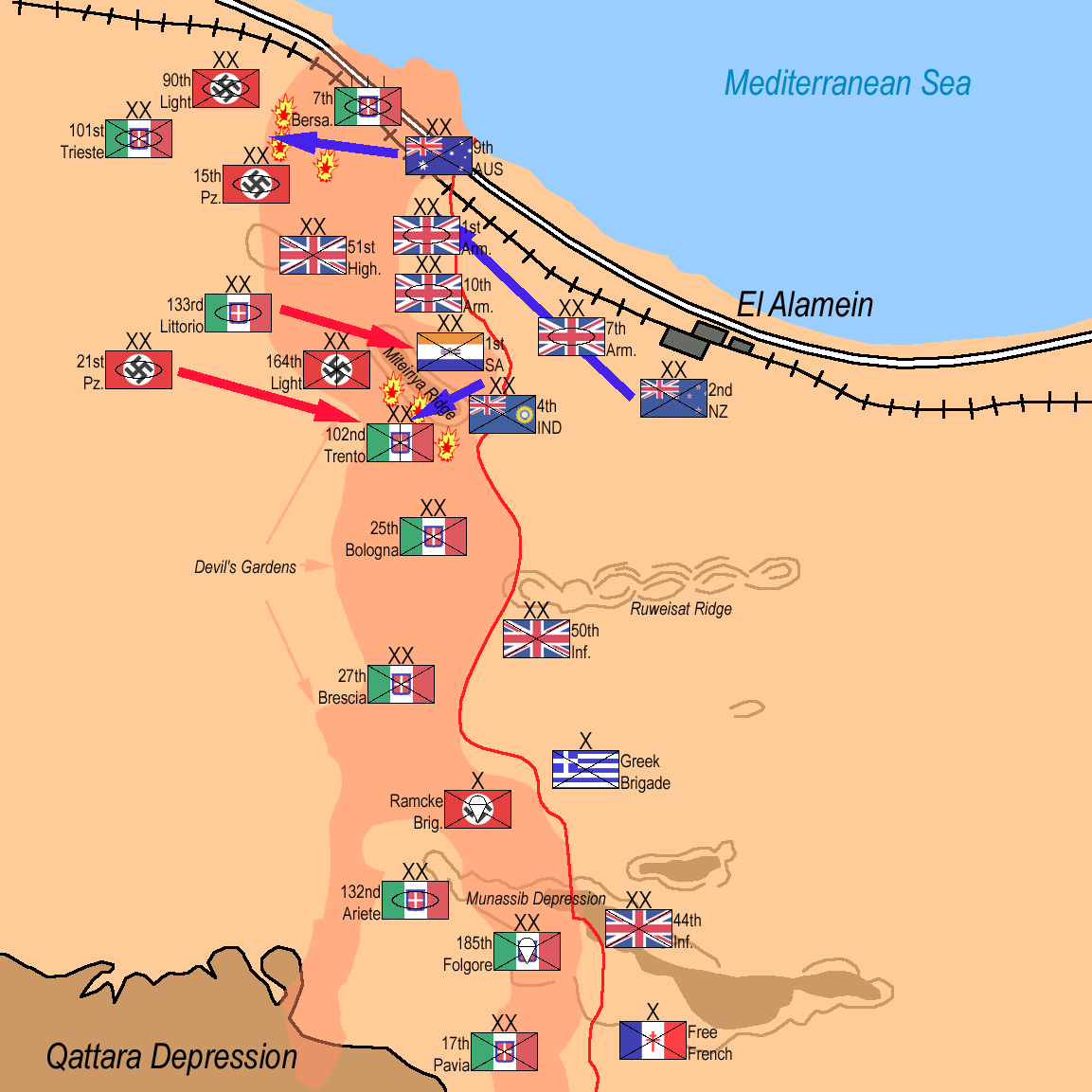
Segona Batalla d'El Alamein. Situació el 28 d'octubre de 1942

La descodificació millorada per part de la intel·ligència britànica (Ultra) va significar que els aliats tenien un coneixement avançat de pràcticament tots els combois mediterranis, i només el 30 per cent dels enviaments aconseguien arribar a port. A més, Mussolini va desviar subministraments destinats al front cap a la seva guarnició a Trípoli i es va negar a alliberar cap tropa addicional a Rommel. La creixent superioritat aèria aliada i la manca de combustible van fer que Rommel es va veure obligat a adoptar una postura més defensiva del que hauria volgut per a la segona batalla d'El Alamein. Les defenses alemanyes a l'oest de la ciutat incloïen un camp de mines de vuit quilòmetres de profunditat amb la línia defensiva principal, a diversos milers de iardes de profunditat, a l'oest. Això, segons esperava Rommel, permetria a la seva infanteria mantenir la línia en qualsevol moment fins que les unitats motoritzades i blindades de reserva poguessin pujar i contraatacar qualsevol bretxa aliada. L'ofensiva britànica va començar el 23 d'octubre. Stumme, al comandament en absència de Rommel, va morir d'un aparent atac de cor mentre examinava el front el 24 d'octubre, i Rommel va rebre l'ordre de tornar de la seva baixa mèdica, arribant el dia 25. La intenció de Montgomery era netejar un camí estret a través del camp de mines a la part nord de les defenses, a la zona anomenada Kidney Ridge, amb una finta al sud. A finals del 25 d'octubre, a la 15è Panzer, els defensors d'aquest sector, només li quedaven 31 tancs en servei de la seva força inicial de 119. Rommel va portar les divisions 21a Panzer i 132a Ariete al nord el 26 d'octubre, per reforçar el sector. El 28 d'octubre, Montgomery va desplaçar el seu focus cap a la costa, ordenant a la seva 1a i 10a divisions blindades que intentessin girar i tallar la línia de retirada de Rommel. Mentrestant, Rommel va concentrar el seu atac al sortint aliat a Kidney Ridge, causant grans pèrdues. Tanmateix, a Rommel només li quedaven 150 tancs operatius, i Montgomery en tenia 800, molts d'ells Shermans.
Montgomery, en veure que les seves brigades blindades perdien tancs a un ritme alarmant, va aturar els grans atacs fins a les primeres hores del 2 de novembre, quan va obrir l'operació Supercharge, amb un bombardeig d'artilleria massiu. A causa de les grans pèrdues en tancs, cap al final del dia, Rommel va ordenar que les seves forces es disgreguessin i comencessin a retirar-se. A mitjanit, va informar l'OKW de la seva decisió, i va rebre una resposta directament de Hitler la tarda següent: va ordenar a Rommel i a les seves tropes que mantinguessin la seva posició fins a l'últim home. Rommel, que creia que les vides dels seus soldats mai s'havien de malgastar innecessàriament, va quedar atònit. Rommel va complir inicialment l'ordre, però després de converses amb Kesselring i altres, va emetre ordres de retirada el 4 de novembre. El retard va resultar costós pel que fa a la seva capacitat per treure les seves forces d'Egipte. Més tard va dir que la decisió d'endarrerir era el que més lamentava de la seva estada a l'Àfrica. Mentrestant, la 1a i 7a divisió blindada britànica havien trencat les defenses alemanyes i es preparaven per girar cap al nord i envoltar les forces de l'Eix. La tarda del dia 4, Rommel va rebre finalment la paraula de Hitler que autoritzava la retirada.

#### Final de la campanya a l'Àfrica
Quan Rommel va intentar retirar les seves forces abans que els britànics poguessin tallar la seva retirada, va lluitar contra una sèrie d'accions retardades. Les fortes pluges van frenar els moviments i van deixar a terra la Força Aèria del Desert, la qual cosa va ajudar a la retirada, però les tropes de Rommel estaven sota pressió del Vuitè Exèrcit que els perseguia i van haver d'abandonar els camions de les forces italianes, deixant-los enrere. Rommel va continuar retirant-se cap a l'oest, amb l'objectiu d'arribar a la "trampa de 'Gabes". Kesselring va criticar fermament la decisió de Rommel de retirar-se fins a Tunísia, ja que cada camp d'aviació que van abandonar els alemanys ampliava l'abast dels bombarders i caces aliats. Rommel va defensar la seva decisió, assenyalant que si intentava assumir una posició defensiva els aliats destruirien les seves forces i agafarien els aeròdroms de totes maneres; la retirada va salvar la vida dels seus homes restants i va escurçar les seves línies de subministrament. A hores d'ara, les forces restants de Rommel van lluitar en grups de combat de força reduïda, mentre que les forces aliades tenien una gran superioritat numèrica i control de l'aire. A la seva arribada a Tunísia, Rommel va observar amb certa amargura els reforços, inclòs la 10a Divisió Panzer, que arribaven a Tunísia després de la invasió aliada del Marroc.

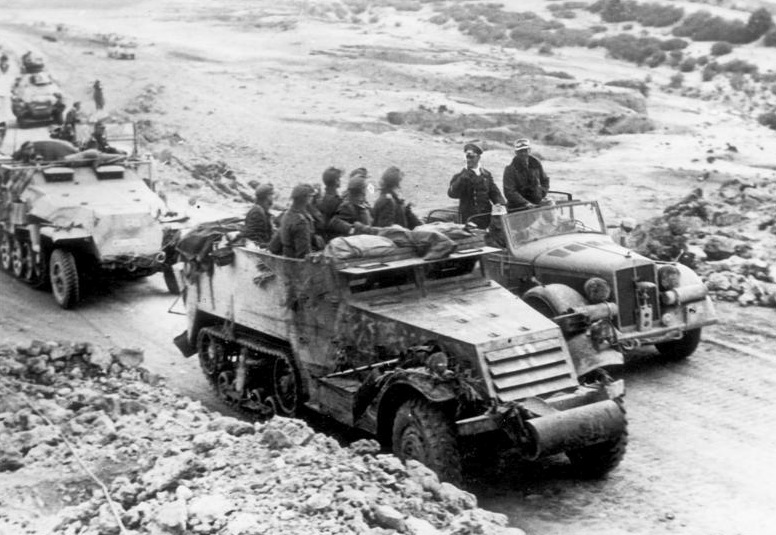
Rommel parla amb les tropes que estan utilitzant un semieruga M3 nord-americà capturat, Tunísia.

Després d'arribar a Tunísia, Rommel va llançar un atac contra el II Cos estatunidenc que amenaçava amb tallar les seves línies de subministrament al nord de Tunis. Rommel va infligir una forta derrota a les forces nord-americanes al pas de Kasserine al febrer, la seva darrera victòria de la guerra al camp de batalla i el seu primer enfrontament contra l'exèrcit dels Estats Units.
Rommel es va tornar immediatament enrere contra les forces britàniques, ocupant la línia Mareth (antigues defenses franceses a la frontera líbia). Mentre Rommel es trobava a Kasserine a finals de gener de 1943, el general italià Giovanni Messe va ser nomenat comandant de l'Exèrcit Panzer Àfrica, rebatejat com a Exèrcit Panzer italo-alemany en reconeixement del fet que constava d'un cossos alemany i tres italians. Tot i que Messe va substituir Rommel, diplomàticament es va atorgar a ell, i els dos van coexistir en el que teòricament era el mateix comandament. El 23 de febrer es va crear el Grup d'Exèrcits Afrika amb Rommel al comandament. Incloïa l'Exèrcit Panzer italoalemany sota Messe (anomenat 1r Exèrcit italià) i el 5è Exèrcit Panzer alemany al nord de Tunísia sota el comandament del general Hans-Jürgen von Arnim.
L'última ofensiva de Rommel al nord d'Àfrica va ser el 6 de març de 1943, quan va atacar el Vuitè Exèrcit a la batalla de Médenine. L'atac es va fer amb la 10a, 15a i 21a Divisions Panzer. Alertat per les interceptacions d'Ultra, Montgomery va desplegar un gran nombre de canons antitanc en el camí de l'ofensiva. Després de perdre 52 tancs, Rommel va cancel·lar l'assalt. El 9 de març va tornar a Alemanya. El comandament va ser lliurat al general Hans-Jürgen von Arnim. Rommel no va tornar mai a l'Àfrica. Els combats allà van continuar durant dos mesos més, fins que el 13 de maig de 1943, Messe va lliurar el grup d'exèrcits als aliats.

### Itàlia 1943
El 23 de juliol de 1943, Rommel va ser traslladat a Grècia com a comandant del Grup d'Exèrcits E per contrarestar una possible invasió britànica. Va arribar a Grècia el 25 de juliol, però va ser convocat a Berlín el mateix dia després de la destitució de Mussolini del càrrec. Això va fer que l'Alt Comandament alemany revisés la integritat defensiva del Mediterrani i es va decidir que Rommel havia de ser enviat a Itàlia com a comandant del recentment format Grup d'Exèrcits B. El 16 d'agost de 1943, la seu de Rommel es va traslladar al llac de Garda al nord d'Itàlia i va assumir formalment el comandament del grup, format per la 44a divisió d'infanteria, la 26a divisió Panzer i la 1a divisió Panzer SS Leibstandarte SS Adolf Hitler. Quan Itàlia va anunciar el seu armistici amb els Aliats el 8 de setembre, el grup de Rommel va participar en l'operació Achse, desarmant les forces italianes.
Hitler es va reunir amb Rommel i Kesselring per discutir futures operacions a Itàlia el 30 de setembre de 1943. Rommel va insistir en una línia defensiva al nord de Roma, mentre que Kesselring era més optimista i va defensar mantenir una línia al sud de Roma. Hitler va preferir la recomanació de Kesselring i, per tant, va revocar la seva decisió anterior de subordinar les forces de Kesselring al grup d'exèrcits de Rommel. El 19 d'octubre, Hitler va decidir que Kesselring seria el comandant general de les forces a Itàlia, deixant de banda Rommel.
Rommel havia predit erròniament que l'enfonsament de la línia alemanya a Itàlia seria ràpid. El 21 de novembre, Hitler va donar a Kesselring el comandament general del teatre italià, traslladant Rommel i el Grup d'Exèrcits B a Normandia a França amb la responsabilitat de defensar la costa francesa contra la llargament esperada invasió aliada.

### Mur de l'Atlàntic 1944

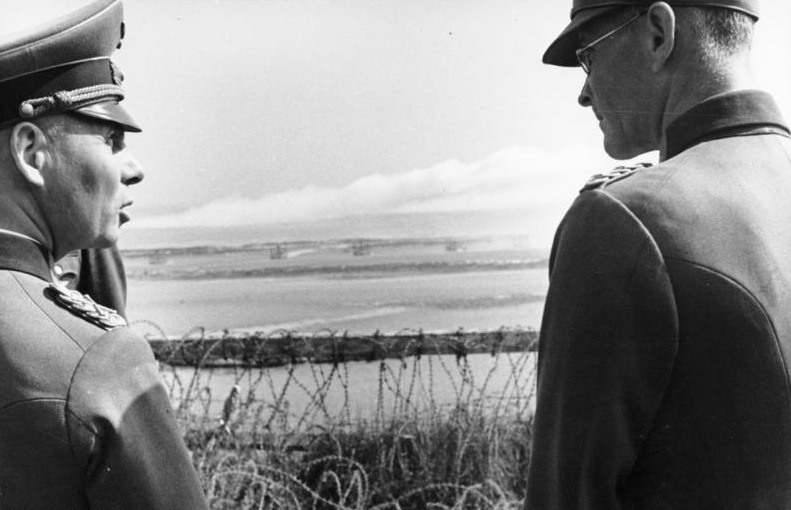
Rommel observa la caiguda del tir a Riva-Bella, just al nord de Caen, a la zona que es convertiria en Sword Beach a Normandia.

El 4 de novembre de 1943 Rommel es va convertir en inspector general de les defenses occidentals. Se li va donar un estat major que corresponia a un comandant de grup de l'exèrcit, i els poders per viatjar, examinar i fer suggeriments sobre com millorar les defenses, però ni un sol soldat. Hitler, que estava tenint un desacord amb ell sobre qüestions militars, pretenia utilitzar Rommel com una carta de triomf psicològic.
Hi va haver un ampli desacord a l'Alt Comandament alemany sobre la millor manera de fer front a l'esperada invasió aliada del nord de França. El comandant en cap Oest, Gerd von Rundstedt, creia que no hi havia manera d'aturar la invasió prop de les platges a causa de la potència de foc de les marines aliades, com s'havia experimentat a Salern. Va argumentar que els blindats alemanys s'havien de mantenir a la reserva ben a l'interior prop de París, on podrien servir per contraatacar amb força en una doctrina militar més tradicional. Es podria permetre als Aliats estendre's profundament a França, on es lliuraria una batalla pel control, permetent als alemanys embolicar les forces aliades en un moviment de pinça, tallant la seva via de retirada. Temia que el compromís a poc a poc de les seves forces blindades els fes quedar atrapats en una batalla de desgast que no podien esperar guanyar.

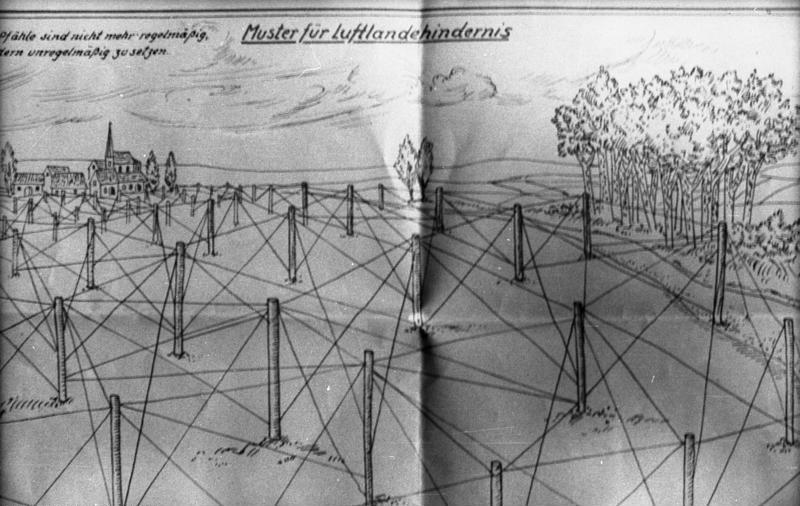
Un esbós de Rommel. La seva anotació a la imatge: "Patrons per a obstacles anti-aterratge. Ara s'han d'espaiar de manera irregular en lloc de regularment". La Casa d'Història Local de Baden-Württemberg (Haus der Geschichte Baden-Württemberg) conserva diversos esbossos d'aquests, alguns d'ells acolorits pel mateix Rommel.

La noció de mantenir els blindats terra endins per utilitzar-la com a força de reserva mòbil des de la qual podien muntar un poderós contraatac aplicava l'ús clàssic de formacions blindades com es va veure a França 1940. Aquestes tàctiques encara eren efectives al front oriental, on el control de l'aire era important però no dominava l'acció. Les pròpies experiències de Rommel al final de la campanya del nord d'Àfrica li van revelar que als alemanys no se'ls permetria preservar els seus blindats d'atacs aeris per a aquest tipus d'assalt massiu. Rommel creia que la única oportunitat seria oposar-se als desembarcaments directament a les platges, i contraatacar-hi abans que els invasors poguessin establir-se. Encara que s'havien establert algunes posicions defensives i emplaçaments de canons fets, el Mur Atlàntic era una línia defensiva simbòlica. Rundstedt havia confiat a Rommel que només tenia finalitats propagandístiques.
En arribar al nord de França, Rommel va quedar consternat per la manca d'obres acabades. Segons Ruge, Rommel estava en una posició d'estat major i no podia donar ordres, però va fer tots els esforços per explicar el seu pla als comandants fins al nivell d'esquadra, que van acceptar les seves paraules amb entusiasme, però l'oposició "més o menys oberta" del anterior va alentir el procés. Rundstedt va intervenir i va donar suport a la petició de Rommel de ser nomenat comandant. Va ser concedit el 15 de gener de 1944.
Ell i el seu personal es van proposar millorar les fortificacions al llarg de la Muralla de l'Atlàntic amb una gran energia i habilitat d'enginyeria. Aquest va ser un compromís: Rommel ara comandava el 7è i el 15è exèrcit; també tenia autoritat sobre una franja costanera de 20 quilòmetres d'amplada entre Zuiderzee i la desembocadura del Loira. La cadena de comandament era complicada: la força aèria i la marina tenien els seus propis caps, igual que el sud i sud-oest de França i el grup Panzer; Rommel també necessitava el permís de Hitler per utilitzar les divisions de tancs. Rommel va fer col·locar milions de mines i milers de trampes i obstacles de tancs a les platges i a tot el camp, fins i tot en camps aptes per a l'aterratge d'avions planadors, l'anomenat espàrrec de Rommel (els aliats els contrarestarien més tard. amb les Hobart's Funnies). L'abril de 1944 Rommel va prometre a Hitler que els preparatius estarien acabats l'1 de maig, però en el moment de la invasió aliada els preparatius estaven lluny d'haver acabat. La qualitat d'algunes de les tropes que els ocupaven era dolenta i molts búnquers no tenien suficients estocs de munició.
Rundstedt esperava que els aliats envaïssin el Pas-de-Calais perquè era el punt de pas més curt des de Gran Bretanya, les seves instal·lacions portuàries eren essencials per subministrar una gran força d'invasió i la distància de Calais a Alemanya era relativament curta. Les opinions de Rommel i Hitler sobre la qüestió són una qüestió de debat entre autors, amb tots dos semblant canviar les seves posicions.

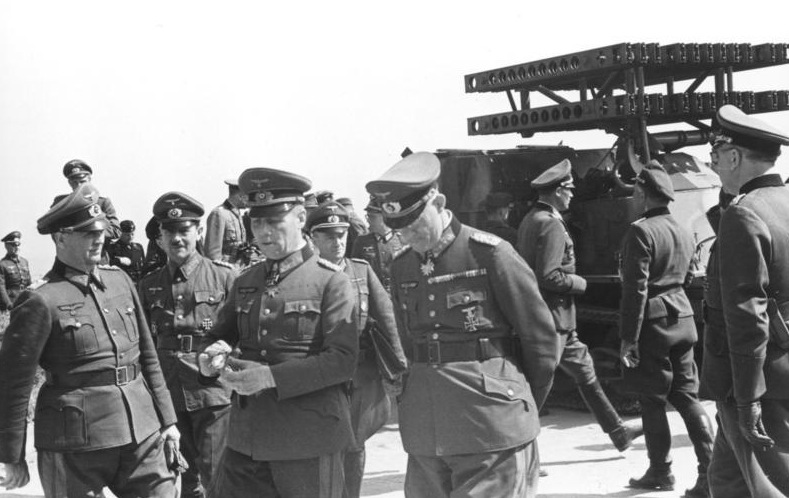
Inspeccionant les tropes de la 21a Divisió Panzer i un transport en mules de Nebelwerfer

Hitler va vacil·lar entre les dues estratègies. A finals d'abril, va ordenar que el I SS Panzer Corps se situés prop de París, prou a l'interior per ser inútil per a Rommel, però no prou lluny per a Rundstedt. Rommel va moure aquestes formacions blindades sota el seu comandament el més endavant possible, ordenant al general Erich Marcks, comandant del 84. Korps que defensa la secció de Normandia, que traslladés les seves reserves al front. Tot i que Rommel era la personalitat dominant a Normandia amb Rundstedt disposat a delegar-li la majoria de les responsabilitats (la reserva central era idea de Rundstedt, però ell no s'oposava a cap forma de defensa costanera i, a poc a poc, va passar sota la influència del pensament de Rommel), l'estratègia d'una línia de defensa costanera recolzada per blindats tenia l'oposició d'alguns oficials, sobretot Leo Geyr von Schweppenburg, que va ser recolzat per Guderian. Hitler es va comprometre i va donar a Rommel tres divisions (la 2a, la 21a i la 116a Panzer), va deixar que Rundstedt en conservés quatre i va traspassar les altres tres al Grup d'Exèrcits G, sense que ningú quedés complagut.
Els aliats van organitzar elaborats enganys per al dia D, donant la impressió que els desembarcaments serien a Calais. Encara que el mateix Hitler esperava una invasió de Normandia durant un temps, Rommel i la majoria dels comandants de l'exèrcit a França creien que hi hauria dues invasions, amb la invasió principal al Pas-de-Calais. Rommel va impulsar els preparatius defensius al llarg de la costa del nord de França, especialment concentrant la construcció de fortificacions a l'estuari del riu Somme. El 6 de juny de 1944 gairebé tots els oficials alemanys, inclòs l'estat major de Hitler, creien que el Pas-de-Calais seria el principal lloc d'invasió, i ho continuaven creient fins i tot després del desembarcament a Normandia.

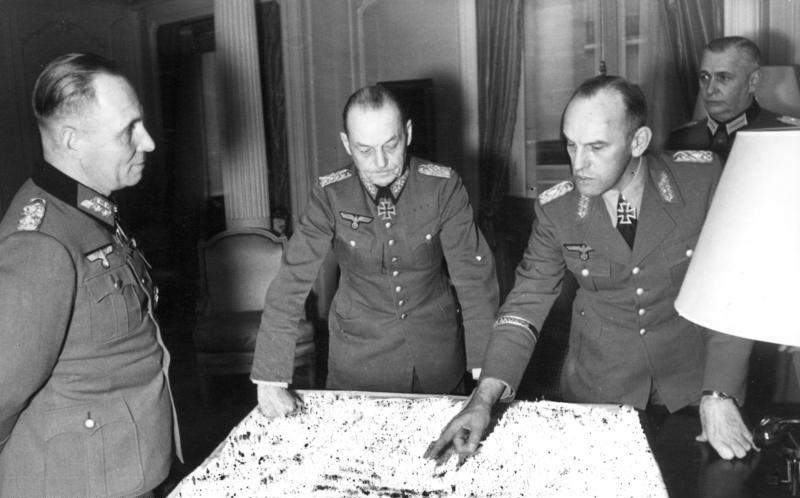
Reunió dels Generalfeldmarschälle Gerd von Rundstedt i Erwin Rommel a París

La tempesta del 5 de juny al canal feia pensar que un desembarcament seria molt poc probable, i alguns dels oficials superiors estaven lluny de les seves unitats per fer exercicis d'entrenament i altres tasques. El 4 de juny, el meteoròleg en cap de la 3a Flota Aèria va informar que el temps al canal era tan dolent que no es podia intentar cap desembarcament durant dues setmanes. El 5 de juny Rommel va marxar de França i el 6 de juny estava a casa celebrant l'aniversari de la seva dona. Va ser cridat i retornà a la seva base a les 22.00 h. Mentrestant, a principis del dia, Rundstedt havia demanat que les reserves fossin transferides al seu comandament. A les 10 del matí, Keitel va informar que Hitler s'havia negat a alliberar les reserves, però que Rundstedt podria traslladar la 12a Divisió Panzer SS Hitlerjugend més a prop de la costa, amb la Divisió Panzer-Lehr posat en espera. Més tard al mateix dia, Rundstedt va rebre l'autorització per moure unitats addicionals en preparació per a un contraatac, que Rundstedt va decidir llançar el 7 de juny. En arribar, Rommel va estar d'acord amb el pla. A la nit, Rundstedt, Rommel i Speidel van continuar creient que el desembarcament de Normandia podria haver estat un atac de diversió, ja que les mesures d'engany aliades encara apuntaven cap a Calais. El contraatac del 7 de juny no va tenir lloc perquè els bombardejos aeris aliats van impedir l'arribada puntual de la 12a SS. Tot això va fer caure l'estructura de comandament alemanya a França durant les hores d'inici de la invasió del dia D.
Davant de contraatacs alemanys a relativament petita escala, els aliats van aconseguir cinc caps de pont a la nit del 6 de juny, desembarcant 155.000 soldats. Els aliats van empènyer a terra i van expandir el seu cap de platja malgrat la forta resistència alemanya. Rommel creia que si els seus exèrcits es retiraven de l'abast del foc naval aliat, els donaria l'oportunitat de reagrupar-se i tornar-los a enfrontar més tard amb més possibilitats d'èxit. Tot i que va aconseguir convèncer Rundstedt, encara necessitaven guanyar-se a Hitler. En una reunió amb Hitler a la seva seu del Wolfsschlucht II a Margival, al nord de França, el 17 de juny, Rommel va advertir a Hitler sobre l'inevitable col·lapse de les defenses alemanyes, però va ser rebutjat i li va dir que es concentrés en les operacions militars.
A mitjans de juliol la posició alemanya s'estava enfonsant. El 17 de juliol de 1944, quan Rommel tornava de visitar la seu del I SS Panzerkorps, un avió de caça pilotat per Charley Fox de l'esquadró 412 RCAF, Jacques Remlinger del 602è esquadró de la RAF, o Johannes Jacobus le Roux també del 602è esquadró va ametrallar el seu cotxe d'estat major a prop de Sainte-Foy-de-Montgommery. El conductor va accelerar i va intentar sortir de la carretera principal, però una bala de 20 mm li va trencar el braç esquerre, provocant que el vehicle es desviés de la carretera i xoqués contra arbres. Rommel va ser llançat del cotxe i va patir ferides al costat esquerre de la cara per fragments de vidre i tres fractures al crani. He Va ser hospitalitzat amb ferides importants al cap (se suposà que gairebé segur que serien mortals).

### Complot contra Hitler
El paper que va jugar Rommel en la resistència militar contra Hitler o en el complot del 20 de juliol és difícil d'esbrinar, ja que la majoria dels líders que estaven directament implicats no van sobreviure i existeix una documentació limitada sobre els plans i preparatius dels conspiradors. Una evidència que apunta a la possibilitat que Rommel anés a donar suport al pla d'assassinat va ser la confessió del general Eberbach al seu fill (escoltada per les agències britàniques) mentre estava en captivitat britànica, que afirmava que Rommel va dir explícitament a ell que Hitler i els seus col·laboradors íntims havien de ser assassinats perquè aquesta seria l'única sortida per a Alemanya. Aquesta conversa es va produir aproximadament un mes abans que Rommel fos coaccionat a suïcidar-se. Altres proves notables inclouen els papers de Rudolf Hartmann (que va sobreviure a la purga posterior) i Carl-Heinrich von Stülpnagel, que es trobaven entre els líders de la resistència militar (al costat del cap d'estat major de Rommel, el general Hans Speidel, el coronel Karl-Richard Koßmann, el coronel Eberhard Finckh i el tinent coronel Caesar von Hofacker). Aquests documents, descoberts accidentalment per l'historiador Christian Schweizer el 2018 mentre investigava sobre Rudolf Hartmann, inclouen el relat d'un testimoni ocular de Hartmann sobre una conversa entre Rommel i Stülpnagel el maig de 1944, així com fotos de la reunió de mitjans de maig de 1944 entre el cercle íntim del resistència i Rommel a casa de Koßmann. Segons Hartmann, a finals de maig, en una altra reunió a la casa de Hartmann a Mareil–Marly, Rommel va mostrar una "determinació decisiva" i una clara aprovació del pla del cercle intern.
D'acord amb una narració de la postguerra per Karl Strölin, tres dels amics de Rommel - el Oberbürgermeister de Stuttgart, Strolin (que havia servit amb Rommel a la Primera Guerra Mundial), Alexander von Falkenhausen i Stülpnagel-van començar els esforços per dur a Rommel a la Conspiració contra Hitler a principis de 1944. Segons Strölin, en algun moment del febrer, Rommel va acceptar donar el seu suport a la resistència. El 15 d'abril de 1944 el nou cap d'estat major de Rommel, Hans Speidel, va arribar a Normandia i va tornar a presentar Rommel a Stülpnagel. Speidel havia estat connectat anteriorment amb Carl Goerdeler, el líder civil de la resistència, però no amb els conspiradors liderats per Claus von Stauffenberg, i va cridar l'atenció de Stauffenberg només després del seu nomenament a la seu de Rommel. Els conspiradors van sentir que necessitaven el suport d'un mariscal de camp en servei actiu. Erwin von Witzleben, que hauria esdevingut el comandant en cap de la Wehrmacht si el complot tingués èxit, era un mariscal de camp, però havia estat inactiu des de 1942. Els conspiradors van donar instruccions a Speidel per portar Rommel al seu cercle.
Speidel es va reunir amb l'exministre d'Afers Exteriors Konstantin von Neurath i Strölin el 27 de maig a Alemanya, aparentment a petició de Rommel, encara que aquest últim no hi era present. Neurath i Strölin van suggerir obrir negociacions de rendició immediates a Occident i, segons Speidel, Rommel va acceptar noves discussions i preparatius. Al voltant del mateix període, els conspiradors de Berlín no eren conscients que Rommel havia decidit suposadament participar en la conspiració. El 16 de maig, van informar a Allen Dulles, a través de qui esperaven negociar amb els aliats occidentals, que no es podia comptar amb Rommel per rebre suport.
Almenys inicialment, Rommel es va oposar a l'assassinat de Hitler. Segons alguns autors, va anar canviant d'actitud. Després de la guerra, la seva vídua, entre d'altres, va sostenir que Rommel creia que un intent d'assassinat provocaria una guerra civil a Alemanya i Àustria, i Hitler s'hauria convertit en un màrtir per una causa duradora. En canvi, Rommel va suggerir que Hitler fos arrestat i portat a judici pels seus crims; no va intentar implementar aquest pla quan Hitler va visitar Margival, França, el 17 de juny. El pla d'arrest hauria estat molt improbable, ja que la seguretat de Hitler era extremadament ajustada. Rommel ho hauria sabut, després d'haver comandat el detall de protecció de l'exèrcit de Hitler el 1939. Estava a favor de les negociacions de pau, i va instar repetidament a Hitler a negociar amb els aliats, cosa que és batejada per alguns com a "desesperadament ingenu", tenint en compte ningú. confiaria en Hitler, i "tan ingènua com idealista, l'actitud que va mostrar a l'home al qual havia jurat lleialtat". Segons Reuth, la raó per la qual Lucie Rommel no volia que el seu marit estigués associat a cap conspiració va ser que fins i tot després de la guerra, la població alemanya ni va comprendre ni volia comprendre la realitat del genocidi, per la qual cosa els conspiradors encara eren tractats com a traïdors i marginats. D'altra banda, la resistència depenia de la reputació de Rommel per guanyar-se la població. Alguns oficials que havien treballat amb Rommel també van reconèixer la relació entre Rommel i la resistència: Westphal va dir que Rommel no volia més sacrificis sense sentit. Butler, fent servir els records de Ruge, informa que quan el mateix Hitler li va dir que "ningú farà les paus amb mi", Rommel li va dir a Hitler que si ell era l'obstacle per a la pau, hauria de dimitir o matar-se, però Hitler va insistir en la defensa fanàtica. Reuth, basant-se en el testimoni de Jodl, informa que Rommel va presentar contundentment la situació i va demanar solucions polítiques a Hitler, que va rebutjar que Rommel li deixés la política. Brighton comenta que Rommel semblava devot, tot i que ja no tenia molta fe en Hitler, tenint en compte que seguia informant a Hitler en persona i per carta sobre les seves creences canviants, tot i enfrontar-se a un dilema militar així com a una lluita personal. Lieb remarca que l'actitud de Rommel en descriure la situació amb honestedat i exigir solucions polítiques va ser gairebé sense precedents i contrària a l'actitud de molts altres generals. Remy comenta que Rommel es va posar a ell i a la seva família (que s'havia plantejat breument evacuar a França, però es va abstenir de fer-ho) en risc de la resistència per una combinació de la seva preocupació pel destí d'Alemanya, la seva indignació davant les atrocitats i la influència de la gent que l'envoltava.
El 15 de juliol, Rommel va escriure una carta a Hitler donant-li una "última oportunitat" per posar fi a les hostilitats amb els aliats occidentals, instant a Hitler a "treure les conclusions adequades sense demora". El que Rommel no sabia era que la carta va trigar dues setmanes a arribar a Hitler a causa de les precaucions de Kluge.Diversos autors informen que molts generals alemanys a Normandia, inclosos alguns oficials de les SS com Hausser, Bittrich, Dietrich (un nazi dur i partidari de Hitler durant molt de temps) i l'antic oponent de Rommel, Geyr von Schweppenburg, li van prometre suport, fins i tot contra les ordres de Hitler, mentre que Kluge el va donar suport amb moltes vacil·lacions. Rundstedt va animar Rommel a dur a terme els seus plans, però es va negar a fer res ell mateix, remarcant que havia de ser un home encara jove i estimat per la gent, mentre que Rommel també es va acostar a Erich von Manstein però categòricament. es va negar, tot i que tampoc els va denunciar a Hitler. Peter Hoffmann informa que també va atreure a la seva òrbita funcionaris que anteriorment s'havien negat a donar suport a la conspiració, com Julius Dorpmüller i Karl Kaufmann (segons Russell A. Hart, ara s'han perdut detalls fiables de les converses, tot i que certament es van conèixer).
El 17 de juliol, Rommel va ser incapacitat per un atac aeri aliat, que molts autors descriuen com un esdeveniment fatídic que va alterar dràsticament el resultat del complot de la bomba. L'escriptor Ernst Jünger va comentar: "El cop que va fer caure Rommel... va robar el pla de les espatlles que havien de confiar el doble pes de la guerra i guerra civil, l'únic home que tenia prou ingenuïtat per contrarestar el simple terror que posseïen aquells contra els quals estava a punt d'anar-se'n".
Després de l'atac fallit del 20 de juliol, molts conspiradors van ser arrestats i la xarxa es va expandir a milers. Rommel va ser implicat per primera vegada quan Stülpnagel, després del seu intent de suïcidi, va murmurar repetidament "Rommel" en deliri. Sota tortura, Hofacker va nomenar Rommel com un dels participants. A més, Goerdeler havia anotat el nom de Rommel en una llista com a possible president del Reich (segons Stroelin, encara no havien aconseguit anunciar aquesta intenció a Rommel i probablement mai no n'havia sentit parlar fins al final de la seva vida). El 27 de setembre, Martin Bormann va presentar a Hitler un memoràndum que afirmava que "el difunt general Stülpnagel, el coronel Hofacker, el nebot de Kluge que ha estat executat, el tinent coronel Rathgens i diversos... acusats vius han testificat que el mariscal de camp Rommel estava perfectament en la imatge sobre el pla d'assassinat i s'ha compromès a estar a disposició del nou govern." Agents de la Gestapo van ser enviats a la casa de Rommel a Ulm i el van posar sota vigilància.
L'historiador Peter Lieb considera que el memoràndum, així com la conversa d'Eberbach i els testimonis dels membres resistents supervivents (inclòs Hartmann) són les tres fonts clau que indiquen el suport de Rommel al pla d'assassinat. A més, assenyala que si bé Speidel tenia interès a promocionar la seva pròpia carrera de postguerra, els seus testimonis no s'han de descartar, considerant la seva valentia com una de les primeres figures de la resistència. Remy escriu que encara més important que l'actitud de Rommel davant l'assassinat és el fet que Rommel tenia el seu propi pla per acabar amb la guerra. Va començar a considerar aquest pla uns mesos després d'El Alamein i el va dur a terme amb una decisió i convicció solitàries i, al final, havia aconseguit portar al seu costat els caps militars d'Occident.

## Mort

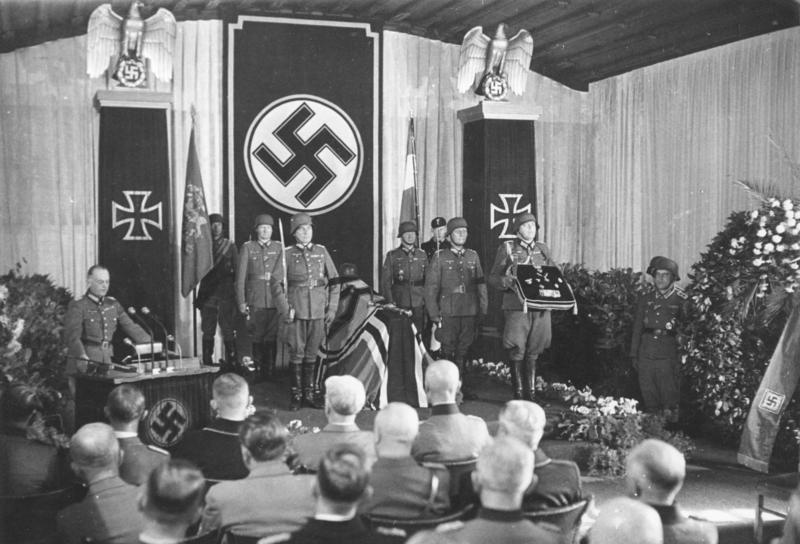
El mariscal de camp von Rundstedt pronunciant l'obituari al funeral. Quatre generals de l'exèrcit vetllen el taüt, a la dreta la corona del Führer. 19 d'octubre de 1944

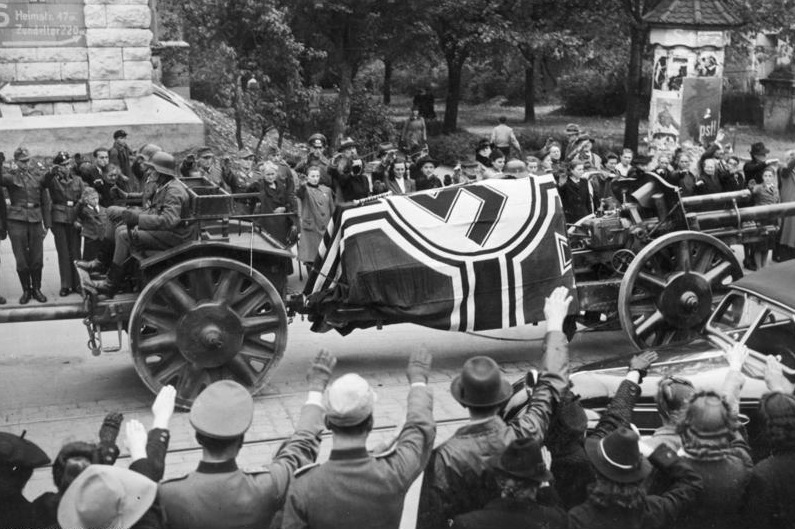
Processó fúnebre de Rommel

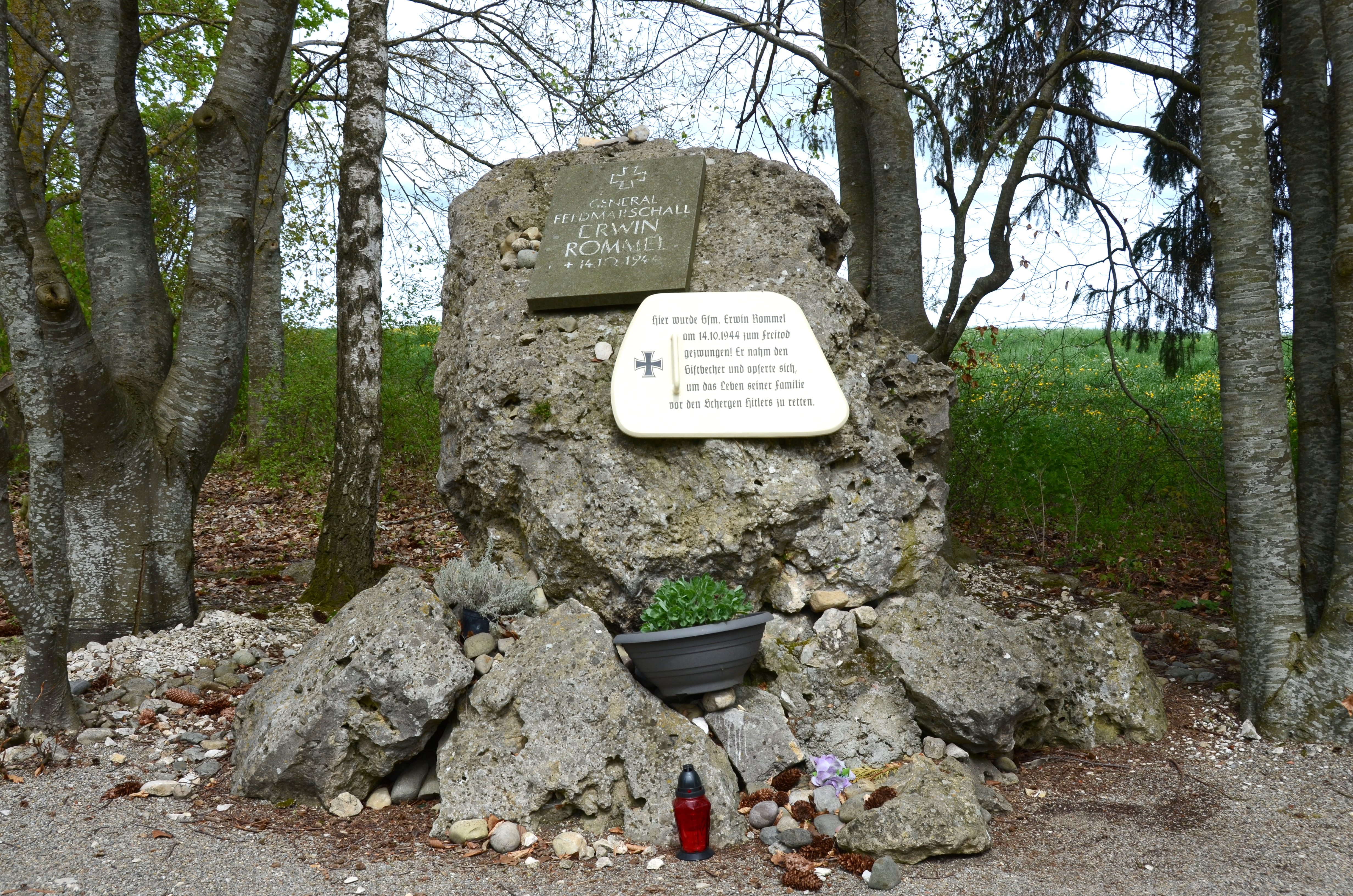
Memorial d'Erwin Rommel, al lloc del seu suïcidi amb una píndola de cianur, Herrlingen (2019)

El cas de Rommel va ser lliurat al "Tribunal d'Honor Militar", un consell de guerra convocat per decidir el destí dels oficials implicats en la conspiració. El tribunal incloïa el Generalfeldmarschall Wilhelm Keitel, el Generalfeldmarschall Gerd von Rundstedt, el Generaloberst Heinz Guderian, el General der Infanterie Walther Schroth i el Generalleutnant Karl-Wilhelm Specht, amb el General der Infanterie Karl Kriebel i el Generalleutnant Heinrich Kirchheim (a qui Rommel havia acomiadat després de Tobruk en 1941) com a membres adjunts i el major general Ernst Maisel com a responsable de protocol. El Tribunal va obtenir informació de Speidel, Hofacker i altres que implicaven Rommel, amb Keitel i Ernst Kaltenbrunner assumint que havia participat en la subversió. Aleshores, Keitel i Guderian van prendre la decisió que va afavorir el cas de Speidel i, al mateix temps, van donar la culpa a Rommel. Mitjançant el procediment normal, això portaria a Rommel de presentar-les davant el Tribunal Popular de Roland Freisler, un tribunal cangur que sempre decidiax a favor de l'acusació. No obstant això, Hitler sabia que tenir Rommel marcat i executat com a traïdor perjudicaria greument la moral al front interior. Així va decidir oferir a Rommel l'oportunitat de treure's la vida.
Dos generals del quarter general de Hitler, Wilhelm Burgdorf i Ernst Maisel, van visitar Rommel a casa seva el 14 d'octubre de 1944. Burgdorf li va informar dels càrrecs contra ell i li va oferir tres opcions: (a.) podia optar per defensar-se personalment davant de Hitler a Berlín, o podia negar-se a fer-ho (cosa que es prendria com una admissió de culpa); (b.) podria enfrontar-se al Tribunal Popular (que hauria equivalgut a una condemna a mort), o (c.) optar per suïcidar-se. En el primer cas, la seva família patiria fins i tot abans de la segura condemna i execució, i el seu personal també hauria estat arrestat i executat. En el darrer cas, el govern afirmaria que va morir com a heroi i l'enterraria amb tots els honors militars, i la seva família rebria la pensió completa. En suport de l'opció del suïcidi, Burgdorf havia portat una càpsula de cianur.
Rommel va optar per suïcidar-se i va explicar la seva decisió a la seva dona i al seu fill. Portant la seva guerrera de l'Afrika Korps i portant el bastó de mariscal, va pujar al cotxe de Burgdorf, conduït pel SS-Stabsscharführer Heinrich Doose, i va ser portat fora del poble. Després d'aturar-se, Doose i Maisel es van allunyar del cotxe deixant Rommel amb Burgdorf. Cinc minuts més tard, Burgdorf va fer un gest als dos homes perquè tornessin al cotxe, i Doose es va adonar que Rommel havia caigut després d'haver pres el cianur. Va morir abans de ser traslladat a l'hospital de campanya Wagner-Schule. Deu minuts més tard, el grup va telefonar a la dona de Rommel per informar-la de la seva mort.

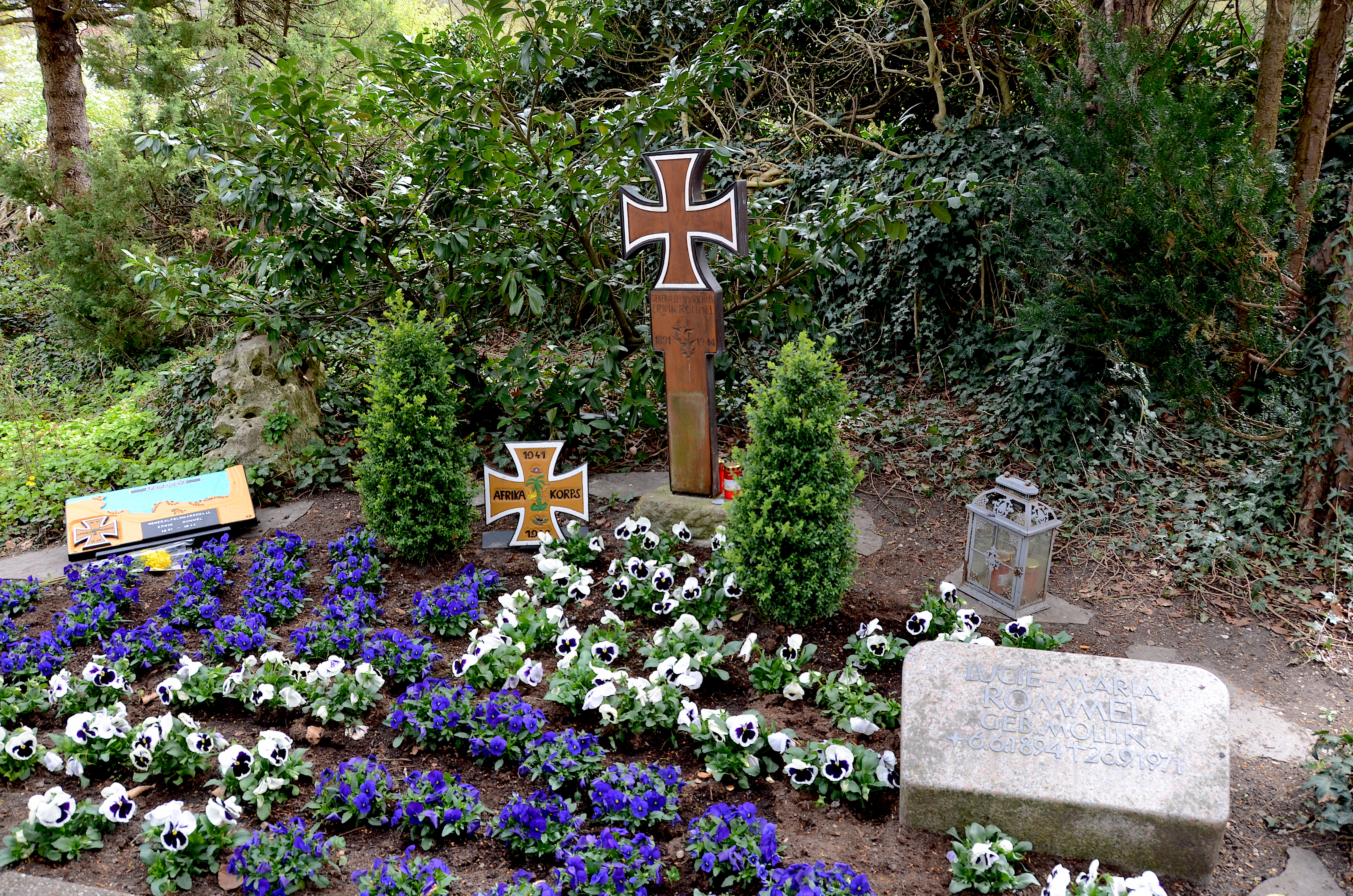
Tomba d'Erwin Rommel a Herrlingen (2019)

L'anunci oficial de la mort de Rommel, tal com es va informar al públic, deia que havia mort d'un atac de cor o d'una embòlia cerebral, una complicació de les fractures de crani que havia patit en l'ametrallament anterior del seu cotxe. Per enfortir la història, Hitler va ordenar un dia oficial de dol en commemoració de la seva mort. Tal com s'havia promès, a Rommel se li va donar un funeral d'estat, però es va celebrar a Ulm en comptes de Berlín, tal com havia demanat Rommel. Hitler va enviar al mariscal de camp Rundstedt (que no sabia que Rommel havia mort com a resultat de les ordres de Hitler) com a representant al funeral. La veritat darrere de la mort de Rommel es va conèixer als aliats quan l'oficial d'intel·ligència Charles Marshall va entrevistar la vídua de Rommel, Lucia Rommel, així com a partir d'una carta del fill de Rommel, Manfred, l'abril de 1945.
La tomba de Rommel es troba a Herrlingen, a poca distància a l'oest d'Ulm. Durant dècades després de la guerra en l'aniversari de la seva mort, veterans de la campanya d'Àfrica, inclosos antics oponents, es reunien a la seva tomba a Herrlingen.

## Estil com a comandant militar
Al front italià a la Primera Guerra Mundial, Rommel va ser un tàctic reeixit en la batalla mòbil de ràpid desenvolupament i això va donar forma al seu estil posterior com a comandant militar. Va trobar que prendre la iniciativa i no permetre que les forces enemigues es reagrupessin conduïa a la victòria. Alguns autors argumenten que els seus enemics sovint estaven menys organitzats, de segona categoria o esgotats, i les seves tàctiques eren menys efectives contra els oponents adequadament dirigits, entrenats i proveïts i van resultar insuficients en els últims anys de la guerra. Altres assenyalen que al llarg de la seva carrera, va lluitar amb freqüència mentre estava superat en nombre i sense armes, de vegades de manera aclaparadora, mentre havia de tractar amb oponents interns a Alemanya que esperaven que fracassaria.
Rommel és elogiat per nombrosos autors com un gran líder dels homes. L'historiador i periodista Basil Liddell Hart conclou que era un líder fort adorat per les seves tropes, respectat pels seus adversaris i mereixedor de ser nomenat com un dels "Grans Capitans de la Història". Owen Connelly està d'acord, escrivint que "No es pot trobar cap exemple millor de lideratge militar" i citant Friedrich von Mellenthin sobre l'inexplicable comprensió mútua que existia entre Rommel i les seves tropes. Hitler, però, va remarcar que: "Desafortunadament, el mariscal de camp Rommel és un gran líder ple d'empenta en temps d'èxit, però un pessimista absolut quan es troba amb els més mínims problemes." Telp critica a Rommel per no estendre la benevolència que va mostrar en promocionar la carrera dels seus propis oficials als seus companys, als quals ignorava o menyspreava en els seus informes.

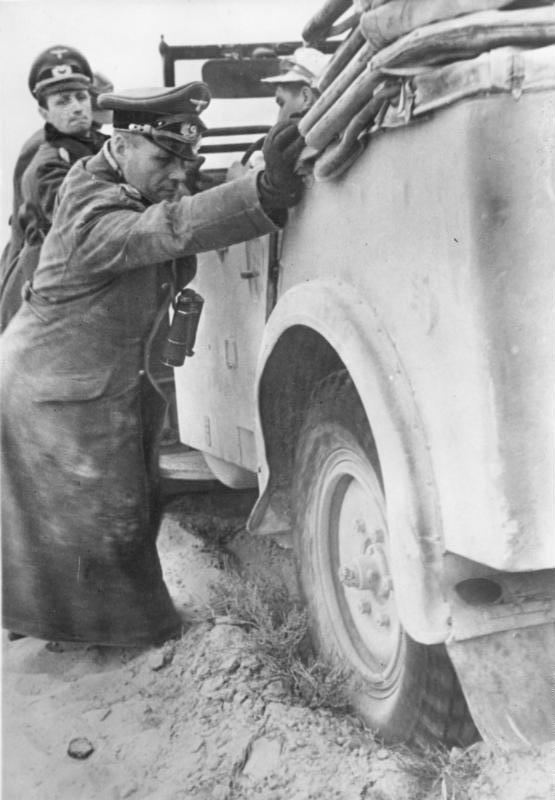
Rommel ajudant a alliberar el seu cotxe d'estat major, un Škoda Superb Kfz 21

Prendre els seus oponents per sorpresa i crear incertesa en les seves ments van ser elements clau en l'enfocament de Rommel a la guerra ofensiva: va aprofitar les tempestes de sorra i la foscor de la nit per ocultar el moviment de les seves forces. Era agressiu i sovint dirigia la batalla des del front o pilotava un avió de reconeixement per sobre de les línies per tenir una visió de la situació. Quan els britànics van muntar una incursió de comandos darrere de les línies alemanyes en un esforç per matar Rommel i el seu personal la vigília de l'inici de l'operació Crusader, Rommel es va indignar perquè els britànics esperessin trobar el seu quarter general a 400 quilòmetres darrere del seu front. Mellenthin i Harald Kuhn escriuen que de vegades al nord d'Àfrica la seva absència d'una posició de comunicació dificultava el comandament de les batalles de l'Afrika Korps. Mellenthin enumera el contraatac de Rommel durant l'Operació Crusader com un d'aquests casos. Butler va estar d'acord, dient que liderar des del front és un bon concepte, però Rommel va arribar tan lluny (dirigeva sovint les accions d'una sola companyia o batalló) que també feia problemàtica la comunicació i la coordinació entre unitats com arriscar la seva vida fins al punt que podria haver estat mort fins i tot per la seva pròpia artilleria. Albert Kesselring també es va queixar que Rommel creués pel camp de batalla com un comandant de divisió o cos; però Gause i Westphal, donant suport a Rommel, van respondre que al desert africà només funcionaria aquest mètode i que era inútil intentar contenir Rommel de totes maneres. Els seus oficials d'estat major, tot i que admiraven cap al seu líder, es van queixar de l'estil de vida espartà autodestructiu que feia la vida més difícil, disminuïa la seva eficàcia i els obligava a "nenar-lo el més discretament possible".
Pel seu lideratge durant la campanya francesa, Rommel va rebre tant elogis com crítiques. Molts, com el general Georg Stumme, que abans havia comandat la 7a Divisió Panzer, van quedar impressionats amb la velocitat i l'èxit de la conducció de Rommel. Altres eren reservats o crítics: Kluge, el seu comandant, va argumentar que les decisions de Rommel eren impulsives i que reclamava massa crèdit, falsificant diagrames o no reconeixent les contribucions d'altres unitats, especialment la Luftwaffe. Alguns van assenyalar que la divisió de Rommel va ser la que va tenir més baixes a la campanya. Altres assenyalen que a canvi de 2.160 baixes i 42 tancs, va capturar més de 100.000 presoners i va destruir gairebé dues divisions de tancs enemics (uns 450 tancs), vehicles i canons.
Rommel parlava alemany amb un pronunciat accent del sud de l'alemany o sueu. No formava part de l'aristocràcia prussiana que dominava l'alt comandament alemany i, com a tal, era considerat una mica sospitós per l'estructura de poder tradicional de la Wehrmacht. Rommel considerava que un comandant havia de ser físicament més robust que les tropes que liderava, i sempre els hauria de mostrar un exemple. Esperava que els seus comandants subordinats fessin el mateix.
Rommel era directe, inflexible, dur en les seves maneres, tant amb els superiors com amb els subordinats, desobedient fins i tot a Hitler sempre que ho considerava oportú, encara que amable i diplomàtic amb els rangs inferiors. Tot i ser amigable amb la publicitat, també era tímid, introvertit, maldestre i massa formal fins i tot amb els seus col·laboradors més propers, jutjant la gent només pels seus mèrits, encara que lleial i considerat amb aquells que havia confiat, va demostrar ser fiable, i va mostrar un costat sorprenentment apassionat i devot a uns pocs (inclòs Hitler) amb qui havia deixat caure les barreres aparentment impenetrables.

### Relació amb les forces italianes

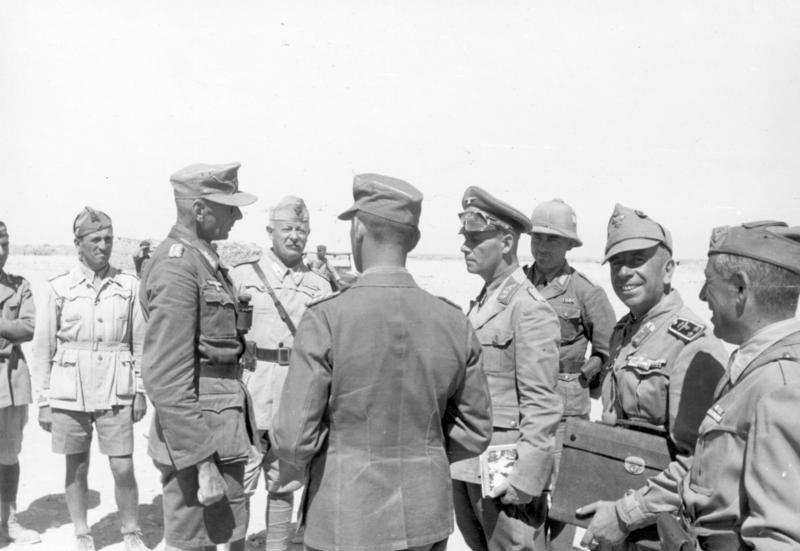
Rommel amb oficials alemanys i italians, 1942

La relació de Rommel amb l'Alt Comandament italià al nord d'Àfrica era generalment pobre. Tot i que nominalment estava subordinat als italians, gaudia d'un cert grau d'autonomia respecte d'ells; atès que dirigia les seves tropes a la batalla i també a les seves, això estava obligat a causar hostilitat entre els comandants italians. Per contra, com que el comandament italià tenia control sobre els subministraments de les forces a Àfrica, reabastien les unitats italianes de manera preferent, la qual cosa va ser una font de ressentiment per a Rommel i el seu estat major. La manera directa i abrasiva de Rommel no va fer res per suavitzar aquests problemes.
Encara que sens dubte molt menys competents que Rommel en el seu lideratge, agressivitat, perspectiva tàctica i habilitats de guerra mòbil, els comandants italians eren competents en logística, estratègia i doctrina d'artilleria: les seves tropes estaven mal equipades però ben entrenades. Com a tal, els comandants italians estaven repetidament en desacord amb Rommel per les preocupacions amb problemes de subministrament. El mariscal de camp Kesselring va ser assignat al comandant suprem de la Mediterrània, almenys en part per alleujar els problemes de comandament entre Rommel i els italians. Aquest esforç només va tenir un èxit parcial, ja que la relació de Kesselring amb els italians era inestable i Kesselring afirmava que Rommel el va ignorar tan fàcilment com va ignorar els italians. Rommel anava sovint directament a Hitler amb les seves necessitats i preocupacions, aprofitant el favoritisme que el Führer mostrava cap a ell i sumant-se a la desconfiança que Kesselring i l'Alt Comandament alemany ja tenien cap a ell.
Segons Scianna, l'opinió entre els caps militars italians no va ser unànime. En general, Rommel va ser un objectiu de les crítiques i un boc expiatori de la derrota en lloc d'una figura glorificada, amb certs generals que també intentaven substituir-lo com a líder heroic o segrestar el mite de Rommel en benefici propi. No obstant això, mai es va convertir en una figura odiada, tot i que el "mite de l'abandonament", tot i ser repudiat pels mateixos oficials del X Cos, va ser de llarga durada. Molts van trobar difícil treballar amb el lideratge caòtic i el caràcter emocional de Rommel, però els italians el tenien més en compte que altres comandants alemanys, militar i personalment.
Molt diferent, però, va ser la percepció de Rommel pels soldats comuns i suboficials italians, que, com les tropes de camp alemanyes, tenien la més profunda confiança i respecte per ell. Paolo Colacicchi, un oficial del Desè Exèrcit italià va recordar que Rommel "es va convertir en una mena de mite per als soldats italians". El mateix Rommel tenia una visió molt més generosa del soldat italià que no pas del seu lideratge, cap al qual el seu menyspreu, molt arrelat al militarisme, no era atípic, encara que a diferència de Kesselring era incapaç d'amagar-lo. A diferència de molts dels seus superiors i subordinats que tenien opinions racistes, normalment estava "amablement disposat" als italians en general.
James J. Sadkovich cita exemples de Rommel abandonant les seves unitats italianes, refusant la cooperació, reconeixent poques vegades els seus èxits i altres comportaments inadequats cap als seus aliats italians, Giuseppe Mancinelli, que era l'enllaç entre el comandament alemany i italià, va acusar Rommel de culpar els italians dels seus propis errors. Sadkovich anomena Rommel com a arrogant etnocèntric i que mostrava menyspreu cap als italians.

### Opinions sobre la conducta de la guerra

#### Combat

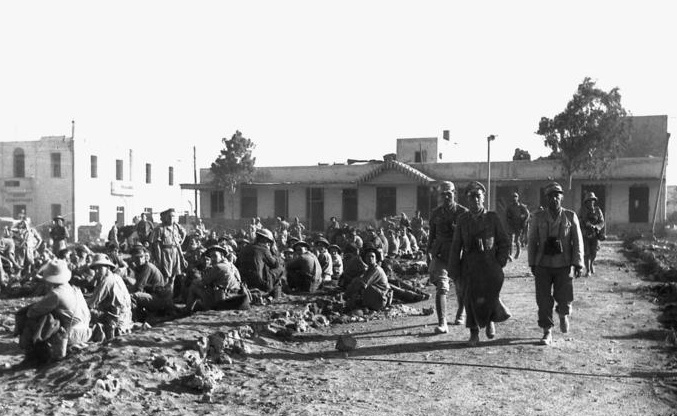
Rommel passa per davant dels presoners aliats presos a Tobruk, 1942

Molts autors descriuen que Rommel tenia la reputació de ser un oficial cavalleresc, humà i professional, i que es va guanyar el respecte tant de les seves pròpies tropes com dels seus enemics. Gerhard Schreiber cita les ordres de Rommel, emeses juntament amb Kesselring: "Sentimentalitat respecte les bandes que segueixen Badoglio ("Banden" a l'original, que indica una multitud semblant a una multitud) amb els uniformes de l'antic aliat està fora de lloc. Qui lluiti contra el soldat alemany ha perdut qualsevol dret a ser tractat bé i experimentarà la duresa reservada a la gent que traeix els amics. Cada membre de la tropa alemanya ha d'adoptar aquesta posició". Schreiber escriu que aquesta ordre excepcionalment dura i, segons ell, "alimentada per l'odi", va brutalitzar la guerra i estava clarament dirigida als soldats italians, no només als partisan s. Dennis Showalter escriu que "Rommel no va estar involucrat en la guerra partidista d'Itàlia, tot i que les ordres que va emetre prescriuen la mort per als soldats italians presos en armes i els civils italians que protegeixen els presoners britànics fugits no suggereixen que s'hagués comportat de manera significativament diferent dels seus homòlegs de la Wehrmacht"
Segons Maurice Remy, les ordres emeses per Hitler durant l'estada de Rommel a un hospital van donar lloc a massacres en el curs de l'operació Achse, desarmant les forces italianes després de l'armistici amb els aliats el 1943. Remy també afirma que Rommel va tractar els seus oponents italians amb la seva justícia habitual, exigint que els presoners rebessin les mateixes condicions que els civils alemanys. Remy opina que una ordre en la qual Rommel, a diferència de les directrius de Hitler, demanava que no hi hagués "escrúpols sentimentals" contra els "bandits dependents de Badoglio amb uniformes dels que abans germans d'armes" no s'hauria de treure de context. Peter Lieb coincideix que l'ordre no va radicalitzar la guerra i que el desarmament a l'àrea de responsabilitat de Rommel es va produir sense gran vessament de sang. Els internats italians van ser enviats a Alemanya per a treballs forçats, però Rommel no n'era conscient. Klaus Schmider comenta que els escrits de Lieb i altres aconsegueixen reivindicar Rommel "tant pel que fa a la seva probable complicitat en el complot de juliol com a la seva reiterada negativa a dur a terme ordres il·legals."Rommel va retenir l'ordre de Comandos de Hitler per executar comandos capturats del seu Grup d'Exèrcits B, amb les seves unitats informant que estaven tractant els comandos com a presoners de guerra habituals. És probable que hagués actuat de la mateixa manera al nord d'Àfrica. L'historiador Szymon Datner argumenta que Rommel podria haver estat simplement intentant ocultar les atrocitats de l'Alemanya nazi als aliats. Remy afirma que tot i que Rommel havia sentit rumors sobre massacres mentre lluitava a Àfrica, la seva personalitat, combinada amb circumstàncies especials, va fer que no s'enfrontés completament a la realitat de les atrocitats abans de 1944. Quan Rommel es va assabentar de les atrocitats. que la Divisió SS Leibstandarte va cometre a Itàlia el setembre de 1943, suposadament va prohibir al seu fill unir-se a les Waffen-SS.

#### Actitud cap a les tropes colonials

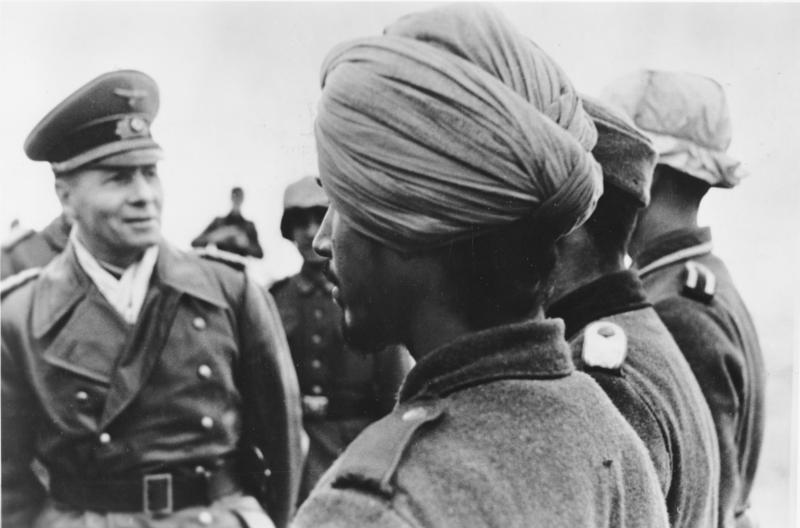
General El mariscal de camp general Erwin Rommel inspeccionant una unitat de la legió índia a França, febrer de 1944

En el moment de la Segona Guerra Mundial, les tropes colonials franceses eren retratades com un símbol de la depravació francesa en la propaganda nazi; L'historiador canadenc Myron Echenberg escriu que Rommel, igual que Hitler, veia els soldats negres francesos amb un menyspreu particular. Segons l'autor Ward Rutherford, Rommel també tenia opinions racistes cap a les tropes colonials britàniques de l'Índia; Rutherford a la seva Biografia del mariscal de camp Erwin Rommel escriu: "Ni tan sols els seus apologistes més aduladors han pogut eludir la conclusió, plenament demostrada pel seu comportament posterior, que Rommel era un racista que, per exemple, considerava desesperadament injust que el britànics empressin tropes "negres" (amb la qual cosa volia dir índies), contra un adversari blanc" Vaughn Raspberry escriu que Rommel i altres oficials consideraven un insult lluitar contra els africans negres perquè consideraven que els negres eren membres de "races inferiors".
Bruce Watson comenta que qualsevol racisme que Rommel hagués tingut al principi, es va eliminar quan va lluitar al desert. Quan va veure que lluitaven bé, va elogiar els membres de la 4a divisió de l'exèrcit indi. Rommel i els alemanys reconeixien la capacitat de lluita dels gurkhes, encara que el seu estil s'inclinava més cap a la ferocitat. Una vegada va ser testimoni de soldats alemanys amb la gola tallada amb un Kukri. Inicialment, no volia que la formació índia de Chandra Bose (composta pels soldats indis aliats), capturada per les seves pròpies tropes, treballés sota el seu comandament. Tanmateix, a Normandia, quan ja s'havien convertit en la Indische Freiwilligen Legion der Waffen SS, els va visitar i els va elogiar pels seus esforços (mentre encara patien una falta de respecte general dins la Wehrmacht). Una ressenya del llibre de Rutherford feta pel Pakistan Army Journal diu que la declaració és una de les moltes que fa servir Rutherford, que no tenen suport en autoritat i anàlisi. Rommel dient que utilitzar els indis era injust també s'hauria de posar en perspectiva, tenint en compte la dissolució de la 4a Divisió endurida per la batalla per part dels Aliats. La BBC, basant-se en la investigació de Dominique Lormier, escriu que Rommel va elogiar les tropes colonials: "Les tropes colonials (franceses) van lluitar amb una determinació extraordinària. Els equips antitancs i les tripulacions de tancs van actuar amb valentia i van causar greus pèrdues". La BBC remarca que aquest podria ser un honor convencional que els generals solen atorgar als oponents, encara que només per fer que la seva victòria sigui més impressionant. Reuth comenta que Rommel es va assegurar que ell i el seu comandament actuarien de manera decent (mostrat pel seu tractament als presoners francesos lliures que eren considerats partidaris per Hitler, els jueus i els homes de color), mentre s'allunyava de la guerra racista de Hitler. a Orient i fent-se il·lusió creient que Hitler era bo, només els grans del Partit eren dolents. Els soldats negres sud-africans expliquen que quan van ser detinguts com a presoners de guerra després de ser capturats per Rommel, inicialment van dormir i van fer cua per menjar lluny dels blancs, fins que Rommel va veure això i els va dir que els soldats valents havien de fer cua tots junts. Trobant aquest estrany que venia d'un home que lluitava per Hitler, van adoptar aquest comportament fins que van tornar a la Unió de Sud-àfrica, on es van tornar a separar.
Hi ha informes que Rommel reconeixia les habilitats de lluita dels soldats maoris, però al mateix temps es queixava dels seus mètodes que eren injustos des de la perspectiva europea.Quan va preguntar al comandant de la 6a Brigada de Nova Zelanda sobre les massacres de ferits i presoners de guerra de la seva divisió, el comandant va atribuir aquests incidents als maoris de la seva unitat. Hew Strachan assenyala que els lapsus en la pràctica del codi de guerra dels guerrers s'atribuïen normalment a grups ètnics que vivien fora d'Europa amb la implicació que aquells grups ètnics que vivien a Europa sabien com comportar-se (tot i que Strachan opina que aquestes atribucions probablement eren certes) No obstant això, segons el lloc web del 28è Batalló Maori, Rommel sempre els va tractar de manera justa i també va mostrar comprensió pel que fa als crims de guerra.

#### Política
Alguns autors citen, entre d'altres casos, la reacció ingènua de Rommel als esdeveniments a Polònia mentre era allà: va fer una visita a l'oncle de la seva dona, famós sacerdot polonès i líder patriota, Edmund Roszczynialski que va ser assassinat en pocs dies, però Rommel mai ho va entendre i, a instàncies de la seva dona, va seguir escrivint carta rere carta als ajudants d'Himmler demanant-los que fessin un seguiment i tinguessin cura del seu parent. Knopp i Mosier coincideixen que era ingenu políticament, citant la seva sol·licitud d'un Gauleiter jueu el 1943. Malgrat això, a Lieb li costa creure que un home a la posició de Rommel no pogués haver sabut res sobre les atrocitats, tot i acceptar que localment estava separat dels llocs on es van produir aquestes atrocitats. Der Spiegel comenta que Rommel estava simplement en negació del que va passar al seu voltant. Alaric Searle assenyala que van ser els primers èxits diplomàtics i l'expansió sense sang els que van cegar Rommel a la veritable naturalesa del seu estimat Führer, a qui després va continuar donant suport ingènuament. Scheck creu que pot ser per sempre poc clar si Rommel va reconèixer el caràcter depravat sense precedents del règim.

#### Civils
L'historiador Richard J. Evans ha afirmat que els soldats alemanys a Tunísia van violar dones jueves, i l'èxit de les forces de Rommel a l'hora de capturar o assegurar el territori aliat, italià i francès de Vichy al nord d'Àfrica va fer que molts jueus d'aquestes zones fossin assassinats per altres institucions alemanyes com a part de l'Holocaust. La violència antijueu i antiàrab va esclatar al nord d'Àfrica quan Rommel i Ettore Bastico van recuperar territori allà el febrer de 1941 i després de nou l'abril de 1942. Tot i que va ser comesa per les forces italianes, Patrick Bernhard escriu que "els alemanys eren conscients de les represàlies italianes darrere de les primeres línies, però, potser sorprenentment, sembla que han exercit poc control sobre els esdeveniments".
El cònsol general alemany a Trípoli va consultar amb els funcionaris de l'estat i el partit italià sobre possibles contramesures contra els indígenes, però aquesta va ser tota l'abast de la participació alemanya. Rommel no va intervenir directament, tot i que va aconsellar a les autoritats italianes que fessin el que fos necessari per eliminar el perill de disturbis i espionatge; per al general alemany, les zones posteriors s'havien de mantenir "tranquil·les" a tota costa. Així, tot i que no va tenir cap mà directa en les atrocitats, Rommel es va fer còmplice dels crims de guerra en no assenyalar que les lleis internacionals de guerra prohibeixen estrictament certes formes de represàlia. En donar carta blanca als italians, Rommel va aprovar implícitament, i potser fins i tot va animar, els seus crims de guerra"
En el seu article Im Rücken Rommels. Kriegsverbrechen, koloniale Massengewalt und Judenverfolgung in Nordafrika, Bernhard escriu que la campanya nord-africana no va ser gairebé una "guerra sense odi", tal com la va descriure Rommel, i assenyala les violacions de dones, els maltractaments i les execucions dels presoners de guerra capturats, així com els assassinats d'àrabs per motius racials, berbers i jueus, a més de l'establiment de camps de concentració. Bernhard torna a citar la discussió entre les autoritats alemanyes i italianes sobre la posició de Rommel pel que fa a les contramesures contra la insurrecció local (segons ells, Rommel volia eliminar el perill a tota costa) per demostrar que Rommel aprovava fonamentalment la política italiana en la matèria. Bernhard opina que Rommel tenia un poder informal sobre l'assumpte perquè el seu èxit militar li va aportar influència sobre les autoritats italianes.
El Museu Memorial de l'Holocaust dels Estats Units descriu la relació entre Rommel i l'Einsatzgruppen Egipte proposat com a "problemàtica". El Museu afirma que aquesta unitat s'havia d'encarregar d'assassinar la població jueva del nord d'Àfrica, Palestina, i s'havia d'adjuntar directament a l'Afrika Korps de Rommel. Segons el museu, Rauff es va reunir amb el personal de Rommel el 1942 com a part dels preparatius d'aquest pla. El Museu afirma que Rommel era certament conscient que la planificació s'estava duent a terme, fins i tot si la seva reacció no està registrada, i encara que els principals Einsatzgruppen proposats mai es van posar en acció, unitats més petites van assassinar jueus al nord d'Àfrica.
D'altra banda, Christopher Gabel comenta que Richards Evans sembla intentar demostrar que Rommel era un criminal de guerra per associació, però no arriba a produir proves que tingués coneixement real o constructiu sobre aquests crims. Ben H. Shepherd comenta que Rommel va mostrar perspicàcia i moderació en tractar amb els àrabs nòmades, els únics civils que de tant en tant intervenien a la guerra i, per tant, s'arriscaven a represàlies. Shepherd cita una petició de Rommel a l'Alt Comandament italià, en què es queixava dels excessos contra la població àrab i assenyalava que les represàlies sense identificar els veritables culpables mai eren oportunes.
El documental La guerra de Rommel (Rommels Krieg), realitzat per Caron i Müllner amb l'assessorament de Sönke Neitzel, afirma que tot i que no és clar si Rommel coneixia els crims (a l'Àfrica) o no, "el seu èxit militar va fer possible el treball forçat, tortura i robatori. La guerra de Rommel sempre forma part de la guerra de les visions del món de Hitler, tant si Rommel ho volgués com si no". Més concretament, diversos historiadors alemanys han revelat l'existència de plans per exterminar jueus a Egipte i Palestina, si Rommel hagués aconseguit el seu objectiu d'envair l'Orient Mitjà durant 1942 per la unitat de les SS integrada a l'Afrika Korps.
Segons Mallmann i Cüppers, un informe de la CIA de la postguerra descriu que Rommel s'havia reunit amb Walther Rauff, responsable de la unitat, i estava disgustat després d'assabentar-se del pla d'ell i que l'havia enviat en camí; però conclouen que aquesta reunió és difícilment possible, ja que Rauff va ser enviat per informar a Rommel a Tobruk el 20 de juliol i Rommel es trobava aleshores a 500 km dirigint la primera batalla d'El Alamein. El 29 de juliol, la unitat de Rauff va ser enviada a Atenes, esperant entrar a Àfrica quan Rommel creués el Nil. Tanmateix, atesa la deterioració de la situació de l'Eix a Àfrica, va tornar a Alemanya al setembre.
L'historiador Jean-Christoph Caron opina que no hi ha proves que Rommel conegués o hagués recolzat la missió de Rauff; també creu que Rommel no tenia cap responsabilitat directa pel que fa al saqueig d'or per part de les SS a Tunísia. L'historiador Haim Saadon, director del Centre d'Investigació sobre els Jueus del Nord d'Àfrica a la Segona Guerra Mundial, va més enllà, afirmant que no hi havia cap pla d'extermini: els documents de Rauff mostren que la seva principal preocupació era ajudar a la Wehrmacht a guanyar, i es va ocórrer amb la idea dels camps de treballs forçats en el procés. Quan aquests camps de treball estaven en funcionament, segons Ben H. Shepherd, Rommel ja s'havia anat retirant i no hi ha cap prova del seu contacte amb l'Einsatzkommando.
Haaretz comenta que el més probable és que l'informe de la CIA sigui correcte tant pel que fa a la interacció entre Rommel i Rauff com a les objeccions de Rommel al pla: l'assistent de Rauff, Theodor Saevecke, i la informació desclassificada de l'arxiu de Rauff, tots dos informen de la mateixa història. Haaretz també remarca que la influència de Rommel probablement va suavitzar l'actitud de les autoritats nazis envers els jueus i la població civil en general al nord d'Àfrica.
Rolf-Dieter Müller comenta que la guerra del nord d'Àfrica, encara que tan sagnant com qualsevol altra guerra, diferí considerablement de la guerra d'aniquilació a l'est d'Europa, perquè es limitava a un litoral estret i gairebé no afectava a la població.
Showalter escriu que: "Des de l'inici de la campanya del desert, tots dos bàndols van tractar conscientment de fer una guerra "neta": una guerra sense odi, com va dir Rommel en les seves reflexions. Les explicacions inclouen l'absència de civils i la relativa absència de nazis; la naturalesa. de l'entorn, que transmetia una "simplicitat moral i transparència"; i el control del comandament d'ambdós bàndols per part dels professionals d'abans de la guerra, produint una tendència britànica a representar la guerra en la imatgeria d'un joc, i el corresponent patró alemany de veure-la com un prova d'habilitat i una prova de virtut. La naturalesa de la lluita també va disminuir les accions de proximitat i d'última rasa que són els principals nutrients de l'amargor mútua. Normalment, un batalló envasat pels tancs tenia la seva resistència trencada tan completament que res s'aconseguirà amb un suport final trencat."
Joachim Käppner escriu que si bé el conflicte al nord d'Àfrica no va ser tan sagnant com a l'Europa de l'Est, l'Afrika Korps va cometre alguns crims de guerra. L'historiador Martin Kitchen afirma que la reputació de l'Afrika Korps es va preservar per les circumstàncies: les zones desèrtiques poc poblades no es van prestar a la neteja ètnica; les forces alemanyes mai van arribar a les grans poblacions jueves d'Egipte i Palestina; i a les zones urbanes de Tunísia i Tripolitània el govern italià va limitar els esforços alemanys per discriminar o eliminar els jueus que eren ciutadans italians. Malgrat això, els mateixos jueus nord-africans creien que va ser Rommel qui va impedir que la "Solució Final" es portés a terme contra ells quan els alemanys podien dominar el nord d'Àfrica des d'Egipte fins al Marroc. Segons Curtis i Remy, 120.000 jueus vivien a Algèria, 200.000 al Marroc, uns 80.000 a Tunísia. Remy escriu que aquest nombre no va canviar després de la invasió alemanya de Tunísia el 1942, mentre que Curtis assenyala que 5.000 d'aquests jueus serien enviats a camps de treballs forçats i 26.000 a Líbia.
Hein Klemann escriu que les confiscacions a la "zona d'alimentació" de l'Afrika Korps van amenaçar les possibilitats de supervivència dels civils locals, igual que el saqueig promulgat per la Wehrmacht a la Unió Soviètica
Al nord d'Àfrica, les tropes de Rommel van posar milers de mines, que en les dècades següents van matar i mutilar milers de civils. Des que les estadístiques van començar a la dècada de 1980, 3.300 persones han perdut la vida i 7.500 han quedat mutilades
Rommel va protestar durament contra les polítiques vers els jueus i altres immoralitats i va ser un opositor de la Gestapo. També es va negar a complir l'ordre de Hitler d'executar presoners de guerra jueus. Bryan Mark Rigg escriu: "L'únic lloc de l'exèrcit on es podia trobar un lloc de refugi era al Deutsches Afrika-Korps (DAK) sota el lideratge de la "Guineu del Desert", el mariscal de camp Erwin. Rommel. Segons els fitxers d'aquest estudi, els seus mig jueus no estaven tan afectats per les lleis racials com la majoria dels altres que servien al continent europeu". No obstant això, assenyala que "potser Rommel no va fer complir l'ordre d'acomiadament dels mig jueus perquè no ho sabia".
El capità Horst van Oppenfeld (un oficial d'estat major del coronel Claus von Stauffenberg i un quart jueu) diu que Rommel no es preocupava pels decrets racials i que mai havia experimentat cap problema causat per la seva ascendència durant el seu temps al DAK, fins i tot si Rommel mai va interferir personalment en el seu nom. Un altre quart jueu, Fritz Bayerlein, es va convertir en un famós general i cap d'estat major de Rommel, tot i ser també bisexual, la qual cosa va fer que la seva situació fos encara més precària.
La construcció del Mur de l'Atlàntic era oficialment responsabilitat de l'Organització Todt, que no estava sota el comandament de Rommel, però ell es va unir a la tasca amb entusiasme, protestant contra el treball esclau i suggerint que haurien de reclutar civils francesos i pagar-los bons salaris. Malgrat això, els civils francesos i els presoners de guerra italians detinguts pels alemanys van ser forçats per funcionaris sota el govern de Vichy l'Organització Todt i les forces de les SS per treballar en la construcció d'algunes de les defenses que Rommel va demanar, en condicions espantoses segons l'historiador Will Fowler. Tot i que cobraven sous bàsics, els treballadors es queixaven perquè era poc i no hi havia material pesat.
Les tropes alemanyes van treballar gairebé les 24 hores del dia en condicions molt dures, amb les recompenses de Rommel eren acordions.

## Reputació com a comandant militar

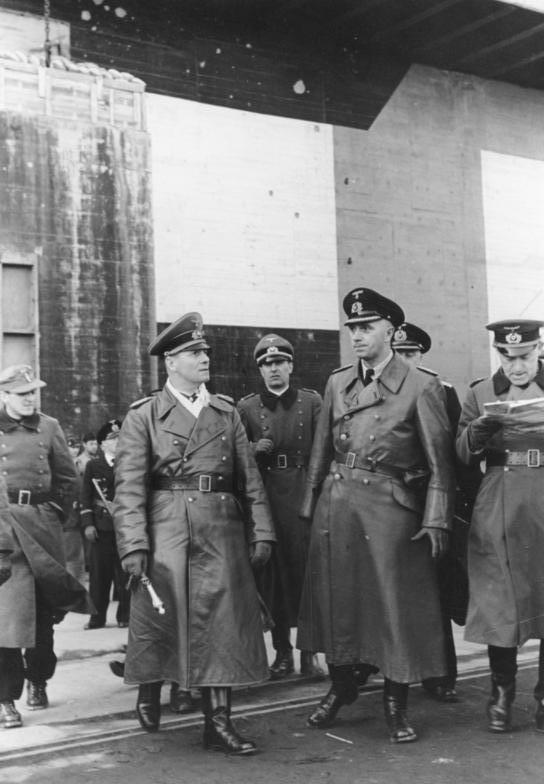
Rommel i el vicealmirall Friedrich Ruge visitant la base de submarins a La Rochelle, França, febrer de 1944

Rommel va ser famós en vida, fins i tot entre els seus adversaris. La seva destresa tàctica i la decència en el tractament dels presoners aliats li van valer el respecte d'oponents com Claude Auchinleck, Archibald Wavell, George S. Patton i Bernard Montgomery.
La reputació militar de Rommel ha estat controvertida. Tot i que gairebé tots els professionals militars reconeixen les excel·lents habilitats tàctiques i la valentia personal de Rommel, alguns, com el major general i historiador militar nord-americà David T. Zabecki, de l'Institut Naval dels Estats Units, consideren que el rendiment de Rommel com a comandant a nivell operacional està molt sobrevalorat i que altres els oficials comparteixen aquesta creença. El general Klaus Naumann, que va servir com a cap d'estat major del Bundeswehr, està d'acord amb l'historiador militar Charles Messenger que Rommel tenia reptes a nivell operatiu, i afirma que la violació de Rommel del principi de la unitat de comandament, eludint la cadena de comandament a l'Àfrica, era inacceptable i va contribuir a l'eventual fracàs operatiu i estratègic al nord d'Àfrica. El biògraf alemany Wolf Heckmann descriu Rommel com "el comandant d'un exèrcit més sobrevalorat de la història mundial".
No obstant això, també hi ha un nombre notable d'oficials que admiren els seus mètodes, com Norman Schwarzkopf que va descriure Rommel com un geni en les batalles de moviment dient "Mireu Rommel. Mireu el nord d'Àfrica, les guerres àrab-israelianes i tota la resta. Una guerra al desert és una guerra de mobilitat i letalitat. No és una guerra on es dibuixen línies rectes a la sorra i [tu] dius: "Defensaré aquí o moriré". Ariel Xaron va considerar que el model militar alemany utilitzat per Rommel era superior al model britànic utilitzat per Montgomery. El seu compatriota Moixé Dayan també considerava Rommel un model i una icona. Wesley Clark afirma que "la reputació militar de Rommel, però, ha perdurat i segueix sent l'estàndard per a un estil de lideratge atrevit i carismàtic al qual aspiren la majoria dels oficials." Durant les recents guerres del desert, les teories i experiències militars de Rommel van atreure un gran interès per part dels responsables polítics i dels instructors militars. El cap militar xinès Sun Li-jen tenia el sobrenom elogiós de "Rommel de l'Est".
Alguns historiadors militars moderns, com Larry T. Addington, Niall Barr, Douglas Porch i Robert Citino, són escèptics vers Rommel com a comandant de nivell operatiu, i molt menys estratègic. Apunten a la manca d'apreciació de Rommel per la situació estratègica d'Alemanya, la seva incomprensió de la importància relativa del seu teatre per a l'Alt Comandament alemany, el seu pobre coneixement de les realitats logístiques i, segons l'historiador Ian Beckett, la seva "afició a la caça de la glòria". Citino atribueix que les limitacions de Rommel com a comandant a nivell operacional "contribueixen materialment" a la desaparició eventual de les forces de l'Eix al nord d'Àfrica, mentre Addington se centra en la lluita per l'estratègia, per la qual cosa Rommel L'èxit inicial brillant va donar lloc a "efectes catastròfics" per a Alemanya al nord d'Àfrica. Porch destaca la "mentalitat ofensiva" de Rommel, simptomàtica del conjunt dels comandants de la Wehrmacht en la creença que les victòries tàctiques i operatives portarien a l'èxit estratègic. El problema va agravar la tendència institucional de la Wehrmacht a descomptar la logística, la producció industrial i la capacitat dels seus oponents per aprendre dels errors del passat.
L'historiador Geoffrey P. Megargee senyala el fet de com Rommel confrontava les estructures de comandament alemanyes i italianes una contra l'altre en benefici propi.
Rommel va utilitzar l'estructura confusa —l'Alt Comandament de les Forces Armades, l'Alt Comandament de l'Exèrcit i el Comandament Suprem italià— per ignorar les ordres amb les quals no estava d'acord o per apel·lar a qualsevol autoritat que cregués que faria. ser més comprensiu amb les seves peticions.

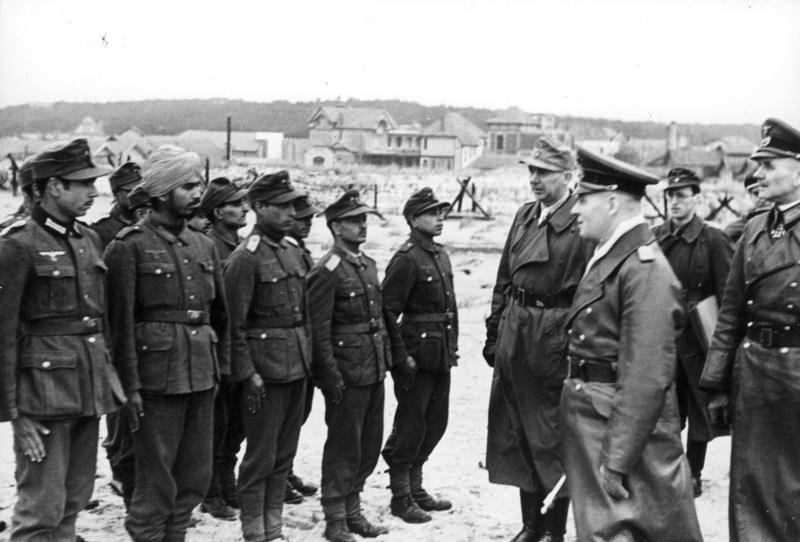
Inspeccionant els soldats de la Legió de l'Índia Lliure antibritànica, França, 1944

Alguns historiadors discuteixen amb l'absència de Rommel de Normandia el dia de la invasió aliada, el 6 de juny de 1944. Havia marxat de França el 5 de juny i el dia 6 es trobava a casa celebrant l'aniversari de la seva dona. (Segons Rommel, tenia previst procedir a veure Hitler l'endemà per parlar de la situació a Normandia). Zabecki qualifica la seva decisió d'abandonar el teatre en vista d'una invasió imminent "un increïble lapse de responsabilitat de comandament". Lieb comenta que Rommel mostrava una autèntica agilitat mental, però la manca d'un comandant enèrgic, juntament amb altres problemes, va fer que la batalla no es dugués a terme en gran part en el seu concepte (que és el contrari de la doctrina alemanya), tot i que el resultat encara era millor que el pla de Geyr. Lieb també opina que, mentre que els seus crítics més durs (que provenien principalment de l'Estat Major) sovint deien que Rommel estava sobrevalorat o no era adequat per a comandaments superiors, l'enveja era un factor important.
T.L. McMahon argumenta que Rommel, sens dubte, posseïa visió operativa, però Rommel no tenia els recursos estratègics per dur a terme les seves eleccions operatives, mentre que les seves forces proporcionaven la capacitat tàctica per assolir els seus objectius, i el personal alemany i el sistema de comandament de l'estat major estaven dissenyats per als comandants que lideressin des del front, i en alguns casos podria haver triat les mateixes opcions que Montgomery (un comandant presumptament orientat a l'estratègia) si s'hagués posat en les mateixes condicions. Segons Steven Zaloga, la flexibilitat tàctica era un gran avantatge del sistema alemany, però en els darrers anys de la guerra, Hitler i els seus companys com Himmler i Göring havien usurpat cada cop més autoritat a nivell estratègic, deixant a professionals com Rommel més limitacions a les seves accions actions. Martin Blumenson considera a Rommel un general amb una visió convincent de l'estratègia i la logística, que es va demostrar a través dels seus nombrosos arguments amb els seus superiors sobre aquests temes, tot i que Blumenson també pensa que el que va distingir Rommel va ser la seva audàcia, la seva intuïció al camp de batalla.(Sobre la qual cosa Schwarzkopf també comenta: "Rommel tenia una idea del camp de batalla com cap altre home.")
Joseph Forbes comenta que: "La complexa interacció plena de conflictes entre Rommel i els seus superiors sobre la logística, els objectius i les prioritats no s'hauria d'utilitzar per restablir la reputació de Rommel com a cap militar notable", perquè Rommel no va rebre poders sobre logística, i perquè si només els generals que assoleixen els objectius de la política estratègica són grans generals, els comandants tan ben considerats com Robert E. Lee, Hanníbal o Carles XII haurien de ser exclosos d'aquesta llista. El general Siegfried F. Storbeck, inspector general adjunt del Bundeswehr (1987–1991), remarca que l'estil de lideratge i el pensament ofensiu de Rommel, tot i que comportaven riscos inherents com perdre la visió general de la situació i crear superposicions d'autoritat, s'han demostrat eficaços, i han estat analitzats i incorporats a la formació dels oficials per "nosaltres, els nostres aliats occidentals, el Pacte de Varsòvia i fins i tot les Forces de Defensa d'Israel". Maurice Remy defensa la seva decisió estratègica respecte a Malta com, encara que arriscada, l'única opció lògica.
Rommel va ser un dels pocs comandants de l'Eix (els altres van ser Isoroku Yamamoto i Reinhard Heydrich) que van ser objectiu de l'assassinat per part dels planificadors aliats. Es van fer dos intents, el primer va ser l'operació Flipper al nord d'Àfrica el 1941, i el segon va ser l'operació Gaff a Normandia el 1944.
Curiosament, una investigació recent de Norman Ohler afirma que els comportaments de Rommel van estar molt influenciats pel Pervitin que, segons es diu, va prendre en dosis fortes, fins a tal punt que Ohler es refereix a ell com "la guineu de cristall" ("Kristallfuchs") jugant amb el sobrenom de "Desert Fox" que li van donar els britànics.

## Atrocitats

### Afusellaments de presos a França

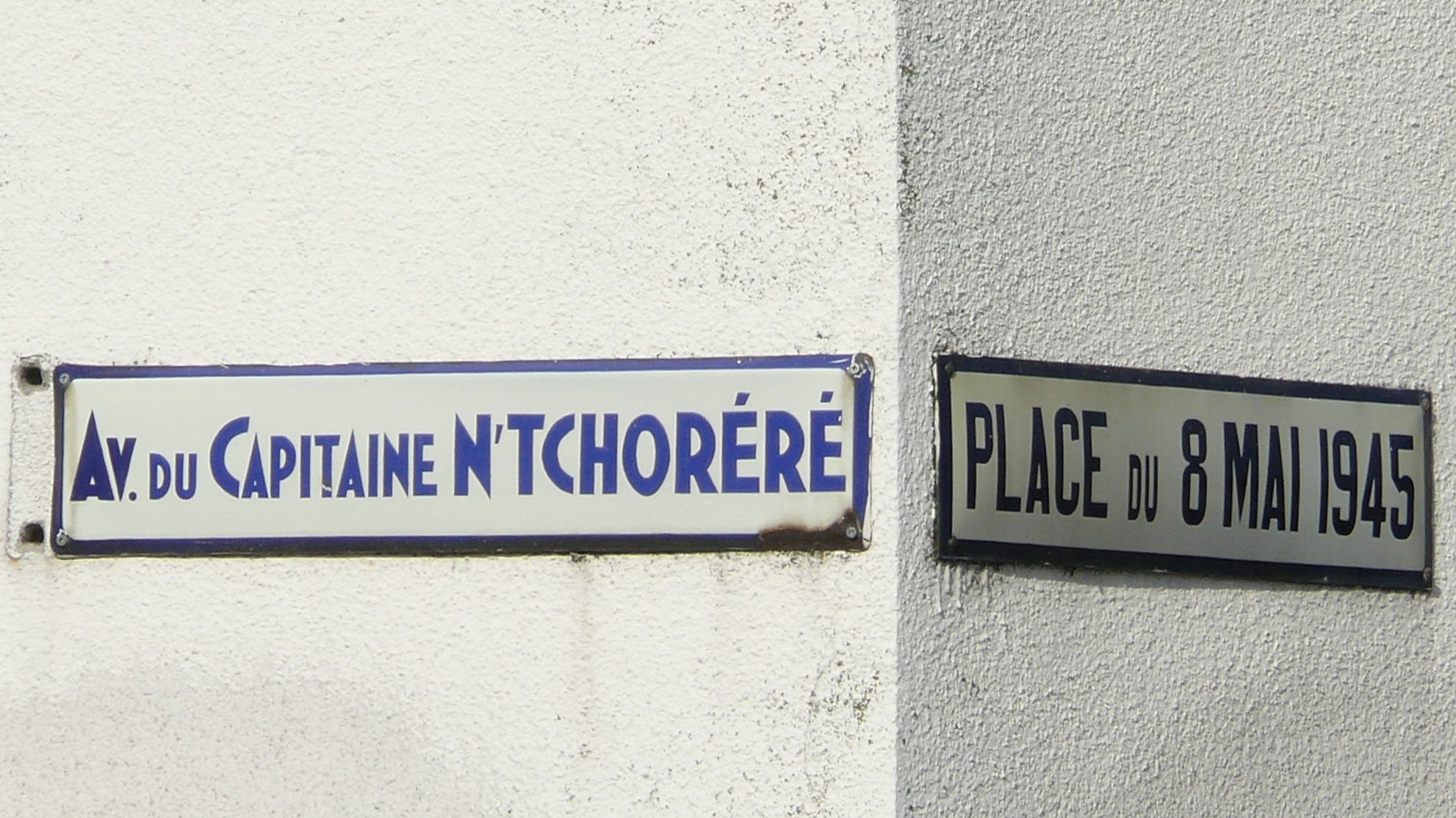
Senyal de carrer de l'avinguda del Capitaine N'Tchoréré a Airaines

A França, Rommel va ordenar l'execució d'un oficial francès que es va negar tres vegades a cooperar en ser fet presoner; hi ha disputes sobre si aquesta execució estava justificada. Caddick-Adams comenta que això faria de Rommel un criminal de guerra condemnat per la seva pròpia mà, i que altres autors passen per alt aquest episodi. Butler assenyala que l'oficial es va negar a rendir-se tres vegades i, per tant, va morir d'una manera valenta però temerària. L'historiador francès Petitfrère comenta que Rommel tenia pressa i no tenia temps per a paraules inútils, tot i que aquest acte encara era discutible. Telp remarca que "va tractar els presoners de guerra amb consideració. En una ocasió, es va veure obligat a ordenar l'afusellament d'un tinent coronel francès per negar-se a obeir els seus captors ". Scheck diu: " Tot i que no hi ha proves que incriminin el mateix Rommel, la seva unitat va lluitar en zones on les massacres alemanyes de presoners de guerra francesos negres eren extremadament freqüents el juny de 1940 ".
Hi ha informes que durant els combats a França, la 7a Divisió Panzer de Rommel va cometre atrocitats contra la rendició de les tropes franceses i va capturar presoners de guerra. Les atrocitats, segons Martin S. Alexander, van incloure l'assassinat de 50 oficials i homes que es van rendir a Quesnoy i la veïna Airaines. Segons Richardot, el 7 de juny, el comandant francès Charles N'Tchoréré i la seva companyia es van rendir a la 7a Divisió Panzer. Després va ser executat pel 25è Regiment d'Infanteria. El periodista Alain Aka afirma simplement que va ser executat per un dels soldats de Rommel i el seu cos va ser arrossegat per un tanc. Erwan Bergot informa que va ser assassinat per les SS. L'historiador John Morrow afirma que va rebre un tret al coll per un oficial Panzer, sense esmentar la unitat dels autors d'aquest crim. El lloc web de la Federació Nacional de Soldats Voluntaris (FNCV, França) afirma que N'Tchoréré va ser empès contra el mur i, malgrat les protestes dels seus companys i dels presoners alemanys recentment alliberats, va ser afusellat per les SS. Elements de la divisió són considerats per Scheck com a "probable" responsable de l'assassinat de presoners de guerra a Hangest-sur-Somme, mentre Scheck informa que estaven massa lluny per haver estat involucrats en les massacres d'Airaines i pobles propers. Scheck diu que les unitats alemanyes que hi lluitaven provenien de la 46a i 2a divisió d'infanteria, i possiblement també de la 6a i 27a divisió d'infanteria. Scheck també escriu que no hi havia unitats de les SS a la zona. Morrow, citant Scheck, diu que la 7a Divisió Panzer va dur a terme "operacions de neteja".
L'historiador francès Dominique Lormier comptabilitza en amb 109 el nombre de víctimes de la 7a Divisió Panzer a Airaines, la majoria soldats franco-africans del Senegal. Showalter escriu: "De fet, la guarnició de Le Quesnoy, la majoria d'ells senegalesos, va cobrar un gran nombre de la infanteria alemanya en els combats casa per casa. A diferència d'altres ocasions el 1940, quan alemanys i africans es van trobar, no hi va haver massacre deliberada. No obstant això, els fusellers van fer pocs presoners, i el retard imposat pels tirailleurs va obligar els Panzers a avançar sense suport fins que Rommel va rebre l'ordre d'aturar-se per por de ser atacat per Stukas." Claus Telp comenta que Airaines no es trobava al sector del 7, però a Hangest i Martainville, elements del 7 podrien haver afusellat alguns presoners i utilitzar el coronel britànic Broomhall com a escut humà (tot i que Telp opina que era poc probable que Rommel aprovés, o fins i tot en conegués, aquests dos incidents) . L'historiador David Stone assenyala que els actes de disparar als presoners rendits van ser duts a terme per la 7a Divisió Panzer de Rommel i observa declaracions contradictòries en el relat dels fets de Rommel; Rommel va escriure inicialment que "qualsevol tropa enemiga va ser esborrada o obligada a retirar-se", però també va afegir que "molts presoners presos estaven desesperadament borratxos"Stone atribueix les massacres de soldats del 53ème Regiment d'Infanterie Coloniale (unitat de N'Tchoréré) el 7 de juny a la 5a Divisió d'Infanteria. L'historiador Daniel Butler coincideix que era possible que la massacre de Le Quesnoy es produís donada l'existència de nazis, com Hanke, a la divisió de Rommel, mentre afirma que en comparació amb altres unitats alemanyes, poques fonts sobre aquestes accions dels homes del 7è. Panzer existeixen. Butler creu que "és gairebé impossible imaginar" Rommel autoritzant o acceptant aquestes accions. També escriu que "Alguns acusadors han distorsionat una observació en el relat del propi Rommel sobre l'acció al poble de Le Quesnoy com a prova que almenys va tolerar tàcitament les execucions: "qualsevol tropa enemiga va ser eliminada o forçada a retirar-se", però les paraules en si, així com el context del passatge, difícilment donen suport a la afirmació."

### Tractament dels jueus i altres civils al nord d'Àfrica
Giordana Terracina escriu que: "El 3 d'abril, els italians van recuperar Bengasi i uns mesos més tard l'Afrika Korps liderat per Rommel va ser enviat a Líbia i va començar la deportació dels jueus de Cirenaica al camp de concentració de Giado i altres pobles més petits de Tripolitània. Aquesta mesura va anar acompanyada de l'afusellament, també a Bengasi, d'uns jueus culpables d'haver acollit les tropes britàniques, a la seva arribada, tractant-les com a alliberadors". Diverses altres fonts informen del saqueig, la deportació i l'afusellament de jueus a l'arribada de les tropes alemanyes a Bengasi; amb una estimació de 2000 jueus deportats dels quals el 20% van morir. The Moment Magazine, en un article "Vet ací una vegada una vegada a Líbia" publicat el maig de 1987 afirmava que "per ordres del comandant militar alemany, les forces de l'Eix, el 1942, van saquejar botigues jueves i van deportar 2.600 jueus de Bengasi a Giado". Segons l'historiador alemany Wolfgang Proske, Rommel va prohibir als seus soldats comprar qualsevol cosa a la població jueva de Trípoli, va utilitzar mà d'obra esclava jueva i va ordenar als jueus que netejassin els camps de mines caminant-hi per davant de les seves forces. Segons Proske, alguns dels jueus libis van ser finalment enviats a camps de concentració. Els historiadors Christian Schweizer i Peter Lieb senyalaren que: "Durant els últims anys, tot i que el professor de ciències socials Wolfgang Proske ha intentat participar en la discussió [sobre Rommel] amb opinions molt contundents, les seves aportacions esbiaixades no s'han rebut científicament". El Heidenheimer Zeitung assenyala que Proske va ser l'editor de la seva obra principal Täter, Helfer, Trittbrettfahrer – NS-Belastete von der Ostalb, després de no haver-la publicat per un altre editor.
Segons l'historiador Michael Wolffsohn, durant la campanya d'Àfrica, els preparatius per cometre un Holocaust contra els jueus del nord d'Àfrica estaven en ple apogeu i un miler d'ells van ser transportats als camps de concentració d'Europa de l'Est. Al mateix temps, recomana al Bundeswehr que mantingui els noms i les tradicions associades a Rommel (tot i que Wolffsohn opina que s'hauria de centrar l'atenció en el soldat políticament reflexiu en què es va convertir al final de la seva vida, en lloc de l'espatllador i el canalla humà).
Robert Satloff escriu al seu llibre Among the Righteous: Lost Stories from the Holocaust's Long Reach into Arab Lands que quan les forces alemanyes i italianes es van retirar a través de Líbia cap a Tunísia, la població jueva es va convertir en una víctima de la qual va deixar anar la seva ira i frustració. Segons Satloff, els soldats de l'Afrika Korps van saquejar propietats jueves al llarg de la costa líbia. Aquesta violència i persecució només va acabar amb l'arribada del general Montgomery a Trípoli el 23 de gener de 1943. Segons Maurice Remy, encara que hi havia individus antisemites a l'Afrika Korps, no es coneixen casos reals d'abús, fins i tot contra els soldats jueus del Vuitè Exèrcit. Remy cita Isaac Levy, el capellà superior jueu del Vuitè Exèrcit, dient que mai havia vist "cap senyal o indici que els soldats [de l'Afrika Korps] fossin antisemites". The Telegraph comenta: "Les narracions suggereixen que no va ser el mariscal de camp Erwin Rommel sinó el despietat coronel de les SS Walter Rauff qui va despullar els jueus tunisians de la seva riquesa".
Després d'arribar a Tunísia, les forces alemanyes van ordenar l'establiment del Judenrat i van forçar la població jueva local a realitzar treballs esclaus. Mark Wills escriu que la força alemanya acabada d'arribar va reclutar per la força a 2.000 joves jueus, amb 5.000 arrodonits en els propers 6 mesos. Aquest treball forçat s'utilitzava en situacions extremadament perilloses prop dels objectius dels bombardeigs, enfrontant-se a la fam i la violència. Comentant la conquesta de Tunísia per part de Rommel, Marvin Perry escriu que: "El cap de pont de Rommel establert a Tunísia va permetre a les SS reunir jueus en camps de treball d'esclaus."
Der Spiegel escriu que: "Les SS havien establert una xarxa de camps de treball a Tunísia. Més de 2.500 jueus tunisians van morir en sis mesos de domini alemany, i l'exèrcit regular també va participar en execucions." Caron escriu a Der Spiegel que els camps van ser organitzats a principis de desembre de 1942 per Nehring, el comandant a Tunísia, i Rauff, mentre Rommel es retirava. Com a comandant de l'Afrika Korps alemany, Nehring continuaria utilitzant el treball forçat tunisià. L'historiador Clemens Vollnhals escriu que l'ús dels jueus per part de l'Afrika Korps com a treball forçat és poc conegut, però sí que va passar al costat de la persecució de la població jueva (encara que a menor escala que a Europa) i alguns dels treballadors han mort Segons Caddick-Adams, cap Waffen-SS va servir sota Rommel a l'Àfrica en cap moment i la majoria de les activitats del destacament de Rauff van passar després de la marxa de Rommel. Shepherd assenyala que durant aquest temps Rommel s'estava retirant i no hi ha proves que tingués contacte amb l'Einsatzkommando Klaus-Michael Mallmann, Martin Cüppers Smith] Abordant la crida d'alguns autors a contextualitzar les accions de Rommel a Itàlia. i el nord d'Àfrica, Wolfgang Mährle assenyala que, tot i que és innegable que Rommel va jugar el paper d'un generalfeldmarschall en una guerra criminal, això només il·lustra de manera limitada la seva actitud personal i les accions derivades d'això.

### Presumptes tresors i botí
Segons diversos historiadors, les al·legacions i les històries que associen Rommel i l'Afrika Korps amb l'assetjament i el saqueig d'or i propietats jueus a Tunísia solen ser conegudes amb el nom de "tresor de Rommel" o "or de Rommel". Michael FitzGerald comenta que el tresor hauria de ser nomenat amb més precisió com l'or de Rauff, ja que Rommel no tenia res a veure amb la seva adquisició o eliminació. Jean-Christoph Caron comenta que la llegenda del tresor té un nucli real i que la propietat jueva va ser saquejada per les SS a Tunísia i més tard podria haver estat amagada o enfonsada al voltant de la ciutat portuària de Còrsega, on estava estacionat Rauff el 1943. La persona que va donar naixement a la llegenda en tota regla va ser el soldat de les SS Walter Kirner, que va presentar un mapa fals a les autoritats franceses. Caron i Jörg Müllner, el seu coautor del documental de la ZDF Rommels Schatz ("El tresor de Rommel") diuen a Die Welt que "Rommel no tenia res a veure amb el tresor, però el seu nom està associat a tot el que va passar a la guerra d'Àfrica."
Rick Atkinson critica Rommel per haver aconseguit una col·lecció de segells saquejats (un suborn de Sepp Dietrich) i una vil·la presa als jueus. Lucas, Matthews i Remy, però, descriuen la reacció de menyspreu i enfadada de Rommel davant l'acte de Dietrich i els saquejos i altres comportaments brutals de les SS que havia descobert a Itàlia. Claudia Hecht també explica que tot i que les autoritats de Stuttgart i Ulm van organitzar que la família Rommel utilitzés una vil·la els propietaris jueus de la qual havien estat expulsats dos anys abans, durant un breu període després que la seva pròpia casa hagués estat destruïda pels bombardeigs aliats, la propietat no els va transferir mai. Butler assenyala que Rommel va ser un dels pocs que va rebutjar grans propietats i regals en efectiu que Hitler donava als seus generals.

## A la propaganda nazi i aliada
Al principi, tot i que Hitler i Goebbels van prestar especial atenció a Rommel, les elits nazis no tenien cap intenció de crear un símbol de guerra important (en part per por que sobresortís més que Hitler), generant grans campanyes de propaganda per no només Rommel, sinó també Gerd von Rundstedt, Walther von Brauchitsch, Eduard Dietl, Sepp Dietrich (els dos últims eren membres del partit i també molt recolzats per Hitler), etc.
No obstant això, una multitud de factors, entre ells el carisma inusual de Rommel,  els seus talents tant en qüestions militars com en relacions públiques, els esforços de la màquina de propaganda de Goebbels i la participació dels aliats en la mitificació de la seva vida (ja sigui per beneficis polítics, simpatia per algú que evocava un arquetip romàntic, o admiració genuïna per les seves accions)— va contribuir a poc a poc a la fama de Rommel. Spiegel va escriure: "Fins i tot aleshores la seva fama superava la de tots els altres comandants".
Les victòries de Rommel a França van ser presentades a la premsa alemanya i a la pel·lícula de febrer de 1941 Sieg im Westen (Victòria a l'oest), en la qual Rommel va ajudar personalment a dirigir un segment que recreava el pas del riu Somme. Durant el rodatge de la pel·lícula els presoners de guerra africans, es van veure obligats a participar en la seva realització, i obligats a dur a terme actes humiliants. Les fotografies de la recreació es troben a la "Col·lecció Rommel"; va ser filmat per Hans Ertl, assignat a aquesta tasca pel doctor Kurt Hesse, amic personal de Rommel, que treballava per a la Secció V de Propaganda de la Wehrmacht Les victòries de Rommel el 1941 van ser representades per la propaganda nazi, tot i que els seus èxits al nord d'Àfrica es van aconseguir en un dels teatres menys importants estratègicament d'Alemanya durant la Segona Guerra Mundial.. El novembre de 1941, el ministre de Propaganda del Reich, Joseph Goebbels, va escriure sobre "la necessitat urgent" de tenir Rommel "elevat a una mena d'heroi popular". Rommel, amb les seves habilitats innates com a comandant militar i amor pels focus, s'adaptava perfectament al paper que Goebbels va dissenyar per a ell.

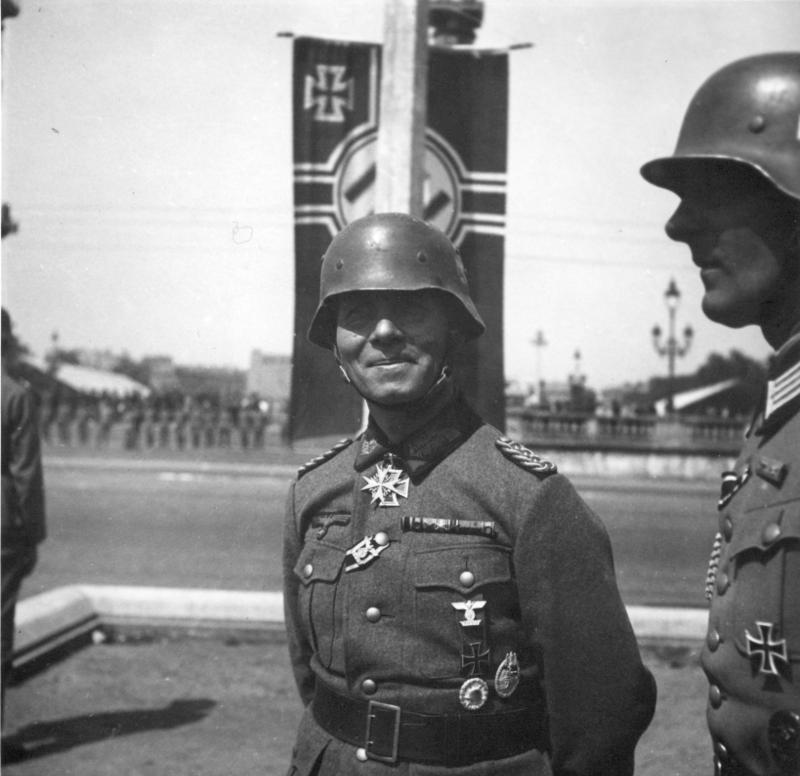
Rommel en una desfilada de la victòria a París (juny de 1940). Rommel va tenir accés al ministre de Propaganda del Reich Joseph Goebbels a través d'un alt funcionari de propaganda Karl Hanke, que va servir sota Rommel durant la campanya de 1940.

### Èxits al nord d'Àfrica
Al nord d'Àfrica, Rommel va rebre ajuda per cultivar la seva imatge d'Alfred Ingemar Berndt, un alt funcionari del Ministeri de Propaganda del Reich que s'havia ofert voluntari per al servei militar. Seguit per Goebbels, Berndt va ser assignat al personal de Rommel i es va convertir en un dels seus ajudants més propers. Berndt va actuar sovint com a enllaç entre Rommel, el Ministeri de Propaganda i el quarter general del Führer. Va dirigir les sessions de fotos de Rommel i va presentar missatges de ràdio descrivint les batalles.
A la primavera de 1941, el nom de Rommel va començar a aparèixer als mitjans britànics. A la tardor de 1941 i principis de l'hivern de 1941/1942, se'l va mencionar a la premsa britànica gairebé diàriament. Cap a finals d'any, la màquina de propaganda del Reich també va utilitzar els èxits de Rommel a Àfrica com a desviació de la difícil situació de la Wehrmacht a la Unió Soviètica amb la parada de l'operació Barbarroja La premsa nord-americana aviat va començar a adonar-se també de Rommel, després de l'entrada del país a la guerra l'11 de desembre de 1941, escrivint que "Els britànics (...) l'admiren perquè els va vèncer i es van sorprendre d'haver-hi colpejat al seu torn. un general capaç". El general Auchinleck va distribuir una directiva als seus comandants que buscava dissipar la noció que Rommel era un "superhome". Rommel, per molt difícil que fos la situació, va fer un esforç deliberat per passar sempre una estona amb soldats i ferits, tant els seus com els presoners de guerra, la qual cosa va contribuir molt a la seva reputació de no només ser un gran comandant sinó també "un tipus decent" entre les tropes
L'atenció de la premsa occidental i sobretot britànica va emocionar a Goebbels, que va escriure al seu diari a principis de 1942: "Rommel continua sent el favorit reconegut fins i tot de les agències de notícies dels enemics." El mariscal de camp estava satisfet per l'atenció dels mitjans, encara que sabia els inconvenients de tenir una reputació. Hitler també va prendre nota de la propaganda britànica, comentant l'estiu de 1942 que els líders britànics havien d'esperar "poder explicar la seva derrota a la seva pròpia nació més fàcilment centrant-se en Rommel".
El mariscal de camp va ser el comandant alemany més comentat als mitjans alemanys, i l'únic que va rebre una conferència de premsa, que va tenir lloc l'octubre de 1942. La conferència de premsa va ser moderada per Goebbels i va comptar amb la presència de mitjans tant nacionals com estrangers. Rommel va declarar: "Avui (...) tenim les portes d'Egipte a la mà, i amb la intenció d'actuar!" Mantenir el focus en Rommel va distreure el públic alemany de les pèrdues de la Wehrmacht en altres llocs quan la marea de la guerra va començar a girar. Es va convertir en un símbol que es va utilitzar per reforçar la fe del públic alemany en una victòria definitiva de l'Eix.

### Reversos militars
Arran de l'èxit de l'ofensiva britànica el novembre de 1942 i d'altres revers militars, el Ministeri de Propaganda va dirigir els mitjans de comunicació a emfatitzar la invencibilitat de Rommel. La farsa es va mantenir fins a la primavera de 1943, tot i que la situació alemanya a l'Àfrica es va tornar cada cop més precària. Per assegurar-se que la derrota inevitable a l'Àfrica no s'associaria amb el nom de Rommel, Goebbels va fer que l'Alt Comandament Suprem anunciés el maig de 1943 que Rommel estava de baixa de dos mesos per motius de salut. En canvi, la campanya va ser presentada per Berndt, que va reprendre el seu paper al Ministeri de Propaganda, com un enginy per lligar l'Imperi Britànic mentre Alemanya convertia Europa en una fortalesa impenetrable amb Rommel al capdavant d'aquest èxit. Després que el programa de ràdio es publiqués el maig de 1943, Rommel va enviar a Berndt una caixa de cigars com a senyal de la seva gratitud.

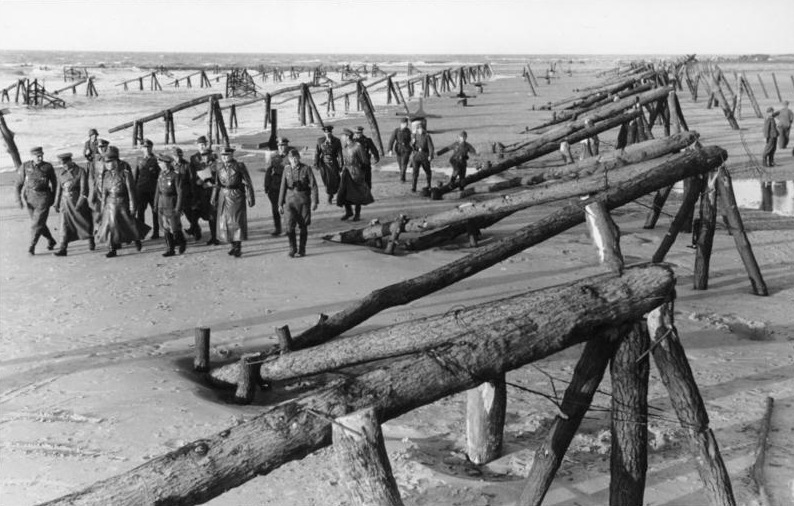
Una de les moltes fotografies de propaganda de Rommel en visites d'inspecció al Mur Atlàntic

Tot i que Rommel va entrar llavors en un període sense cap comandament significatiu, va continuar sent un nom familiar a Alemanya, sinònim de l'aura d'invencibilitat. Aleshores Hitler va fer de Rommel part de la seva estratègia defensiva per a la fortalesa Europa (Festung Europa) enviant-lo a l'oest per inspeccionar les fortificacions al llarg del mur Atlàntic. Goebbels va donar suport a la decisió, assenyalant al seu diari que Rommel era "sens dubte l'home adequat" per a la tasca. El ministre de propaganda esperava que la mesura tranquil·litzés el públic alemany i, al mateix temps, tingués un impacte negatiu en la moral de les forces aliades.
A França, una companyia de propaganda de la Wehrmacht acompanyava sovint a Rommel en els seus viatges d'inspecció per documentar el seu treball tant per al públic nacional com estranger. El maig de 1944 els noticiers alemanys van informar sobre el discurs de Rommel en una conferència de la Wehrmacht, on va declarar la seva convicció que "cada soldat alemany farà la seva contribució contra l'esperit angloamericà que es mereix pel seu criminal i bestial. campanya de guerra aèria contra la nostra pàtria". El discurs va provocar un repunt de la moral i una confiança sostinguda en Rommel.
Quan Rommel va ser greument ferit el 17 de juliol de 1944, el Ministeri de Propaganda va fer esforços per ocultar-ho per no minar la moral domèstica. Malgrat això, la notícia es va filtrar a la premsa britànica. Per contrarestar els rumors d'una ferida greu i fins i tot la mort, Rommel va haver de comparèixer a la roda de premsa de l'1 d'agost. El 3 d'agost, la premsa alemanya va publicar un informe oficial segons el qual Rommel havia resultat ferit en un accident de cotxe. Rommel va assenyalar al seu diari la seva consternació davant aquest gir de la veritat, adonant-se tardanament de com la propaganda del Reich l'estava utilitzant per als seus propis fins.

### Punts de vista de Rommel sobre la propaganda
Rommel estava interessat en la propaganda més enllà de la promoció de la seva pròpia imatge. L'any 1944, després de visitar Rommel a França i llegir les seves propostes per contrarestar la propaganda aliada, Alfred-Ingemar Berndt va comentar: "També està interessat en aquest negoci de propaganda i vol desenvolupar-lo per tots els mitjans. Fins i tot ha pensat i ha aportat suggeriments pràctics per a cada programa i matèria."
Rommel va veure els valors de la propaganda i l'educació en els seus fets i els de la seva nació (també va valorar la justícia mateixa; segons el diari de l'almirall Ruge, Rommel va dir a Ruge: "La justícia és el fonament indispensable d'una nació. Malauradament, els alts càrrecs no estan nets). […] Les matances són pecats greus.") La clau per a l'èxit de la creació d'una imatge, segons Rommel, va ser donar l'exemple: "Els homes tendeixen a no sentir cap mena de contacte amb un comandant que, ho saben, està assegut en algun lloc del quarter general. El que volen és el que podria en moments de pànic, cansament o desorganització, o quan cal exigir-los alguna cosa fora del comú, l'exemple personal del comandant fa meravelles, sobretot si ha tingut l'enginy per crear una mena de llegenda al seu voltant." Va instar les autoritats de l'Eix a tractar els àrabs amb el màxim respecte per evitar aixecaments darrere del front. Va protestar per l'ús de la propaganda a costa de beneficis militars explícits, però, criticant la seu de Hitler per no poder dir al poble alemany i al món que El Alamein s'havia perdut i impedir l'evacuació de les forces alemanyes al nord d'Àfrica en el procés. Ruge suggereix que el seu cap va tractar la seva pròpia fama com una mena d'arma.
El 1943, va sorprendre a Hitler proposant que un jueu fos un Gauleiter per demostrar al món que Alemanya era innocent de les acusacions que Rommel havia sentit de la propaganda de l'enemic sobre el maltractament dels jueus. Hitler va respondre: "Estimat Rommel, no entens res del meu pensament."

## Relació amb el nacionalsocialisme

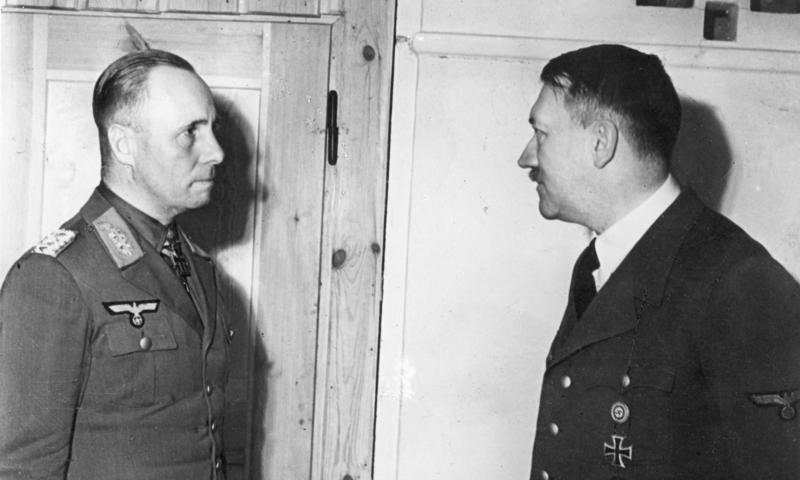
Erwin Rommel amb Adolf Hitler el 1942

Rommel no era membre del Partit Nazi. Rommel i Hitler tenien una relació personal propera i genuïna, encara que complicada. Rommel, com altres oficials de la Wehrmacht, va donar la benvinguda a l'ascens dels nazis al poder. Nombrosos historiadors afirmen que Rommel era un dels generals favorits de Hitler i que la seva estreta relació amb el dictador va beneficiar tant la seva carrera d'entreguerres com en temps de guerra. Robert Citino descriu Rommel com "no apolític" i escriu que deu la seva carrera a Hitler, a qui l'actitud de Rommel era "de culte", amb Messenger acceptant que Rommel devia el seu comandament de tanc, el seu estatus d'heroi i altres promocions a la interferència i el suport de Hitler.
Kesselring va descriure el propi poder de Rommel sobre Hitler com a "hipnòtic". El 1944, el mateix Rommel va dir a Ruge i a la seva dona que Hitler tenia una mena d'aura magnètica irresistible ("Magnetismus") i que semblava que sempre estava en estat d'embriaguesa. Maurice Remy identifica que el moment en què la seva relació es va convertir en una relació personal va ser l'any 1939, quan Rommel va anunciar amb orgull al seu amic Kurt Hesse que havia "en certa manera forçat a Hitler a anar amb mi (al castell de Hradschin a Praga, en un cotxe descobert, sense un altre guardaespatlles), sota la meva protecció personal... S'havia confiat a mi i mai m'oblidaria pel meu excel·lent consell."
L'estreta relació entre Rommel i Hitler va continuar arran de la campanya occidental; després que Rommel li enviés un diari especialment preparat sobre la 7a Divisió, va rebre una carta d'agraïment del dictador. (Segons Speer, normalment enviava informes extremadament poc clars que molestaven molt a Hitler.)Segons Maurice Remy, la relació, que Remy anomena "un matrimoni de somni", va mostrar la primera escletxa només el 1942, i més tard es va convertir gradualment en, en paraules de l'escriptor alemany Ernst Jünger (en contacte amb Rommel a Normandia), "Haßliebe" (una relació d'amor-odi). El diari de Ruge i les cartes de Rommel a la seva dona mostren que el seu estat d'ànim fluctuava molt respecte a Hitler: mentre mostrava fàstic per les atrocitats i decepció per la situació, es va alegrar de rebre la visita de Hitler, només per tornar a la depressió l'endemà quan es va enfrontar a realitat.
Hitler va mostrar les mateixes emocions. Enmig de creixents dubtes i diferències, continuaria ansiós per les trucades de Rommel (tenien converses gairebé diàries, d'una hora i molt animades, amb el tema preferit de les innovacions tècniques): una vegada gairebé va agafar el telèfon de la mà de Linge. Però, segons Linge, en veure la desobediència de Rommel, Hitler també es va adonar del seu error en construir Rommel, a qui no només l'Afrika Korps sinó també el poble alemany en general considerava ara el Déu alemany. Hitler va intentar arreglar la relació disfuncional moltes vegades sense resultats, amb Rommel anomenant els seus intents "Tractament amb llum solar", encara que més tard va dir que "Una vegada he estimat el Führer, i encara l'estimo". Der Spiegel remarca que la declaració era molt genuïna, mentre que Watson assenyala que Rommel creia que es mereixia morir pel seu pla traïdor.
Rommel va ser un home ambiciós que va aprofitar la seva proximitat amb Hitler i va acceptar de bon grat les campanyes de propaganda dissenyades per a ell per Goebbels. D'una banda, volia la promoció personal i la realització dels seus ideals. D'altra banda, ser elevat pel sistema tradicional que donava un tracte preferent als oficials aristocràtics seria una traïció a la seva aspiració "de seguir sent un home de les tropes". El 1918, Rommel va rebutjar una invitació a un curs de formació d'oficials de prestigi, i amb això, l'oportunitat de ser ascendit a general. A més, no tenia cap inclinació cap a la ruta política, preferint seguir sent soldat ("Nur-Soldat"). Així, va sentir-se atret pel tema de l'home comú que prometia anivellar la societat alemanya, la glorificació de la comunitat nacional i la idea d'un soldat d'origen comú que servia la Pàtria amb talent i que fos recompensat per un altre home comú que encarnava la voluntat del poble alemany. Tot i que estava molt indignat pel problema de classe contemporani d'Alemanya, aquesta autoassociació amb l'Home Comú anava bé amb el seu desig de simular els cavallers del passat, que també lideraven des del front. Rommel semblava gaudir de la idea de la pau, tal com demostren les paraules que va dir a la seva dona l'agost de 1939: "Podeu confiar en mi, hem participat en una Guerra Mundial, però mentre visqui la nostra generació, no hi haurà una segona.", així com la seva carta que li va enviar la nit abans de la invasió de Polònia, en la qual expressava (en la frase de Maurice Remy) "un optimisme sense límits": "Encara crec que l'atmosfera no es tornarà més bel·licista". Butler comenta que Rommel era el centre de la seva política, inclinant-se una mica cap a l'esquerra en la seva actitud.
Messenger argumenta que l'actitud de Rommel cap a Hitler només va canviar després de la invasió aliada de Normandia, quan Rommel es va adonar que la guerra no es podia guanyar, mentre que Maurice Remy suggereix que Rommel mai va trencar realment la relació amb Hitler, però el lloa per "sempre [tenir] el coratge d'oposar-s'hi sempre que la seva consciència ho requereixi". L'historiador Peter Lieb afirma que no estava clar si l'amenaça de derrota era l'única raó per la qual Rommel volia canviar de bàndol. La relació semblava baixar significativament després d'una conversa el juliol de 1943, en què Hitler va dir a Rommel que si no guanyaven la guerra, els alemanys es podrien podrir. Rommel fins i tot va començar a pensar que va ser una sort que el seu Afrika Korps ara estigués segur com a presoners de guerra i pogués escapar del final wagnerià de Hitler. Die Welt comenta que Hitler va triar Rommel com el seu favorit perquè era apolític, i que la combinació de la seva experiència militar i les seves circumstàncies van permetre a Rommel mantenir-se net.
Messenger argumenta que l'actitud de Rommel cap a Hitler només va canviar després de la invasió aliada de Normandia, quan Rommel es va adonar que la guerra no es podia guanyar, mentre que Maurice Remy suggereix que Rommel mai va trencar realment la relació amb Hitler, però el lloa per "sempre [tenir] el coratge d'oposar-s'hi sempre que la seva consciència ho requereixi". L'historiador Peter Lieb afirma que no estava clar si l'amenaça de derrota era l'única raó per la qual Rommel volia canviar de bàndol. La relació semblava baixar significativament després d'una conversa el juliol de 1943, en què Hitler va dir a Rommel que si no guanyaven la guerra, els alemanys es podrien podrir. Rommel fins i tot va començar a pensar que va ser una sort que el seu Afrika Korps ara estigués segur com a presoners de guerra i pogués escapar del final wagnerià de Hitler. Die Welt comenta que Hitler va triar Rommel com el seu favorit perquè era apolític, i que la combinació de la seva experiència militar i les seves circumstàncies van permetre a Rommel mantenir-se net.
Les inclinacions polítiques de Rommel van ser un tema controvertit fins i tot entre les elits nazis contemporànies. El mateix Rommel, tot i que mostrava suport a algunes facetes de la ideologia nazi i gaudia de la propaganda que la màquina nazi construïa al seu voltant, es va indignar per l'esforç dels mitjans nazis per retratar-lo com un dels primers membres del partit i fill d'un paleta, forçant-los. per corregir aquesta desinformació. Les elits nazis no estaven còmodes amb la idea d'una icona nacional que no recolzés de tot cor el règim. Hitler i Goebbels, els seus principals partidaris, van tendir a defensar-lo. Quan Rommel es plantejava el nomenament com a comandant en cap de l'exèrcit l'estiu de 1942, Goebbels va escriure al seu diari que Rommel "és ideològicament sòlid, no només simpatitza amb els nacionalsocialistes. És un nacionalsocialista; és un líder de tropes amb un do per a la improvisació, personalment valent i extraordinàriament inventiu. Aquests són els tipus de soldats que necessitem." Malgrat això, a poc a poc van veure que la seva comprensió de les realitats polítiques i les seves opinions podien ser molt diferents de les seves. Hitler sabia, però, que el caràcter optimista i combatiu de Rommel era indispensable per als seus esforços bèl·lics. Quan Rommel va perdre la fe en la victòria final i en el lideratge de Hitler, Hitler i Goebbels van intentar trobar una alternativa a Manstein per posar remei a la voluntat de lluita i la "direcció política" d'altres generals però no ho van aconseguir.
Mentrestant, els funcionaris que no els agradava Rommel, com Bormann i Schirach, xiuxiuejaven entre ells que no era en absolut nazi. La relació de Rommel amb les elits nazis, a part de Hitler i Goebbels, va ser majoritàriament hostil, encara que fins i tot persones poderoses com Bormann i Himmler van haver de caminar amb compte al voltant de Rommel. Himmler, que va tenir un paper decisiu en la mort de Rommel, va intentar culpar a Keitel i Jodl de l'acte. I de fet l'acte va ser iniciat per ells. Estaven molt ressentits de l'ascens meteòric de Rommel i feia temps que temien que esdevingués el comandant en cap. (Hitler també es va fer d'innocent intentant erigir un monument a l'heroi nacional, el 7 de març de 1945) Franz Halder, després d'inventar diversos esquemes per controlar Rommel a través de persones com Paulus i Gause sense cap resultat (fins i tot disposats a soscavar les operacions i l'estratègia alemanyes en el procés amb l'únic propòsit d'avergonyir-lo), va concloure que Rommel era un boig amb qui ningú es va atrevir a creuar espases per "els seus mètodes brutals i el seu suport des dels més alts nivells". (Rommel va imposar un gran nombre de consells de guerra, però segons Westphal, mai va signar l'ordre final. Owen Connelly comenta que es podia permetre una disciplina fàcil a causa del seu carisma).Rommel, per la seva banda, va ser molt crític amb Himmler, Halder, l'Alt Comandament i particularment amb Goering, a qui Rommel va anomenar en un moment el seu "enemic més amarg". Hitler es va adonar que Rommel atreia cap a si mateix les emocions negatives de les elits, de la mateixa manera que generava optimisme en la gent comuna. Segons els casos, Hitler va manipular o agreujar la situació per beneficiar-se, encara que originàriament no tenia cap intenció d'empènyer Rommel fins al punt de la destrucció. (Fins i tot quan es va informar de la implicació de Rommel en el complot, ferit i venjatiu, Hitler al principi va voler retirar Rommel, i finalment li va oferir una oportunitat d'última hora per explicar-se i refutar les afirmacions, que Rommel sembla que no va aprofitar.) Finalment, els enemics de Rommel van treballar junts per enderrocar-lo.
Maurice Remy conclou que, sense voler i probablement sense adonar-se'n mai, Rommel va formar part d'un règim assassí, tot i que mai va comprendre el nucli del nacionalsocialisme. Peter Lieb veu Rommel com una persona que no es podia posar en un sol calaix, encara que problemàtica per les normes morals modernes, i suggereix que la gent hauria de decidir personalment per si mateixa si Rommel hauria de seguir sent un model a seguir o no. Va ser un general nazi en alguns aspectes, tenint en compte el seu suport al culte líder (Führerkult) i a la Volksgemeinschaft, però no era un antisemita, ni un criminal de guerra, ni un lluitador ideològic radical. La historiadora Cornelia Hecht comenta: "És molt difícil saber qui era l'home darrere del mite", assenyalant que en nombroses cartes que va escriure a la seva dona durant els gairebé 30 anys de matrimoni, va comentar poc sobre qüestions polítiques i sobre la seva vida personal. com a marit i pare.

## El mite de Rommel
Segons alguns autors revisionistes, una avaluació del paper de Rommel en la història s'ha vist obstaculitzada per les opinions de Rommel que es van formar, almenys en part, per raons polítiques, creant el que aquests historiadors han anomenat el "mite de Rommel". La interpretació considerada per alguns historiadors com un mite és la representació del mariscal de camp com un comandant apolític, brillant i víctima de l'Alemanya nazi que va participar en el complot del 20 de juliol contra Adolf Hitler. Tanmateix, hi ha un nombre notable d'autors que es refereixen a "Mite Rommel" o "Llegenda Rommel" d'una manera neutral o positiva. Les llavors del mite es poden trobar primer a Rommel i després en el seu popular llibre de 1937 La infanteria ataca, que va ser escrit amb un estil que divergia de la literatura militar alemanya de l'època i es va convertir en un èxit de vendes.

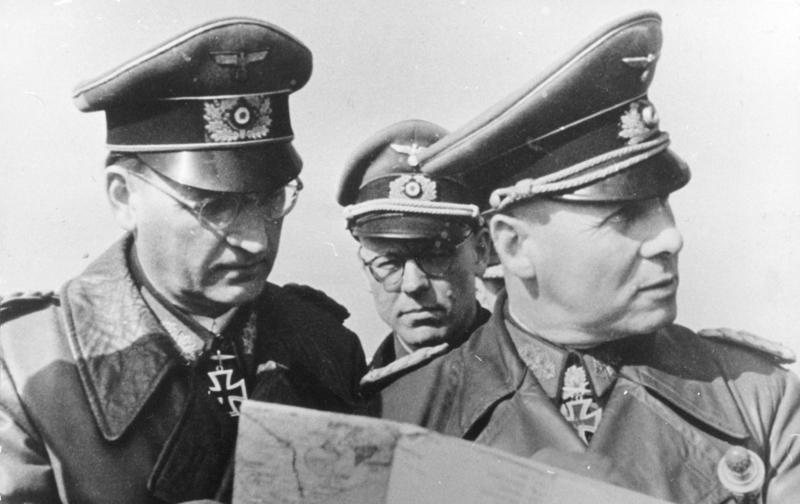
Rommel amb Hans Speidel, que va participar en la trama del 20 de juliol.

Aleshores, el mite va prendre forma durant els primers anys de la Segona Guerra Mundial, com a component de la propaganda nazi per lloar la Wehrmacht i inculcar optimisme al públic alemany, amb la participació voluntària de Rommel. Quan Rommel va arribar al nord d'Àfrica, va ser recollit i difós a Occident per la premsa britànica mentre els aliats intentaven explicar la seva incapacitat contínua per derrotar les forces de l'Eix al nord d'Àfrica. Les figures polítiques i militars britàniques van contribuir a la imatge heroica de l'home quan Rommel va reprendre les operacions ofensives el gener de 1942 contra les forces britàniques afeblides pels desplaçaments a l'Extrem Orient. Durant el debat parlamentari després de la caiguda de Tobruk, Churchill va descriure Rommel com un "oponent extraordinari audaç i intel·ligent" i un "gran comandant de camp".
Segons Der Spiegel després del final de la guerra, Alemanya Occidental anhelava figures paternals que eren necessàries per substituir les anteriors que havien estat desemmascarades com a criminals. Rommel va ser escollit perquè encarnava el soldat decent, astut però just, i si era culpable per associació, no era tan culpable que es va tornar poc fiable, i a més, antics camarades van informar que estava a prop de la Resistència. Mentre tots els altres van caure en desgràcia, la seva estrella es va fer més brillant que mai, i va fer el salt històricament sense precedents per sobre del llindar entre èpoques: des del general favorit de Hitler fins a l'heroi de la jove república. Cornelia Hecht assenyala que malgrat el canvi dels temps, Rommel s'ha convertit en el símbol de diferents règims i conceptes, la qual cosa és paradoxal, sigui qui fos realment l'home.
Al mateix temps, els aliats occidentals, i particularment els britànics, van representar Rommel com el "bon alemany". La seva reputació de conduir una guerra neta es va utilitzar en interès del rearmament i la reconciliació de l'Alemanya Occidental entre els antics enemics: Gran Bretanya i els Estats Units d'una banda i la nova República Federal d'Alemanya de l'altra. Quan la suposada implicació de Rommel en el complot per matar Hitler es va conèixer després de la guerra, la seva estatura va augmentar als ulls dels seus antics adversaris. Rommel va ser citat sovint a les fonts occidentals com un alemany patriòtic disposat a plantar cara a Hitler. Churchill va escriure sobre ell el 1950: "[Rommel] (...) mereix el nostre respecte perquè, tot i ser un soldat alemany lleial, va arribar a odiar Hitler i totes les seves obres i va participar en la conspiració de 1944 per rescatar Alemanya desplaçant el maníac i tirà."

## Vida familiar
Mentre estava a l'escola de cadets el 1911, Rommel va conèixer i es va comprometre amb Lucia (Lucie) Maria Mollin (1894-1971), de 17 anys. Mentre estava estacionat a Weingarten el 1913, Rommel va desenvolupar una relació amb Walburga Stemmer, que va donar lloc a una filla, Gertrude, nascuda el 8 de desembre de 1913. A causa de l'elitisme al cos d'oficials, els antecedents de classe treballadora de Stemmer la van fer inadequada com a la dona d'un oficial, i Rommel es va sentir obligat a mantenir el seu compromís anterior amb Mollin. Amb la col·laboració de Mollin, va acceptar la responsabilitat financera del nadó. Rommel i Mollin es van casar el novembre de 1916 a Danzig. El matrimoni de Rommel va ser feliç, i va escriure a la seva dona almenys una carta cada dia mentre estava en destí.[19]
Després del final de la Primera Guerra Mundial, la parella es va establir inicialment a Stuttgart, i Stemmer i el seu fill van viure amb ells. Gertrude era coneguda com la neboda de Rommel, una ficció que no va ser qüestionada a causa de l'enorme nombre de dones vídues durant la guerra. Walburga va morir sobtadament l'octubre de 1928, i Gertrude va romandre membre de la casa fins a la mort de Rommel el 1944. L'incident amb Walburga semblava afectar Rommel per a la resta de la seva vida: sempre mantindria les dones distants. Un fill, Manfred Rommel, va néixer el 24 de desembre de 1928, més tard va exercir com a alcalde de Stuttgart entre 1974 i 1996.

## Commemoració

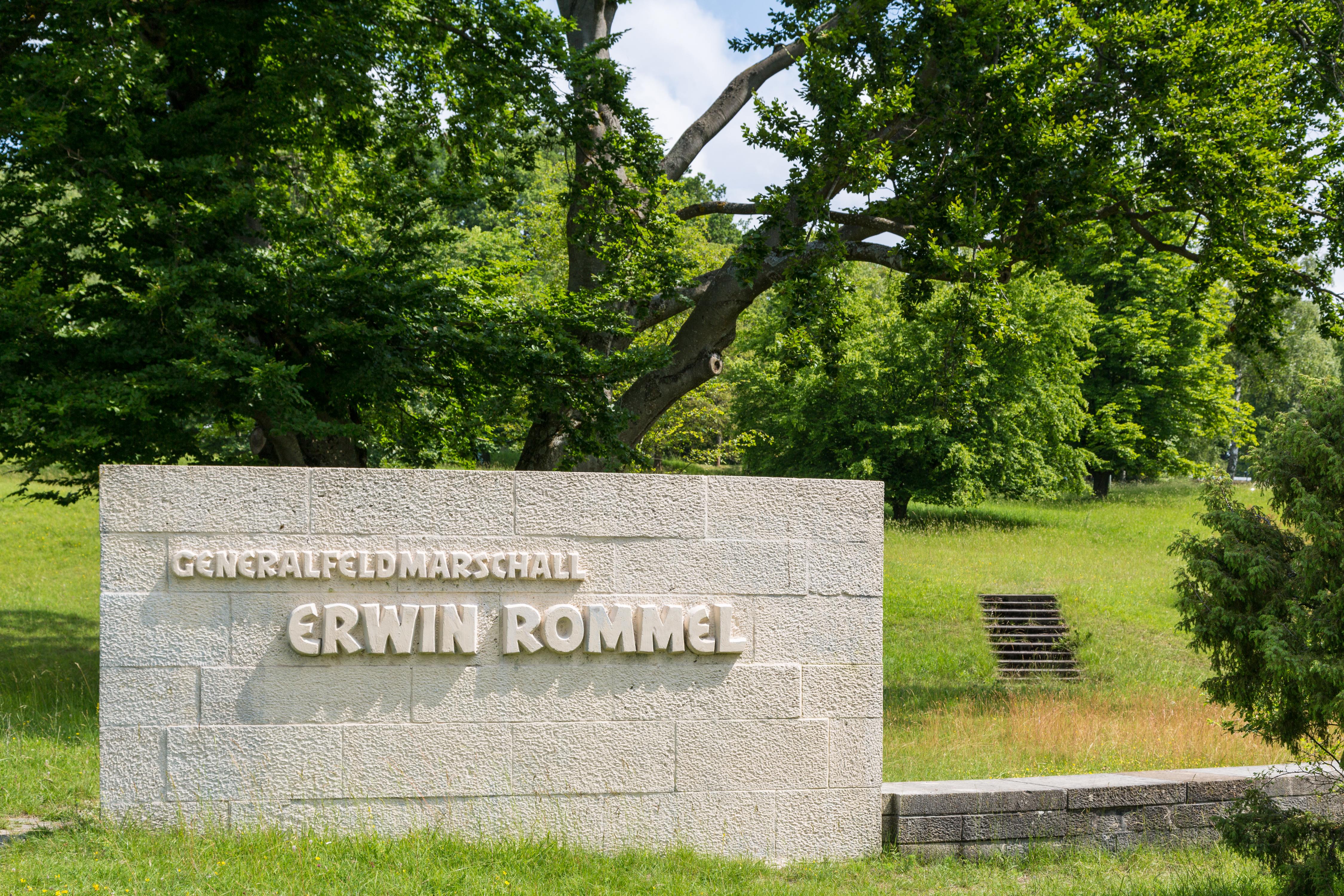
Memorial a Erwin Rommel a Heidenheim, Alemanya

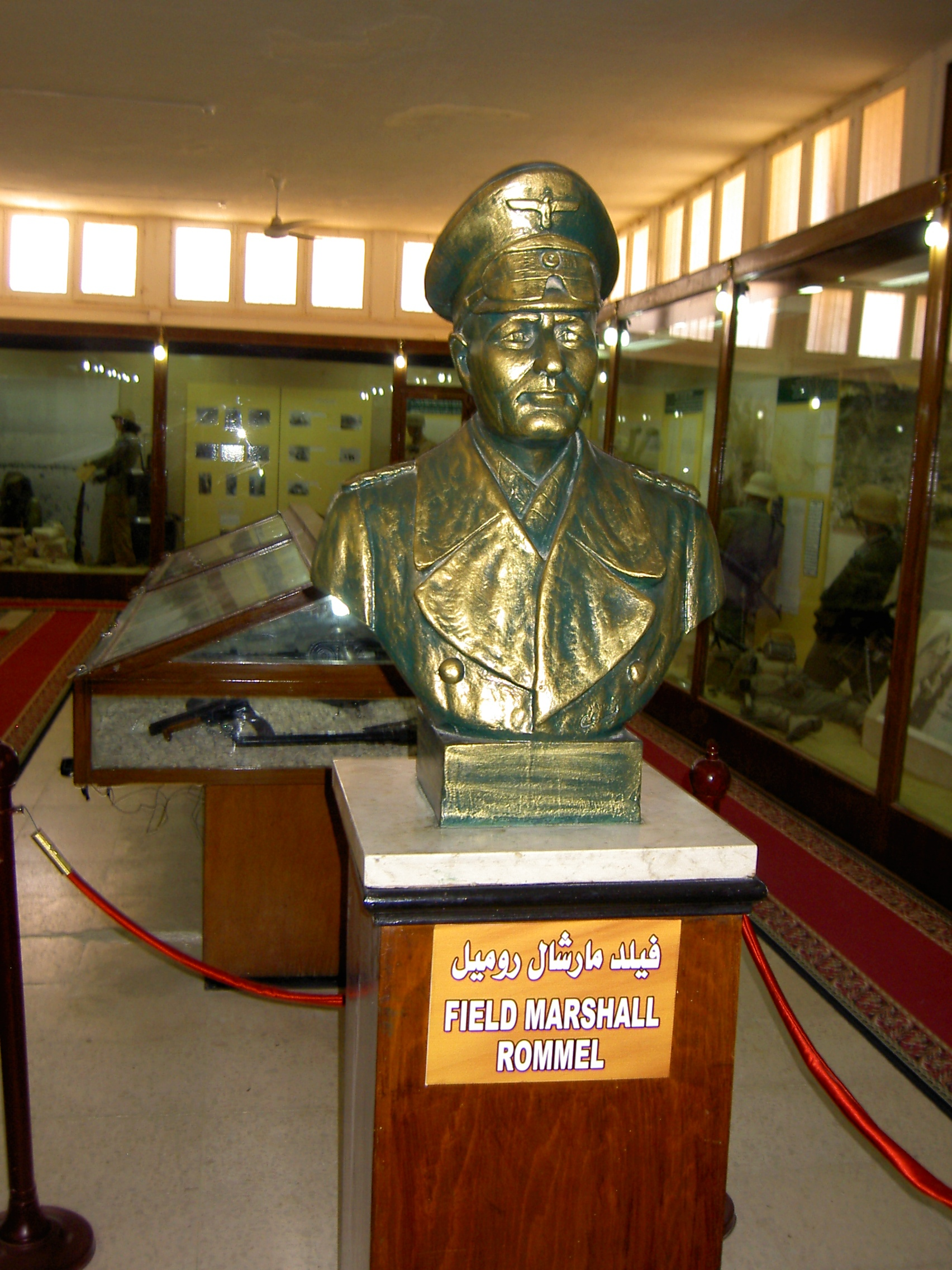
Bust de Rommel al museu de guerra Al Alamein a Egipte, que va ser construït per Anwar Sadat en honor de Rommel. El museu es va ampliar més tard fins a convertir-se en un museu general de guerra, però on Rommel continua sent una figura central.

La base més gran de l'exèrcit alemany, la caserna del mariscal de camp Rommel, Augustdorf, rep el seu nom; a la dedicació de 1961 la seva vídua Lucie i el fill Manfred Rommel van ser convidats d'honor. La caserna de Rommel, Dornstadt, també va rebre el seu nom el 1965. Una tercera base va rebre el seu nom, la caserna del mariscal Rommel, Osterode, va tancar el 2004. El destructor alemany Rommel va ser nomenat per ell el 1969 i batejat per la seva vídua; el vaixell va ser donat de baixa el 1998.
El Memorial Rommel es va erigir a Heidenheim l'any 1961. El 2020, es va col·locar una escultura d'una víctima de les mines terrestres al costat del Memorial Rommel a Heidenheim. L'alcalde de la ciutat, Bernhard Ilg, comenta que, sobre "el gran fill de Heidenheim", "hi ha moltes opinions". Heidenheim finalment va dedicar el Memorial a una postura contra la guerra, el militarisme i l'extremisme, afirmant que quan el memorial es va erigir el 1961, es van afegir declaracions que ara no són compatibles amb el coneixement modern sobre Rommel. El Deutsche Welle assenyala que els 17 milions de mines que van deixar els exèrcits britànic, italià i alemany continuen cobrant-se vides fins als nostres dies.
A Aalen, després d'una discussió sobre el canvi de nom d'un carrer que portava el seu nom, es va crear un nou lloc de commemoració, on esteles amb informació sobre la vida de Rommel i tres opositors al règim (Eugen Bolz, Friedrich Schwarz i Karl Mikeler) estan junts (l'estela de Rommel és blau fosc i vermell rovellat mentre que les altres són de color clar). L'Associació d'Història d'Aalen, juntament amb una comissió independent d'historiadors de Düsseldorf, celebra que es mantingui el nom del carrer i assenyala que Rommel no va ser ni criminal de guerra ni lluitador de la resistència, sinó perpetrador i víctima alhora; el règim va reconèixer darrerament el seu error i ho va pagar amb la vida. També s'estableix un programa educatiu anomenat "Erwin Rommel i Aalen" per als escolars d'Aalen.
El 2021, el Consell d'Estudiants de la Friedrich-Alexander-Universität Erlangen-Nürnberg (FAU) va decidir canviar el nom del seu Süd-Campus (Campus Sud, Erlangen) per Rommel-Campus, subratllant que la ciutat d'Erlangen està darrere del nom. i la universitat ha de fer el mateix. La branca de la universitat del Sindicat de Treballadors de l'Educació i la Ciència (GEW) descriu la decisió com a problemàtica tenint en compte la història de Rommel de donar suport militar i propagandístic al règim nazi.
Nombrosos carrers d'Alemanya, especialment a l'estat natal de Rommel, Baden-Württemberg, reben el seu nom en el seu honor, inclòs el carrer a prop d'on es trobava la seva darrera casa. El Museu Rommel es va obrir l'any 1989 a la Villa Lindenhof de Herrlingen. El museu ara funciona amb el nom de Museum Lebenslinien (Museu de les Línies de Vida), que presenta la vida de Rommel i d'altres residents notables de Herrlingen, inclosa la poeta Gertrud Kantorowicz (la col·lecció de la qual es presenta juntament amb l'Arxiu Rommel dins d'un edifici en un carretera que porta el nom de Rommel), els educadors Anna Essinger i Hugo Rosenthal.
També hi ha un museu de Rommel a Mersa Matruh a Egipte que es va inaugurar el 1977, i que es troba en un dels antics quarters generals de Rommel; diverses altres localitats i establiments de Mersa Matruh, inclosa la platja de Rommel, també reben el nom de Rommel. La raó de la denominació és que respectava les tradicions dels beduïns i la santedat de les seves cases (sempre va mantenir les seves tropes a almenys 2 quilòmetres de les seves cases) i es va negar a enverinar els pous contra els aliats, per por de en fer-ho, perjudicar la població.
A Itàlia, la gira anual de marató "Rommel Trail", patrocinada per la Protezione Civile i la regió autònoma de Friuli-Venecia Júlia a través de la seva agència de turisme, celebra Rommel i la batalla de Caporetto. El nomenament i el patrocini (en aquella època pel PD de centreesquerra) van ser criticats pel polític Giuseppe Civati el 2017.

## Rommel al cinema
La figura del mariscal Rommel ha aparegut en diverses pel·lícules, ja fos el personatge principal o aparegués tangencialment. Entre elles figuren: 
- Five Graves to Cairo (1943), interpretat per Erich von Stroheim[673]
- The Desert Fox: The Story of Rommel (1951), interpretat per James Mason[674]
- The Longest Day (1962), interpretat per Werner Hinz[675]
- The Night of the Generals (1967), interpretat per Christopher Plummer[676]
- La battaglia di El Alamein (1969), interpretat per Robert Hossein[677]
- Rommel (2012), interpretat per Ulrich Tukur.[678]

## Promocions
Fähnrich - 19 de juliol de 1910.
 Leutnant - 27 de gener de 1912 (amb patent del 30 de gener de 1910)
  Oberleutnant – Setembre de 1915
 Hauptman - Octubre de 1917
 Major – 10 d'octubre de 1933
 Oberstleutnant – 1 de marc de 1935
 Oberst - 1 d'agost de 1937
 Generalmajor – 1 d'agost de 1939 (amb patent de l'1 de juny 1939)
 Generalleutnant – 1 de gener de 1941
 General der Panzertruppen – 1 de juliol de 1941
 Generaloberst – 30 de gener de 1942
 Generalfeldmarschall - 22 de juny de 1942

## Condecoracions
Creu de Cavaller de la Creu de Ferro amb Fulles de Roure, Espases i Brillants:
 Creu de Cavaller: (27/05/1940) (43è) (com Generalmajor i Komm. der 7. Panzer-Division)
 Fulles de Roure: (20/03/1941) (10è) (com Generalleutnant i Befehlshaber der Deutschen Truppen in Libyen)
 Espases: (20/01/1942) (6è) (com Generalleutnant i OB. der Panzergruppe Afrika)
 Brillants: (11/03/1943) (6è) (com Generalfeldmarschall i OB. der Heeresgruppe Afrika)
 Pour le Mérite (Prússia) (10/12/1917)
 Creu de Cavaller del Reial Orde Prussià de Hohenzollern amb espases
 Creu de Ferro 1914 de 1a Classe (22/03/1915)
 Creu de Ferro 1914 de 2a Classe (30/09/1914)
 Barra de 1939 a la Creu de Ferro 1914 de 1a Classe (21/05/1940)
 Barra de 1939 a la Creu de Ferro 1914 de 2a Classe (17/05/1940)
 Creu de Cavaller de l'Orde del Mèrit Militar (Württemberg) (08/04/1915)
 Medalla del Mèrit Militar en Or (Württemberg) (25/02/1915)
 Orde del Mèrit Militar amb Espases de 4a Classe (Baviera)
 Creu de Cavaller de 1a classe amb espases de l'orde de Frederic (Württemberg)
 Creu Austro-Hongaresa de 3a Classe del Mèrit Militar amb insígnia de guerra
 Creu del Servei Militar Distingit de 2a Classe (Baviera)
 Insígnia de Ferits 1918 en Plata
 Creu d'Honor dels Combatents del Front
 Medalla del Llarg Servei a la Wehrmacht de I i IV classe
 Medalla de l'1 d'octubre de 1938 amb barra "Castell de Praga"
 Medalla del Retorn del Districte del Memel
 Insígnia de Combat de Tancs en Plata
 Medalla al Valor Militar en Or (Itàlia) (22/04/1941)
 Creu de Gran Oficial de l'Orde Militar de Savoia (Itàlia) (1941)
 Creu de Gran Oficial de l'Orde Colonial de l'Estrella d'Itàlia (Itàlia) (28/04/1942)
 Insígnia combinada de Pilot–Observador en Or i Diamants
 Cinta de màniga d'Àfrica
 Orde de Miquel el Valent de 2a i 3a classe (Romania) (12/07/1944)
 Insígnia de Ferits 1939 en Or (07/08/1944)
Butlletí de la Wehrmacht: 21/06/1942; 10/09/1943